# François Maréchal
François Maréchal, né en 1861 à Housse et mort en 1945 à Liège, est un peintre et dessinateur liégeois. Il est surtout l'un des principaux graveurs belges du début du XXe siècle. Il est aussi professeur pendant plus de 25 ans (1905-1931) à l'Académie royale des beaux-arts de Liège. Il dirige cette même institution de 1913 à 1920 et il y crée le premier cours de gravure en 1921.

## Biographie

### Jeunesse et formation (1861-1886)
Jean-François Maréchal naît le 7 janvier 1861 à Housse,,. Ses parents habitent une maison au centre du village qui, jadis, avait été une brasserie. Son père, Mathieu Maréchal, fourbit des armes de chasse dans une salle de la maison convertie en atelier, et sa mère, Catherine Doutrewe, tient boutique d'épices dans une autre salle du logis familial. Outre son métier, son père réalise des travaux d'ébénisterie et d'incrustation, et peint pendant ses heures de loisir d'après nature, animaux et paysage.

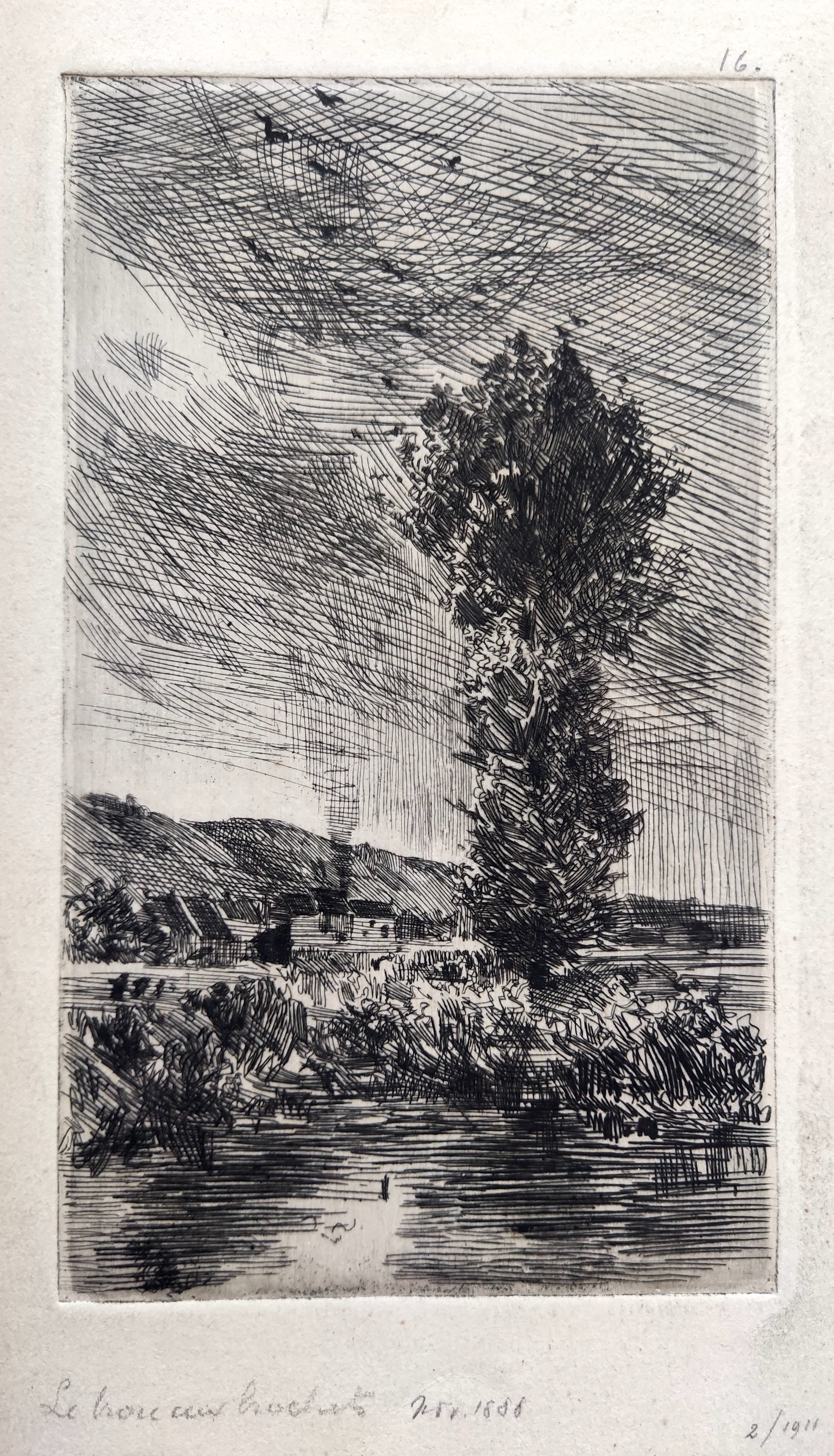
Le Trou aux brochets, novembre 1888, eau-forte,, Inv. Kunel no 16, collection privée.

Quand le petit François est en âge d'école, il entre dans l'unique classe communale, mais n'y dévoile nulle aptitude particulière, hormis un amour marqué de l'école buissonnière. Il est bien connu dans le village du maréchal-ferrant, du menuisier et du forgeron qui reçoivent souvent sa visite et ont subi plus d'une fois ses mauvais tours. Il multiplie les escapades dans la campagne environnante et finit par être renvoyé de l'école,. Il va suivre un an les cours à Barchon pour parfaire ses connaissances. À 13 ans, il commence l'apprentissage du métier d'armurier avec son père,,. Ce dernier a beau l'exhorter, il n'a nul amour pour ce travail et ne fait aucun progrès. Il abandonne après un an d'essai, et s'emploie à l'épicerie avec sa mère. Quelquefois pourtant, il accompagne son père lorsque celui-ci se rend à Liège pour effectuer la livraison de ses ouvrages. C'est tout un voyage à cette époque car il faut utiliser le train ou le bateau à roue qui fait alors un service d'aval sur le fleuve,.
En 1877, la famille déménage à Liège, au Mont Saint-Martin,. Grâce à l'amitié forgée avec la famille du peintre Delbecke, qui venait chaque année en vacances à Housse, il est admis à faire ses premiers essais comme peintre décorateur,. Sur les conseils de son patron, qui reconnaît l'accent d'une authentique vocation artistique chez son jeune apprenti, il s'inscrit aux cours du soir de l'Académie des beaux-arts de Liège dès 1879. Pourtant de 1879 à 1881, ses instincts de bohème reprennent le dessus et il part aux Pays-Bas travailler à la solde d'un décorateur. De retour à Liège en 1881, son but est désormais clair : peindre, pas comme décorateur, mais en artiste. Pour ce faire, il réintègre l'Académie des beaux-arts de Liège (1881-1886) où il est l'élève du peintre, graveur et dessinateur Adrien de Witte, ainsi que des artistes peintres Jean-Mathieu Nisen, Émile D'heur, Charles Soubre et Édouard van Marcke,,,. Il mène ses études de front avec le travail de peintre décorateur chez Delbecke qu'il a récupéré, et obtient en composition historique un premier prix, partagé avec Auguste Donnay, pour son Triomphe de Joseph,,. François Maréchal domine la peinture à l'huile et le dessin quand il sort de l'Académie des beaux-arts de Liège, mais se cherche toujours comme artiste,.

### Début de carrière artistique et découverte de la gravure (1886-1890)

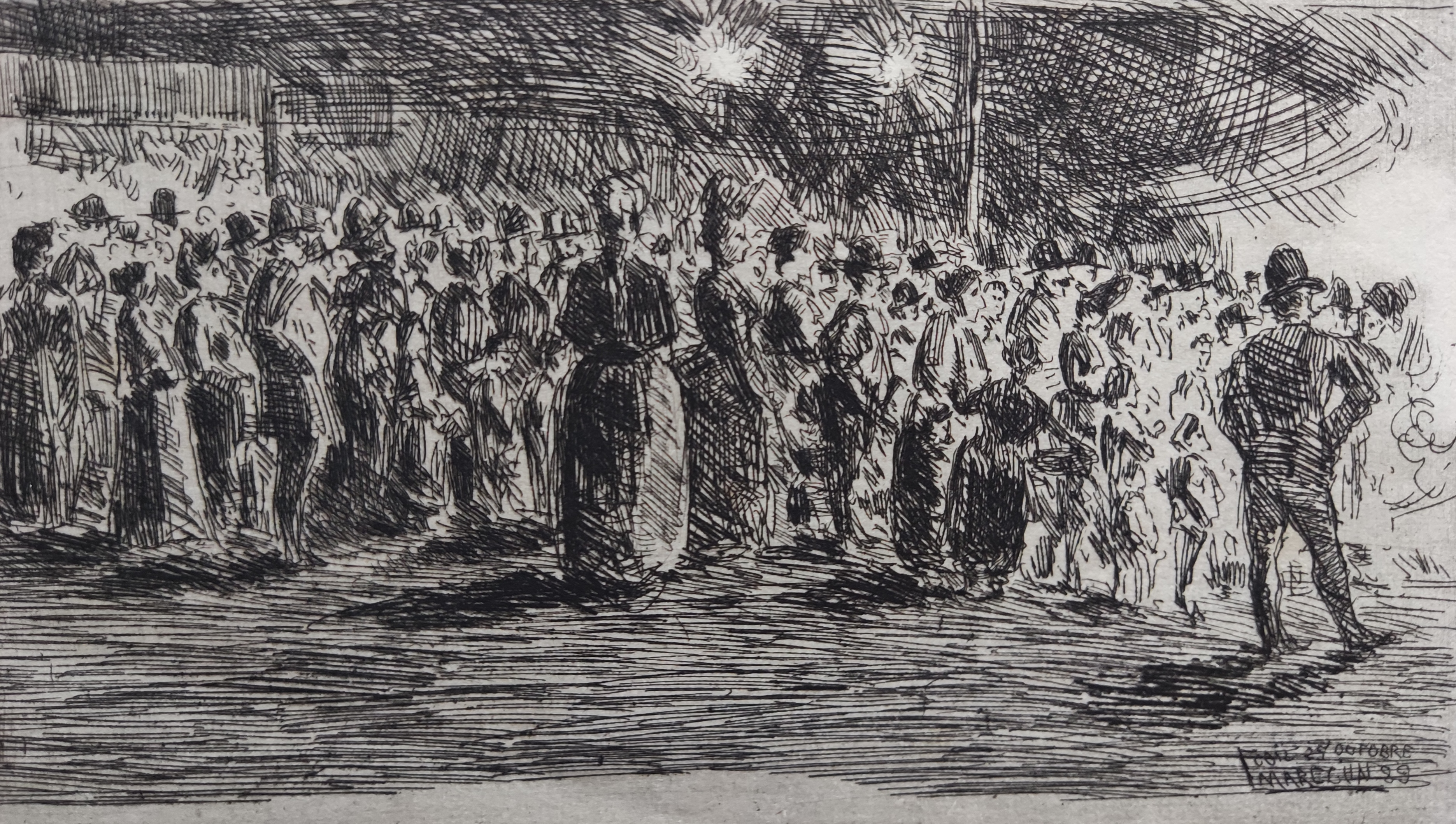
Croquis, 25 octobre 1889, eau-forte,), Inv. Kunel no 58, collection privée.

François Maréchal, fils de la campagne, est tout à son aise dans les faubourgs de Liège : Outremeuse, Pierreuse, Saint-Gilles, Saint-Léonard. Il affectionne ces quartiers avec leurs anciennes rues, leurs places sombres, leurs humbles boutiques mal éclairées, leurs marchés de brocante et leurs estaminets perdus dans leurs minces ruelles. Ils deviendront pour lui une source d'inspiration inépuisable, et il se fixera toujours dans des quartiers populeux de Liège lors de ses multiples changements d'atelier (plus de vingt fois au cours de sa carrière),.

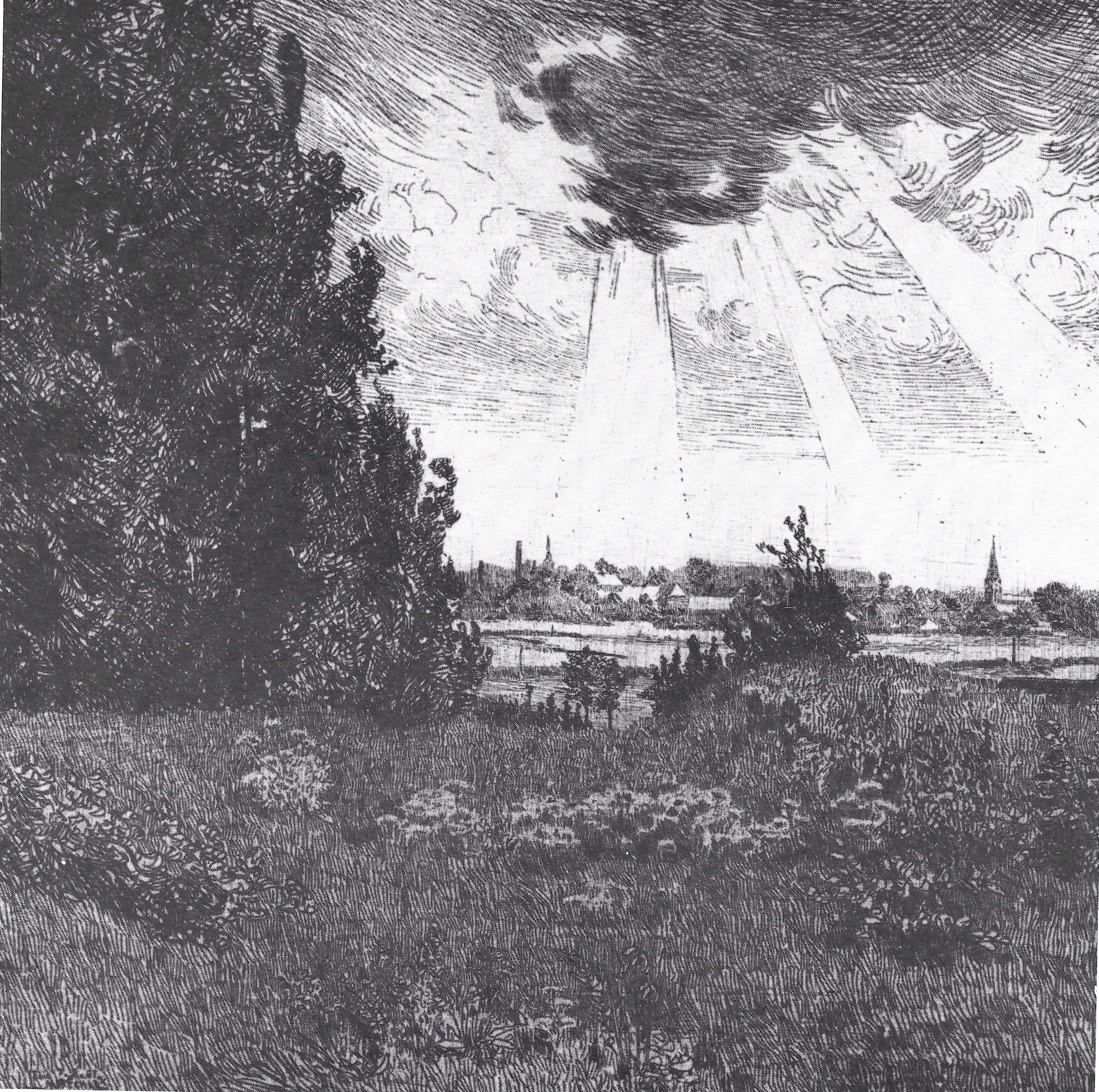
Dans la campagne de Rocourt, 7 août 1891, eau-forte,), Inv. Kunel no 92, Liège, La Boverie.

Il réalise ses premières gravures en 1888,,, suivant les conseils d'Adrien de Witte,. Ce dernier exerce de conseiller à une pléiade de jeunes artistes, et voit de façon hebdomadaire un petit clan d'apprentis graveurs composé de François Maréchal, Armand Rassenfosse, Auguste Donnay et Émile Berchmans. Pour tirer leurs épreuves, les apprentis se servent d'un rouleau de pâtissier, puis d'une vieille calandre à cylindres trouvée d'occasion. Armand Rassenfosse achète le Traité de la gravure à l'eau-forte de Maxime Lalanne (1827-1886), et, à leur réunion, l'un d'entre eux en lit quelques passages de nature à aider les prochains essais du groupe. Graduellement les travaux s'affinent, et le métier s'acquiert. Parmi les différents procédés de gravure détaillés dans l'ouvrage de Lalanne, chacun des artistes du groupe développe une préférence qui s'harmonise à sa vision personnelle. Armand Rassenfosse, par exemple, se dirige vers le vernis mou et l'aquatinte. François Maréchal, quant à lui, s'en tient principalement au procédé de l'eau-forte pure au trait, procédé harmonisé ou retouché à la pointe sèche,.
François Maréchal expose pour la première fois en 1889, et présente quelques eaux-fortes, dessins et peintures,,. Ses amis Louis Bauès, Jean Cambresier, Edgard Dhont et Alphonse Mataive participent également. Cette première exposition se tient au local de la Société d'émulation au milieu de l’ébahissement général. En effet, Liège compte peu de peintres et dessinateurs à cette époque, et la vie artistique est à la peine. Quelques artistes tentent des expositions sporadiques afin de recréer une atmosphère d'art perdue, mais le public ne suit pas. Les artistes sont contraints d'exposer aux vitrines de leur marchand de tabac ou de leur bottier. Cette étrange forme d'étalage est d'ailleurs consacrée par les journaux dans une rubrique spéciale : L'art aux vitrines. Même si cette première exposition des Cinq n'est pas un succès de vente, elle sera néanmoins bien reçue par la presse et les rares amateurs qui ont assisté au spectacle.

### François Maréchal aquafortiste: une carrière qui se consolide (1890-1902)

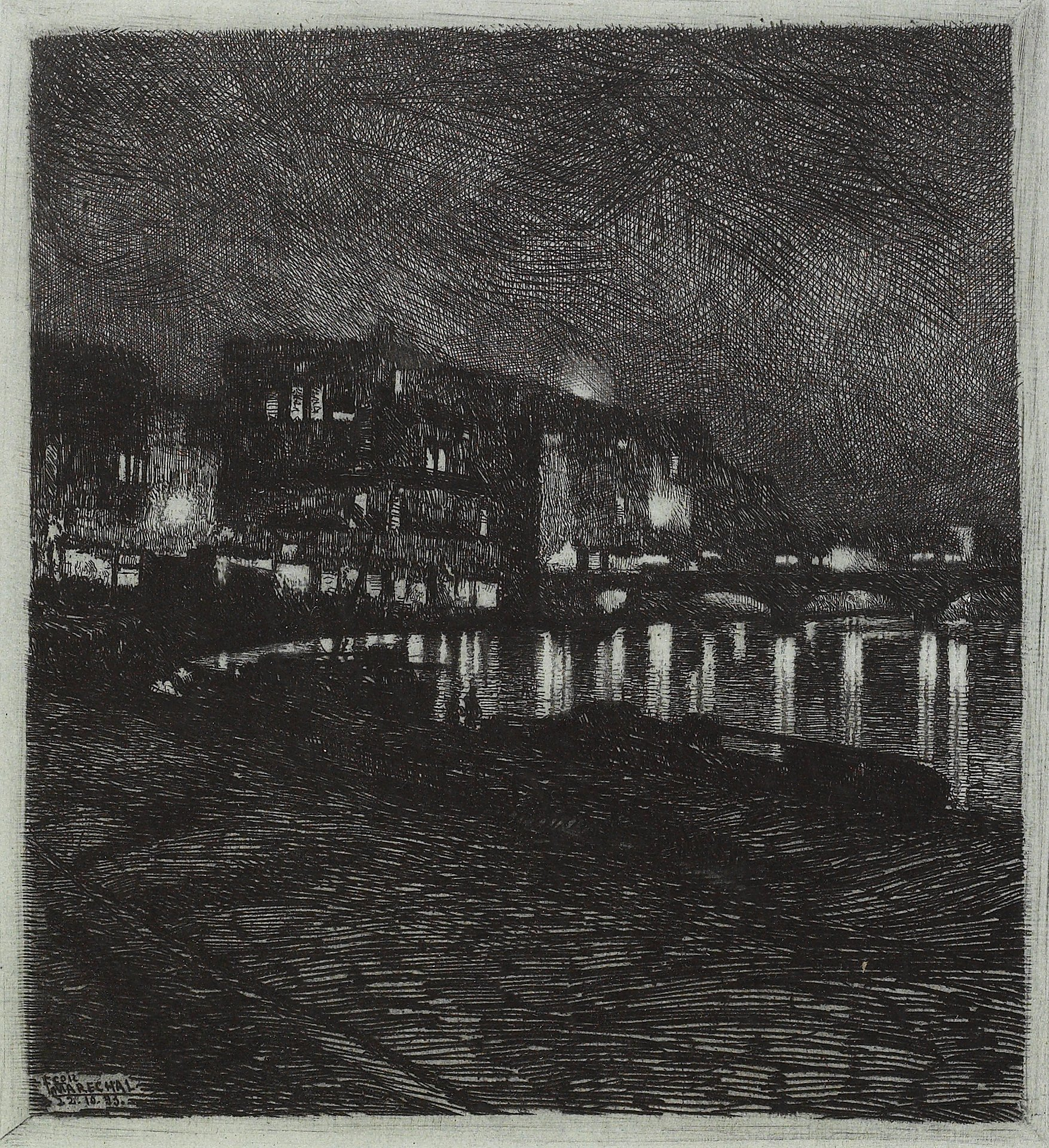
La Meuse, 22 octobre 1893, eau-forte,, Inv. Kunel no 164, Minneapolis, Minneapolis Institute of Art.

François Maréchal s'installe rue Fond-Pirette, dans un atelier qui compte, pour tout mobilier, deux chaises, une presse, un étau, des bouteilles et sa collection de papillons et d'insectes,. Il dessine ou grave directement sur le cuivre, souvent en extérieur, des études de femmes, d'animaux, d'insectes et de fleurs. Il est fasciné par les lieux désolés et cherche à révéler leur intimité douloureuse dans ses planches de réverbères de banlieue, d'arbres morts ou troncs tordus et de vieux chemins de campagne,.

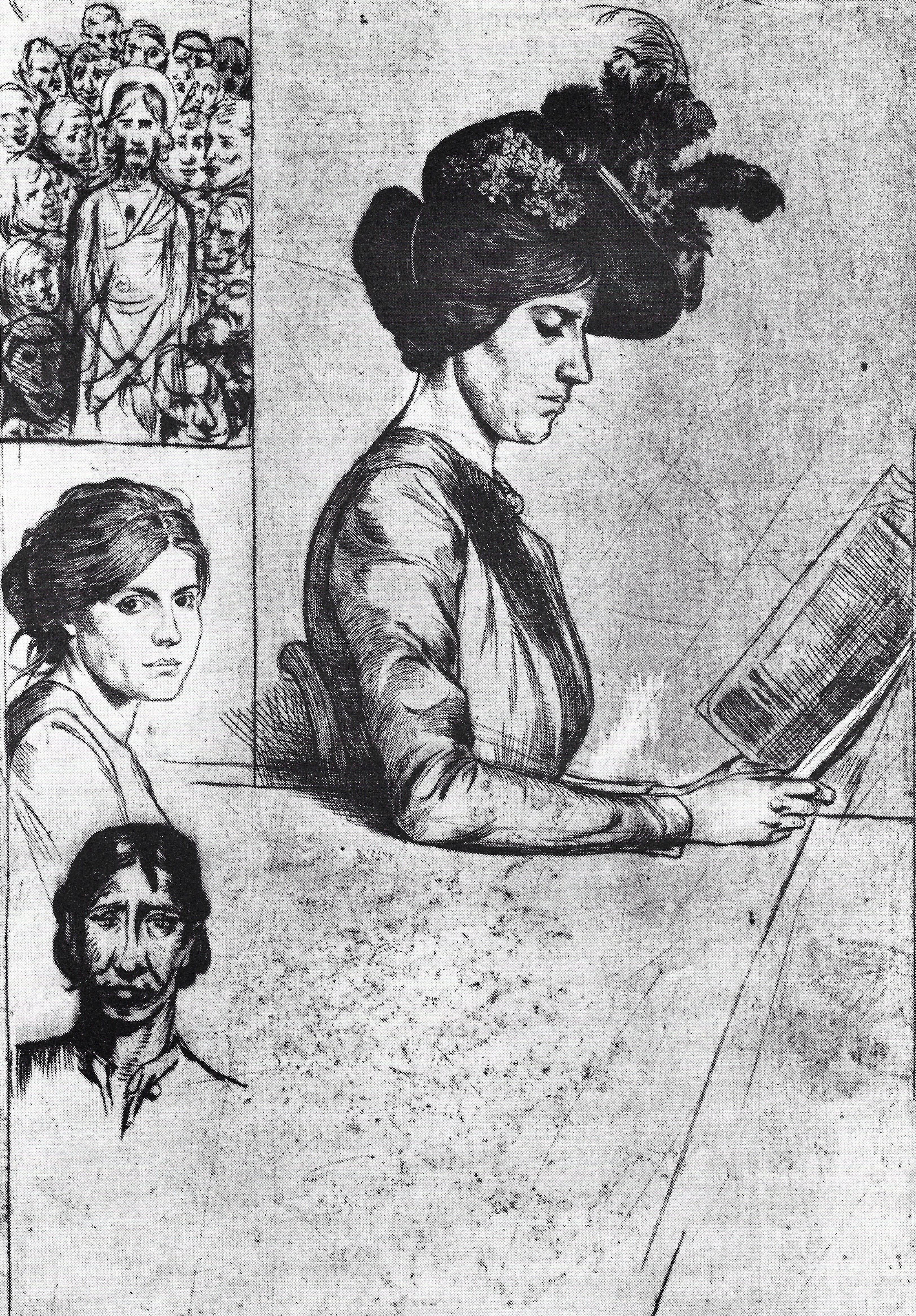
Études Têtes, 20 avril 1901, pointe sèche,, Inv. Kunel no 246, Liège, La Boverie.

Il collabore avec dix autres artistes en 1890 à l'illustration des Contes et Nouvelles d'Alfred Lavachery (1852-1934),,, et réalise le frontispice pour Les Lourty du même auteur en 1893,. La même année il effectue un court séjour en Algérie, où il peint,,,; il reçoit la visite de Fernand Khnopff dans son nouvel atelier quai de Maestricht,,, et il fait son entrée dans le monde des aquafortistes lors de l'exposition organisée à Bruxelles par la Société des aquafortistes belges. Il y expose deux panoramas de la vallée mosane et collabore à l'album des œuvres primées, voisinant Adrien de Witte, James Ensor et Armand Rassenfosse. En 1894 il réalise une série de lettrines destinées à décorer Les Chansons Éternelles de Paul Redonnel. Ce sera son dernier travail comme illustrateur.
Sa participation aux expositions organisées au Salon des Cent en 1896 et aux salons du journal Le Figaro en 1897 est bien reçue par la critique parisienne. Il expose à Bruxelles en 1897 et 1898 puis à Gand en 1899, et devient le familier de diverses revues d'art qui publient des reproductions de ses planches, comme The Studio et The Artist en Angleterre, le Die Graphischen Künste en Autriche, La Rassegna internationale et Emporium en Italie. Il se marie avec Victorine Deguée en 1899, et le ménage s'installe dans un vieil hôtel du Mont Saint-Martin,. Il passe ses étés dans la Basse-Meuse, dans un modeste chalet entouré d'un jardinet de fleurs et de légumes, où il peint et pêche,.

### Voyage en Italie comme boursier de la fondation Darchis (1902-1905)

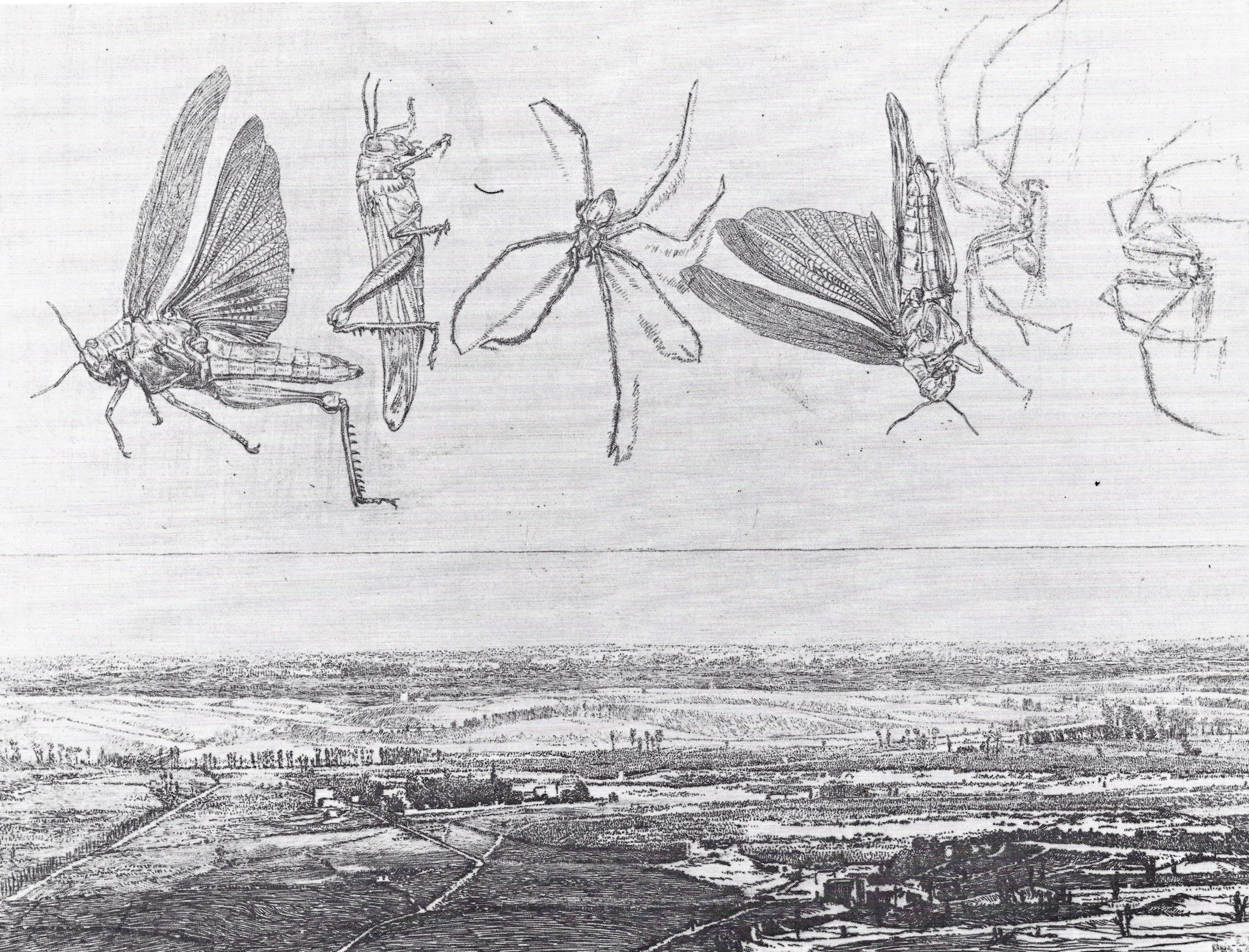
La campagne romaine (étude d'araignées et de sauterelles), 3 octobre 1903, eau-forte,, Inv. Kunel no 61 (Italie), Liège, La Boverie.

Il séjourne en Italie de 1902 à 1905, principalement à Rome et brièvement à Milan et Florence, grâce à une bourse de la fondation Lambert Darchis,,,. Durant son séjour à Rome et dans la campagne environnante il réalise de nombreuses de gravures, 91 planches au total,,.
Il se rend en été à Tivoli, et les planches qu'il y grave évoquent les fonds de l'Aniene parsemés de verts coteaux d'oliviers, de terres rousses de maïs et de chalets blancs étagés. Il s'y lie d'amitié avec un naturaliste, Lino Vaccari, qui prépare un ouvrage sur la flore et l'entomologie du pays. François Maréchal s'initie aux recherches de son nouvel ami et devient son collaborateur. Ce faisant il dessine ou grave des études de scorpions, d'araignées, de scarabées, de chardons et d'orchidées. En 1923, Sander Pierron décrit avec éloquence les gravures qu'il réalise durant ce séjour italien : « Il est dix, il est cinquante estampes semblables et toutes différentes, toutes imprégnées de cet esprit panthéiste qui magnifie les créations de François Maréchal et le fait s'intéresser aux moindres éléments de l'univers. Car s'il regarde les cimes des montagnes et les nues, il lui arrive d'incliner la tête, de regarder à ses pieds pour explorer un mince univers qui résume l'univers infini : il regarde un insecte, il regarde une fleur… Et, avec le même respect passionné, il en transposera la forme momentanée […] »
L'Italie lui a beaucoup plu, et, une fois revenu, il s'écrie quand on lui demande quel pays il préfère : « Oh ! L'Italie ! Si cela m'était possible, j'irais vivre là-bas,. »

### Retour à Liège et carrière à l'Académie royale des beaux-arts (1905-1931)

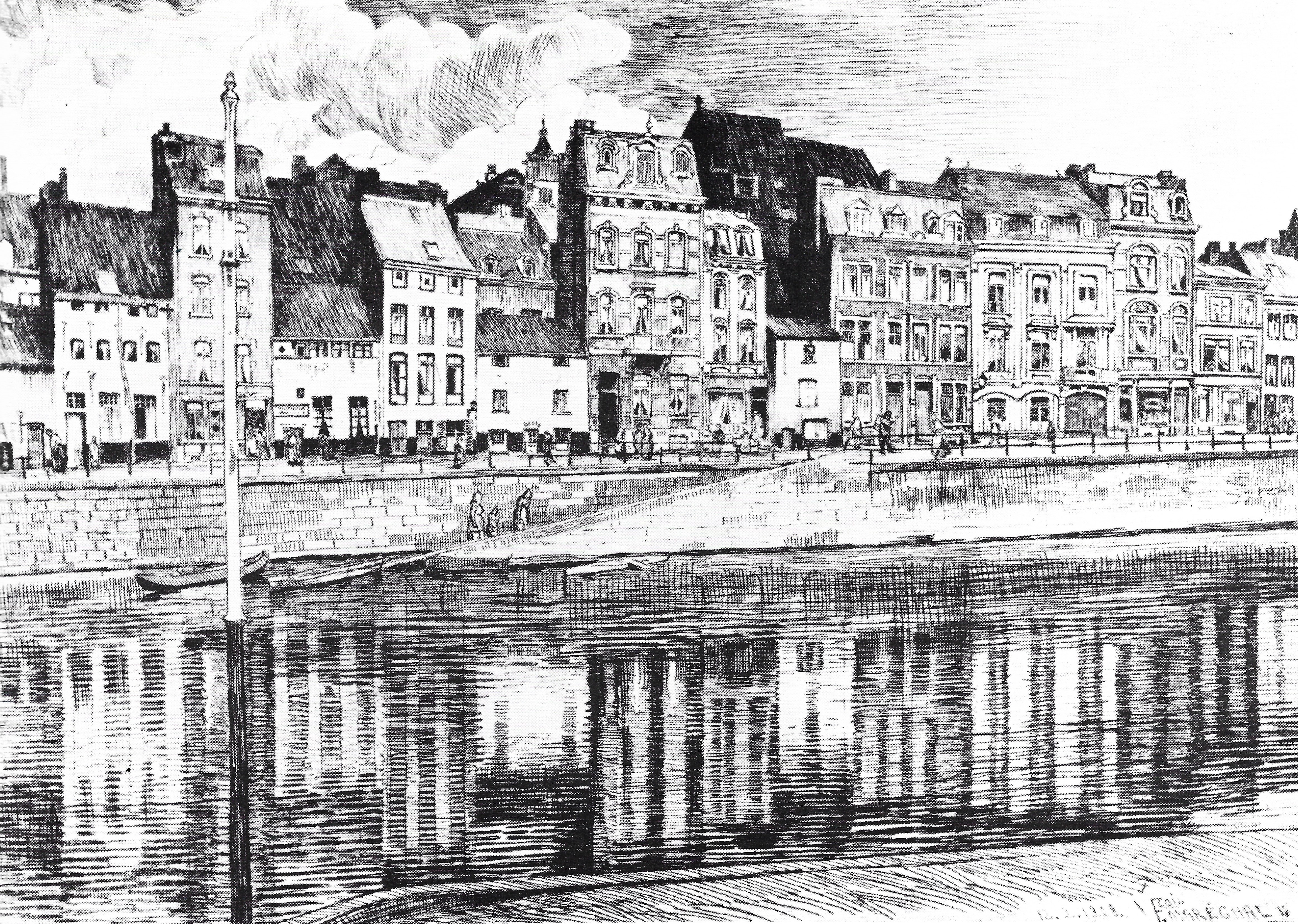
Le Quai des Tanneurs, 12 février 1908, eau-forte,, Inv. Kunel no 279, Liège, La Boverie.

À son retour d'Italie, il revient habiter au quai de Maestricht, dans un logis de deux pièces qui n'a rien d'élégant et qui est installé au-dessus d'une guinguette. En y entrant, on voit une grosse presse dans un coin, une table d'encrage dans un autre coin, un brise-lumière face au jour, des classeurs d'estampes, des cartons un peu partout, des bibelots de Rome et enfin par les hautes baies vitrées, l'une de ses principales sources d'inspiration, la vie des quais et la Meuse.

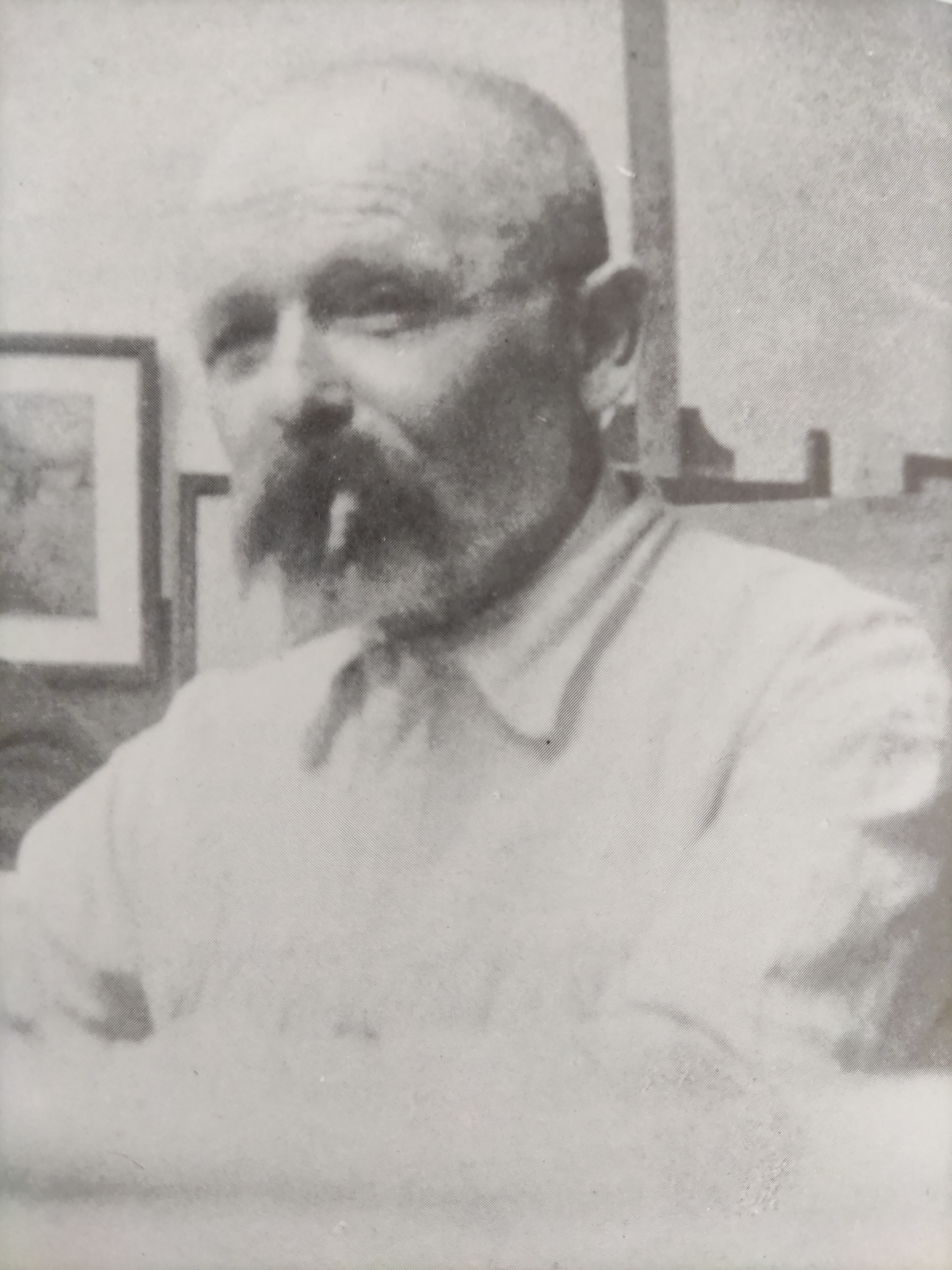
François Maréchal en 1925.

Il est nommé professeur de dessin à l'Académie royale des beaux-arts de Liège en 1905,, puis il dirige l'institution de 1913 à 1920,,,, succédant à Adrien de Witte. Les journaux satiriques Tatène, Veuve Tchanchet et Pourquoi pas ? publient des articles flatteurs au sujet de cette nomination qui sont illustrés avec une caricature de Jacques Ochs représentant François Maréchal en première page. Jean Donnay décrit François Maréchal et son travail à la direction de l'Académie en ces termes : « Il était l'activité faite homme, très autoritaire, assez bourru, colérique mais très actif et très généreux. Son passage à la direction de l'Académie a laissé des traces heureuses chez tous les élèves d'alors. » François Maréchal démissionne de son poste de directeur en 1920 et crée le premier cours de gravure à l'Académie qu'il dirige de 1921 à 1931,. Jean Donnay lui succède en 1931 en tant que professeur de gravure,.
Il séjourne à nouveau à Florence et à Rome en juin 1909, et voyage en France en 1912,,. Au cours de ce voyage en France, il visite Nancy, Épinal et les Vosges ; il traverse le Jura, de Belfort à Genève, et s'en revient par Beaune, Nuits-Saint-Georges et Épernay ; puis continue son périple vers Dijon, Troyes et enfin Reims. Dans une des gravures qu'il réalise après ce voyage, il situe d'ailleurs la cathédrale Notre-Dame de Reims en lieu et place de l'église Saint-Martin dans un paysage du Mont Saint-Martin, sacrifiant la vérité locale au souci de la composition.

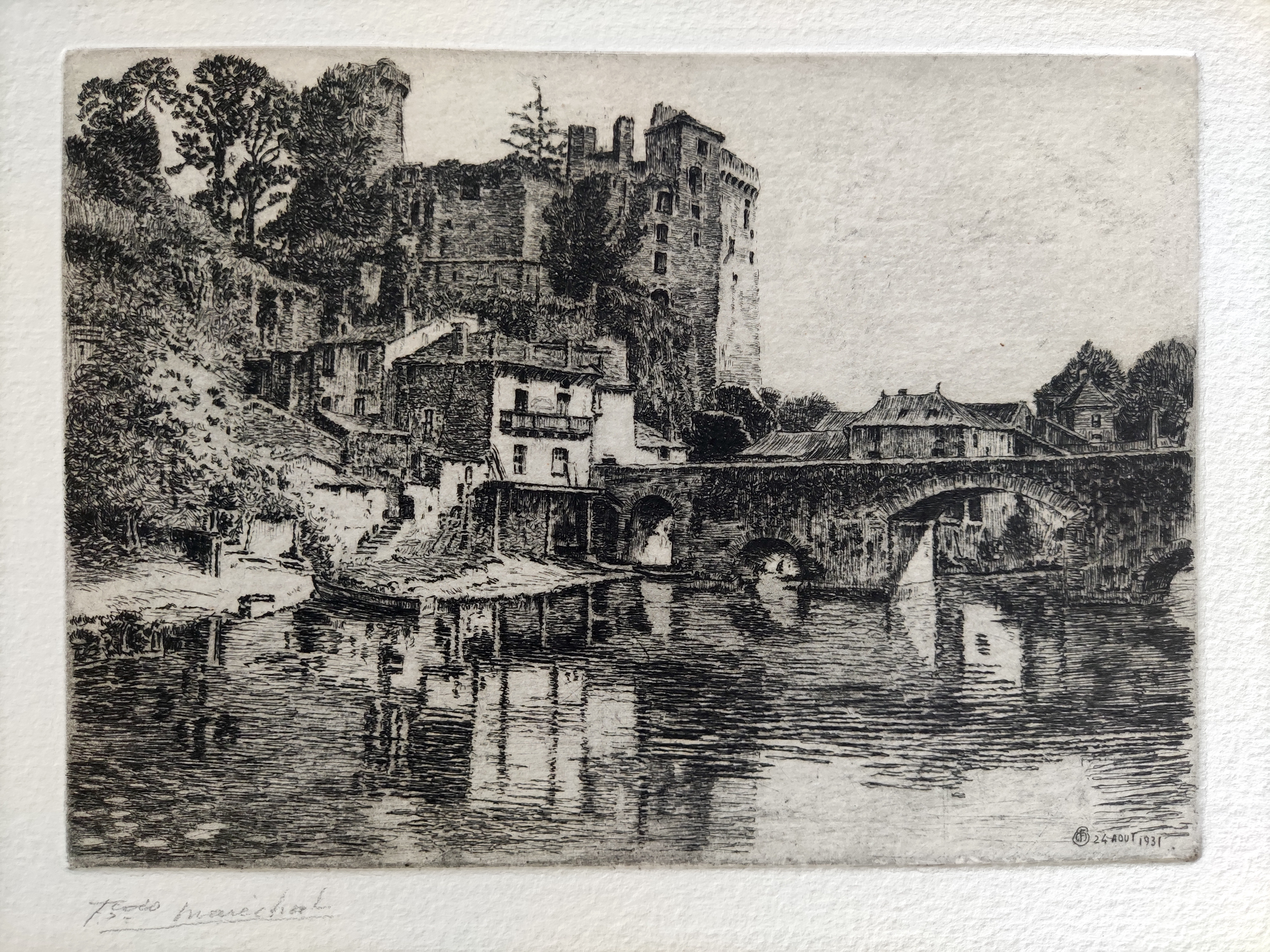
Le Vieux château, 24 août 1931, eau-forte,, Inv. no 531, collection privée.

### Les dernières années (1931-1945)
Il est nommé officier de l'ordre de Léopold le 27 novembre 1933, et est lauréat du prix artistique décerné par la province de Liège en 1939. Durant cette période, il expose de moins en moins fréquemment, même s'il convient de mentionner les expositions au palais des beaux-arts de Liège en 1933 et au musée des Beaux-Arts de Liège en 1939 et 1941.
Le 6 janvier 1943, il grave sa dernière planche, intitulée La Neige. Le 8 juillet 1945, François Maréchal meurt à Liège, rue Xhovémont, dans une maison de retraite où il s'est installé avec son épouse Victorine, sa maison de la rue des Artisans ayant été détruite en novembre de l'année précédente. Il est inhumé au cimetière de Sainte-Walburge à Liège.

## Œuvre

### Style et techniques artistiques
François Maréchal, « qui après de Witte rendit à l'art de la gravure et à son enseignement une vitalité nouvelle », est l'auteur de plusieurs centaines de gravures, principalement des eaux-fortes, qui représentent surtout des paysages de la région de Liège et ses habitants,,,,. Comme le commente Jules du Jardin en 1900 : « Par la nature de son art, François Maréchal semble être un artiste qui ne saurait œuvrer ailleurs que dans sa ville natale, car il a saisi la poésie spéciale de la cité industrielle de Liège. » Pendant le séjour qu'il effectue de 1902 à 1905 en tant que boursier de la fondation Darchis en Italie, il réalise plus de 90 gravures de Rome et sa campagne environnante,,, œuvres italiennes dont Sander Pierron dira en 1923 : « La physionomie diverse et profonde qu'il a fixée des environs de Rome est, elle aussi, comme une page d'histoire : la postérité y trouvera l'évocation vécue et revivante, empreinte de tristesse ou d'une poésie solennelle, d'une région à un moment déterminé, entendue par un artiste d'une époque déterminée. »
Ses talents de graveur ne doivent cependant pas faire oublier qu'il est également un artiste peintre paysagiste de plein air et un dessinateur,,.

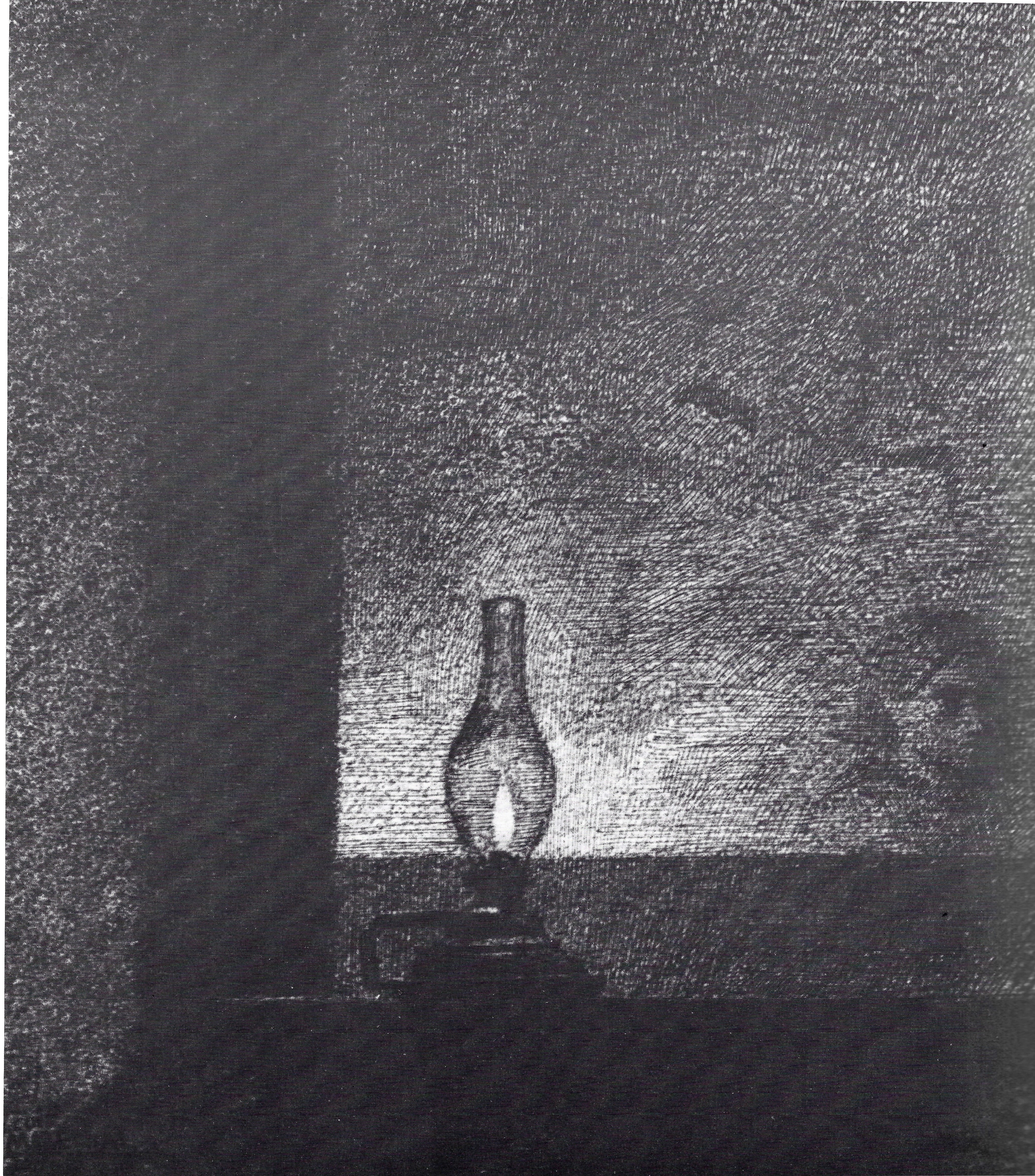
Le Quinquet, 1888, plume et encre de Chine, fusain et pastel, 16,6 × 14,5 cm, Liège, La Boverie.
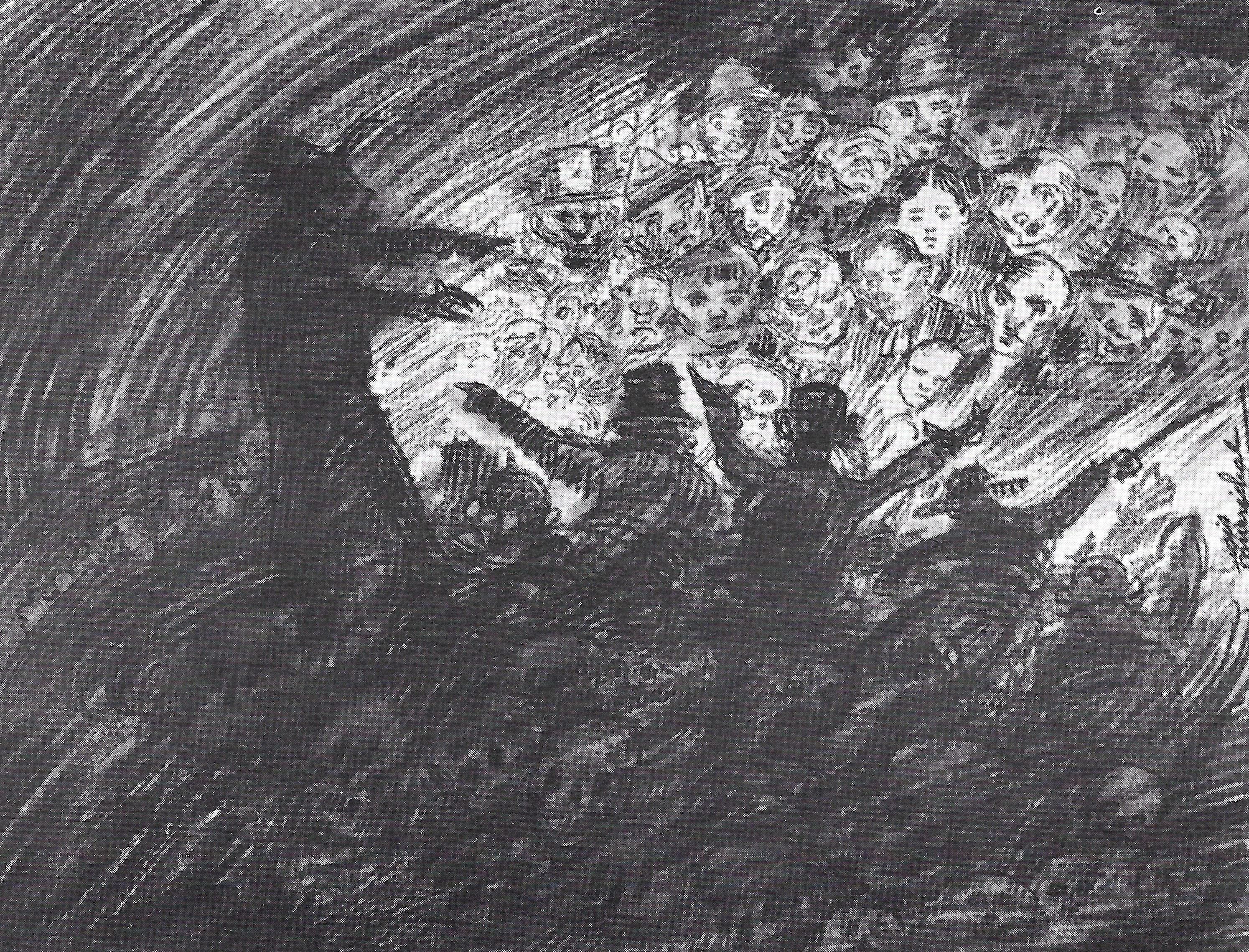
Croquis de foule, 1891, fusain et crayon, 16,4 × 20,1 cm, Liège, La Boverie.
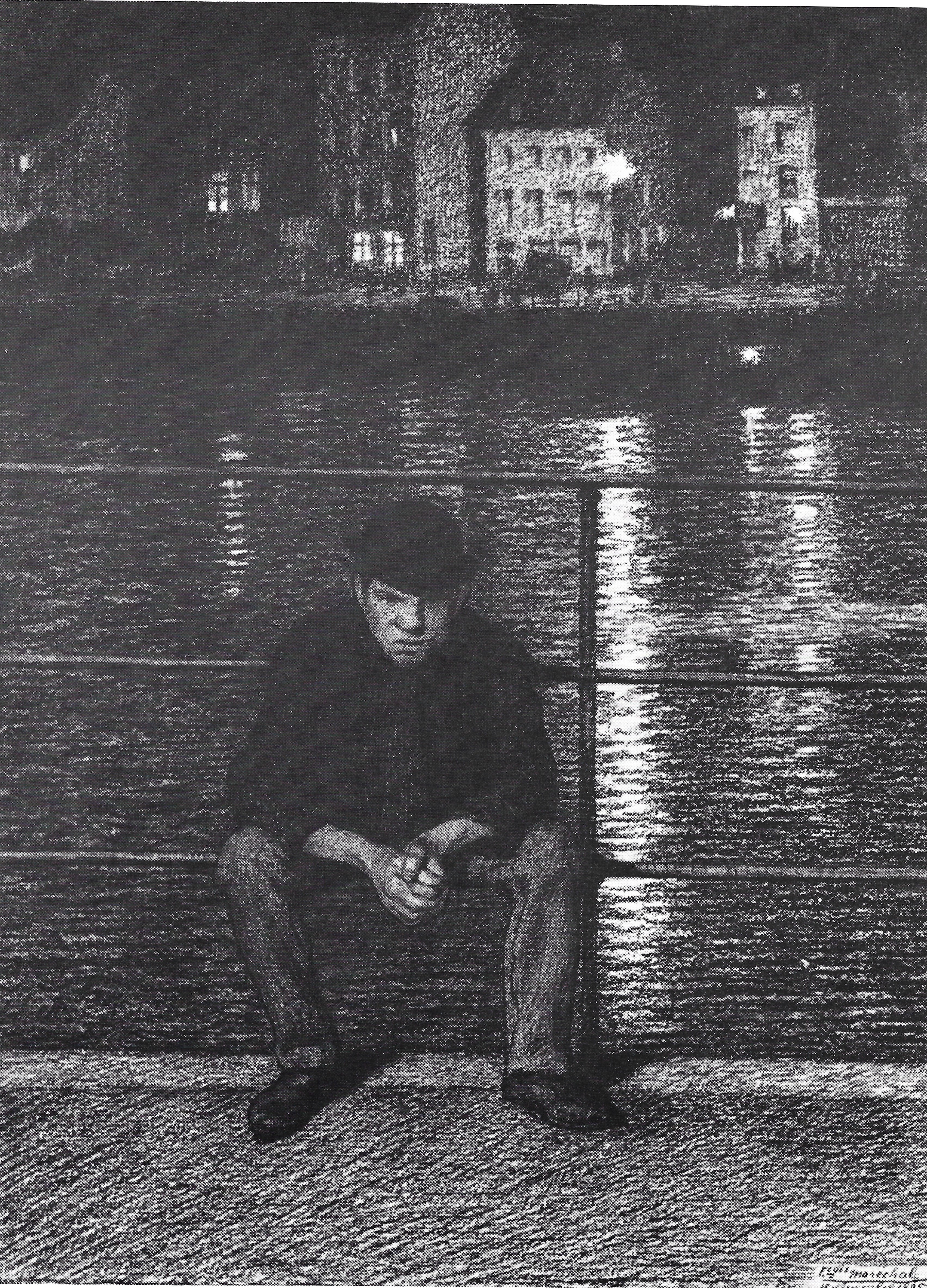
On Lecheu D'Baie, 1895, fusain, crayon et mine de plomb, 31,3 × 25,8 cm, Liège, La Boverie.
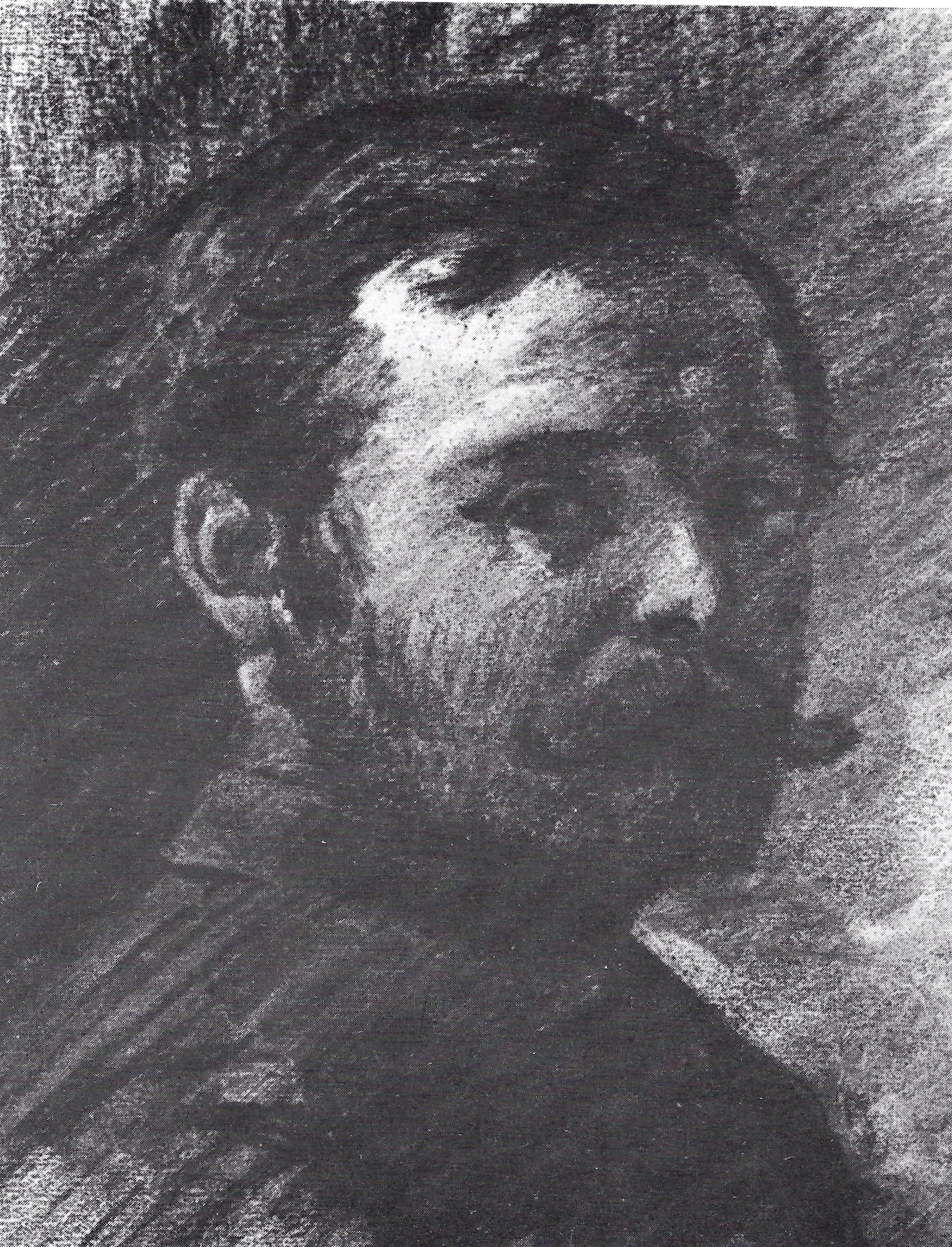
Autoportrait, 1900, fusain et mine de plomb, 18,3 × 14,7 cm, Liège, La Boverie.
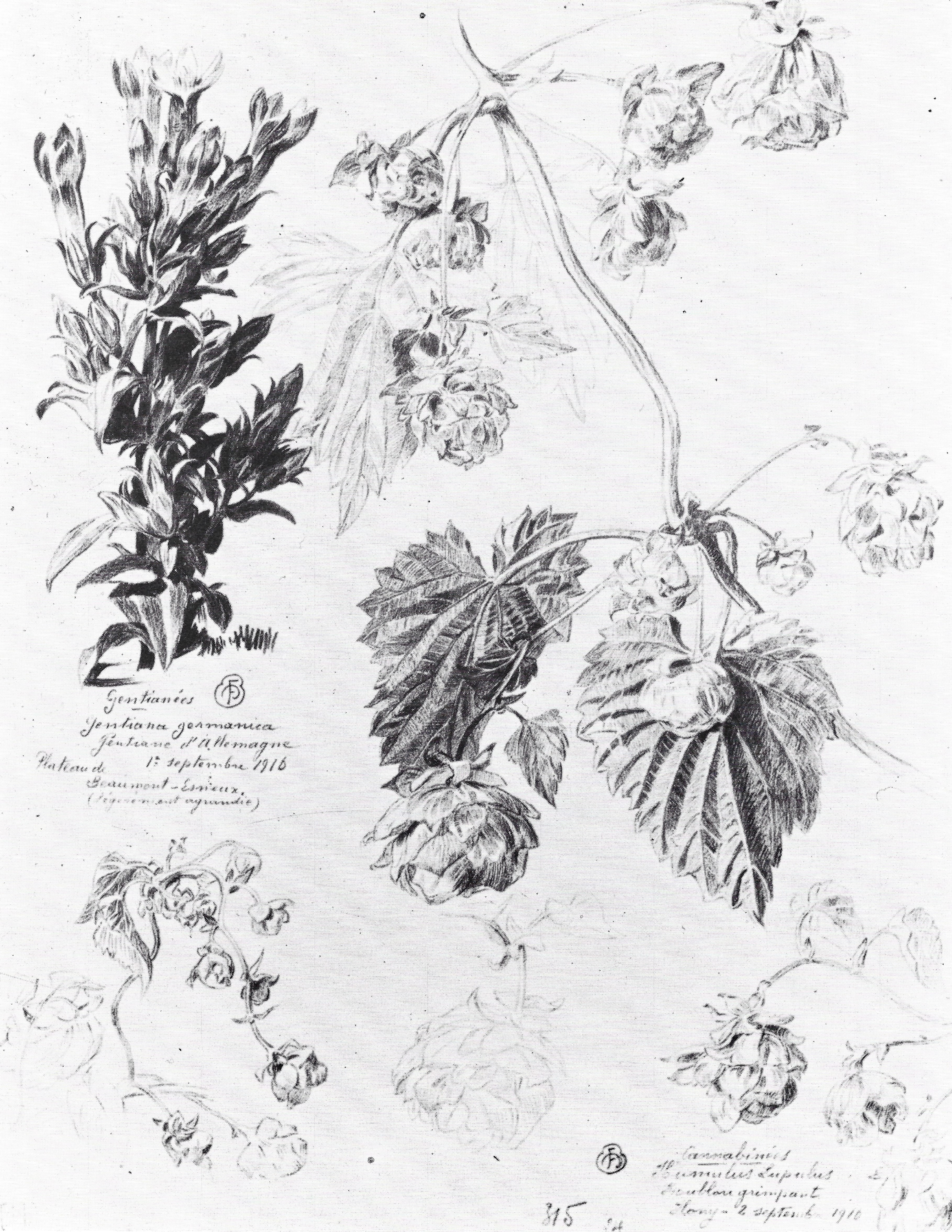
Étude de plantes, 1916, mine de plomb, 29,2 × 22,8 cm, Liège, La Boverie.

Son œuvre a pour but de retracer fidèlement « l'humble vérité » et s'inscrit dans la lignée des mouvements réaliste et naturaliste,,,,, comme le décrit Maurice Kunel : « Liège est la terre inspiratrice de Maréchal. Ses quais ténébreux, ses boulevards illuminés, ses coins vieillots, sa banlieue champêtre ou usinière lui fournissent matière à décors impressionnants. Son amour du terroir lui fait découvrir la grandeur cachée sous des apparences banales et quotidiennes. Qu'il esquisse un vieux chemin ou grave un coin hors les murs, l'œuvre est toujours d'une vérité étonnante, d'un réalisme intransigeant. » Sander Pierron le définit comme « un vériste », ajoutant à son sujet : « L'amour de la vérité chez un artiste fait que le réalisme s'enveloppe de poésie. Si vous êtes passionnément attaché à un objet positif, vous le découvrez, aussi vulgaire qu'il soit, dans une rayonnement de beauté. […] Ceci ne prouve-t-il pas que dans les arts plastiques on peut signer des créations émues et nuancées sans obéir à des préoccupations intellectuelles ? »

### Liège: ville mosane du clair-obscur et paysage industriel
François Maréchal est sensible à la lumière et la représente dans de nombreuses gravures, en jouant sur les saisons ou les différentes heures du jour. « La nuit que troue la lumière » est un de ses sujets de prédilection. Il y manie habilement le clair-obscur,. Il dépeint des recoins pittoresques ou d'étonnants paysages de la ville de Liège, jouant souvent sur les effets produits par l'illumination nocturne : des coins de rues ou des chemins éclairés par la lumière des lampadaires, la foire d'automne éclairée par ses illuminations de début de soirée et, en général, l'atmosphère de la ville à divers moments de l'année,,,. En 1900, Jules du Jardin le décrit avec justesse : « Au cours de ses ballades nocturnes, dit un de ses biographes, dans les quartiers excentriques de la ville ou dans la banlieue industrielle, il a noté de son crayon habile des paysages synthétiques, d'une grandeur et d'une vérité saisissantes, des coins de campagne déserte, de vieux chemins montueux mal éclairés d'un réverbère branlant, ou encore des panoramas de la ville, où sous la nuit tombée, on devine encore la vie grouillante et le mouvement. » Il a aussi montré un intérêt évident pour le paysage industriel de la région liégeoise, gravant de vastes horizons parsemés d'usines, de chantiers de construction, de cheminées fumantes ou encore de terrils,,,.
De son côté, Maurice des Ombiaux le commente en ces termes en 1907 : « Mais feuilletons les eaux-fortes de l'artiste. Voici les quartiers populaires de Liège, voici les quais, voici les ponts franchissant le fleuve qui se déroule entre les hautes collines, voici les ruelles avec leurs escaliers qui montent là-haut d'où l'on découvre la ville avec ses maisons pressées, alluvions apportés par la marée des siècles, ses toits d'ardoises dans une atmosphère grise ou argentée, ses tours, ses clochers, ses cheminées dans une ceinture de montagnes verdoyantes et de bois. Voici les chevaux de bois qui tournent dans la nuit aux sons de l'orchestrion criard, à la lueur des quinquets et des verroteries miroitantes, parmi la grosse et enfantine joie populaire des foires d'automne. »
Enfin, Sander Pierron dépeint de façon détaillée en 1923 ce morceau de l'œuvre de François Maréchal : « François Maréchal a décrit la vallée de la Meuse avec une âpre vérité, parfois avec dramatisme, dans sa vastitude pittoresque, avec les perspectives de son fleuve sinueux et de ses montagnes, en des ensembles qui nous découvrent une région particulière, devant chaque site duquel il nous arrête ensuite spécialement. C'est la Meuse rurale, c'est la Meuse urbaine, dans sa sobre, âpre, mélancolique et fiévreuse grandeur […] Ce sont encore les quais de Liège, ses boulevards, ses places, ses rues et ses ruelles, ses imposantes églises dominant des agglomérations de vieilles demeures […] ; et les aspects de la banlieue, avec ses usines et ses charbonnages aux cheminées fumantes, aux noirs pylônes, et d'où paraît monter le ahanement des machines mêlé aux halètements des hommes. Ample livre qui évoque le labeur et la douleur. Nous voyons Liège dans l'ombre ambiguë des crépuscules, sous la menace tragique d'un firmament où passent de gros nuages de fumée, et aussi la nuit, quand les coupoles et les tours de toutes les églises profilent leurs masses imposantes sur le ciel étoilé, quand les lampes électriques illuminent les terrasses des cafés ou coulent leurs reflets dans les eaux tumultueuses de la Meuse. »

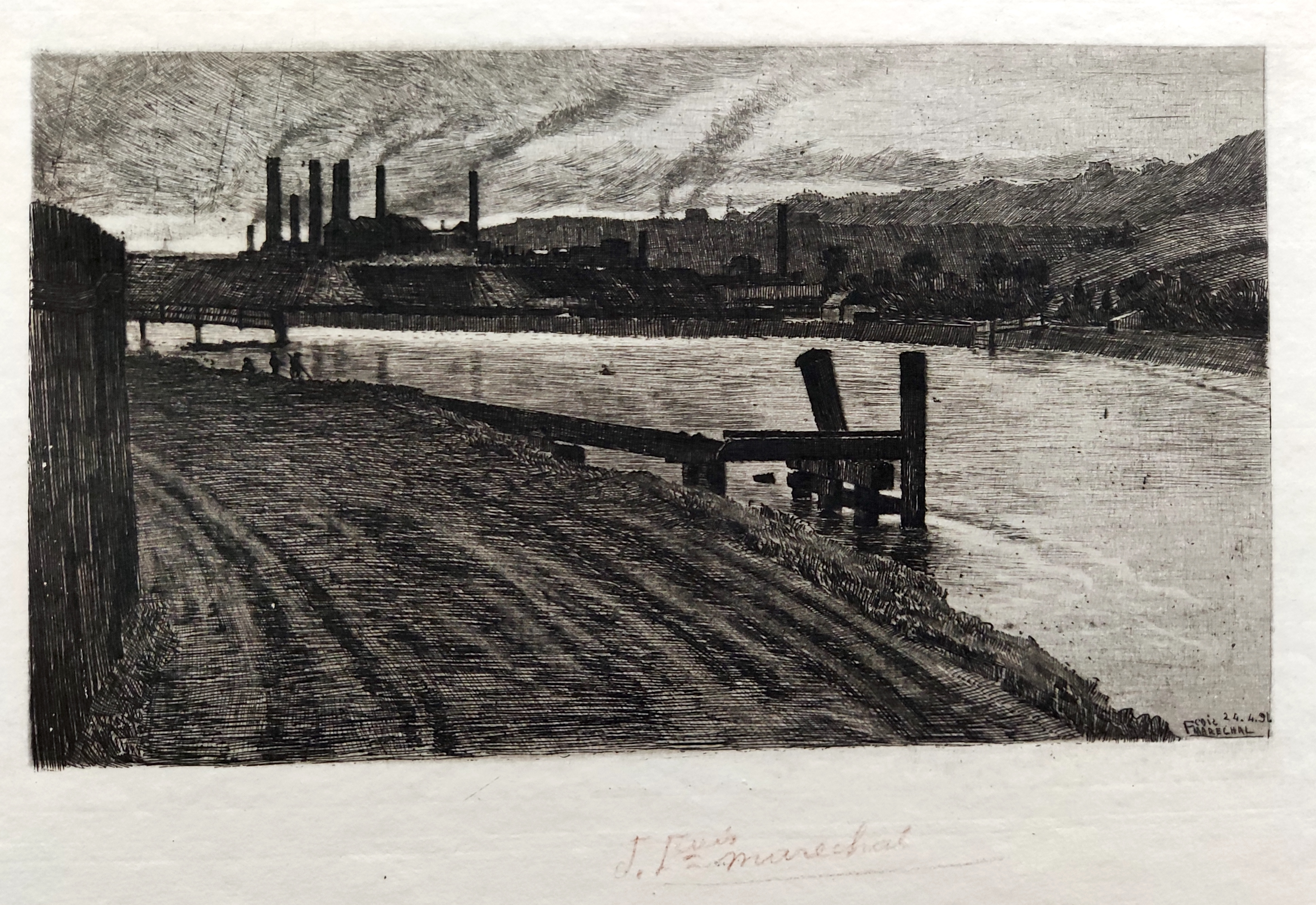
Les Hauts-fourneaux d'Ougrée, 24 avril 1891, eau-forte, 12,8 × 20,5 cm, Inv. Kunel no 82, collection privée.
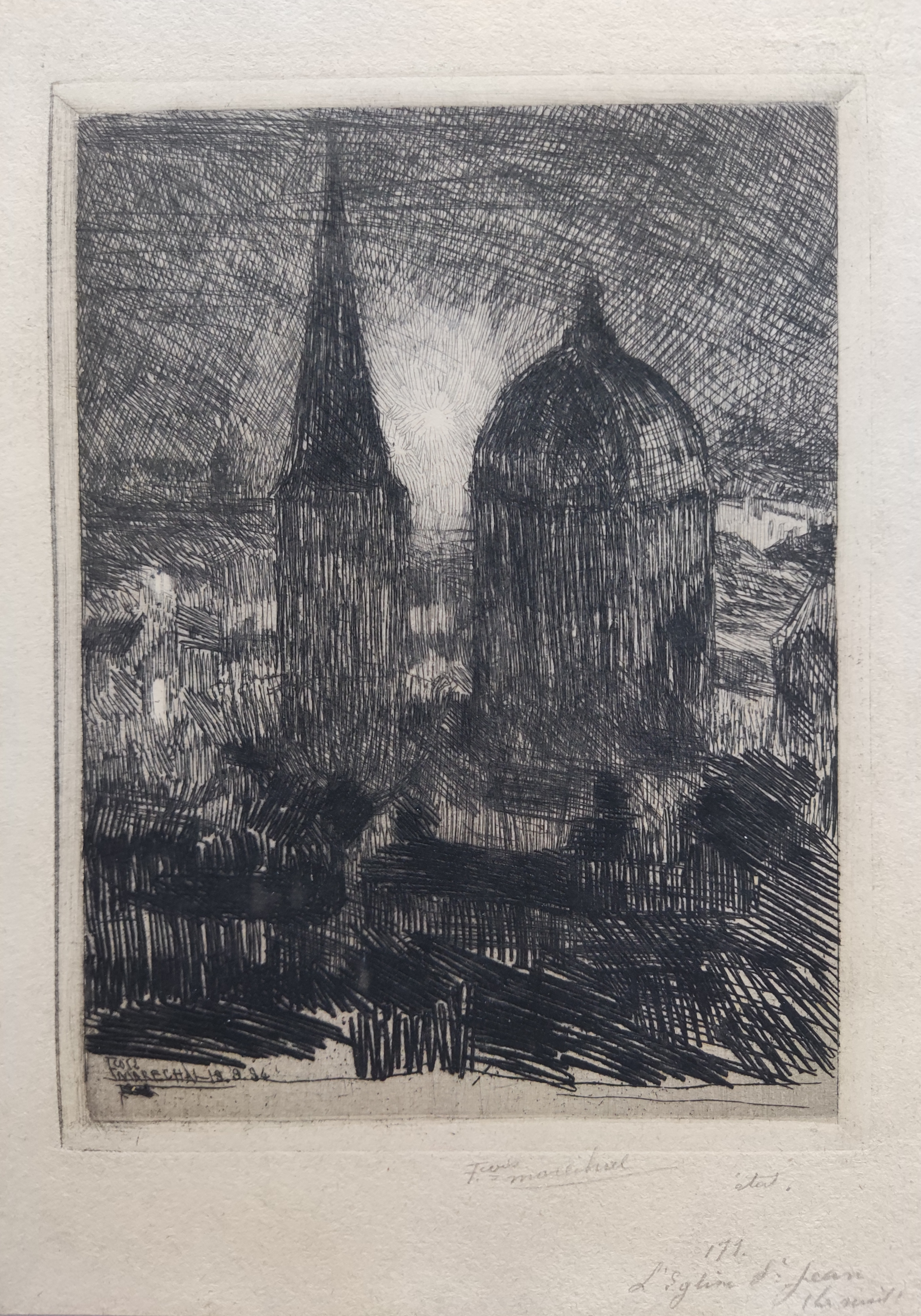
L'Église Saint-Jean, la nuit, 18 septembre 1894, eau-forte, 15 × 11,5 cm, Inv. Kunel no 171, collection privée.
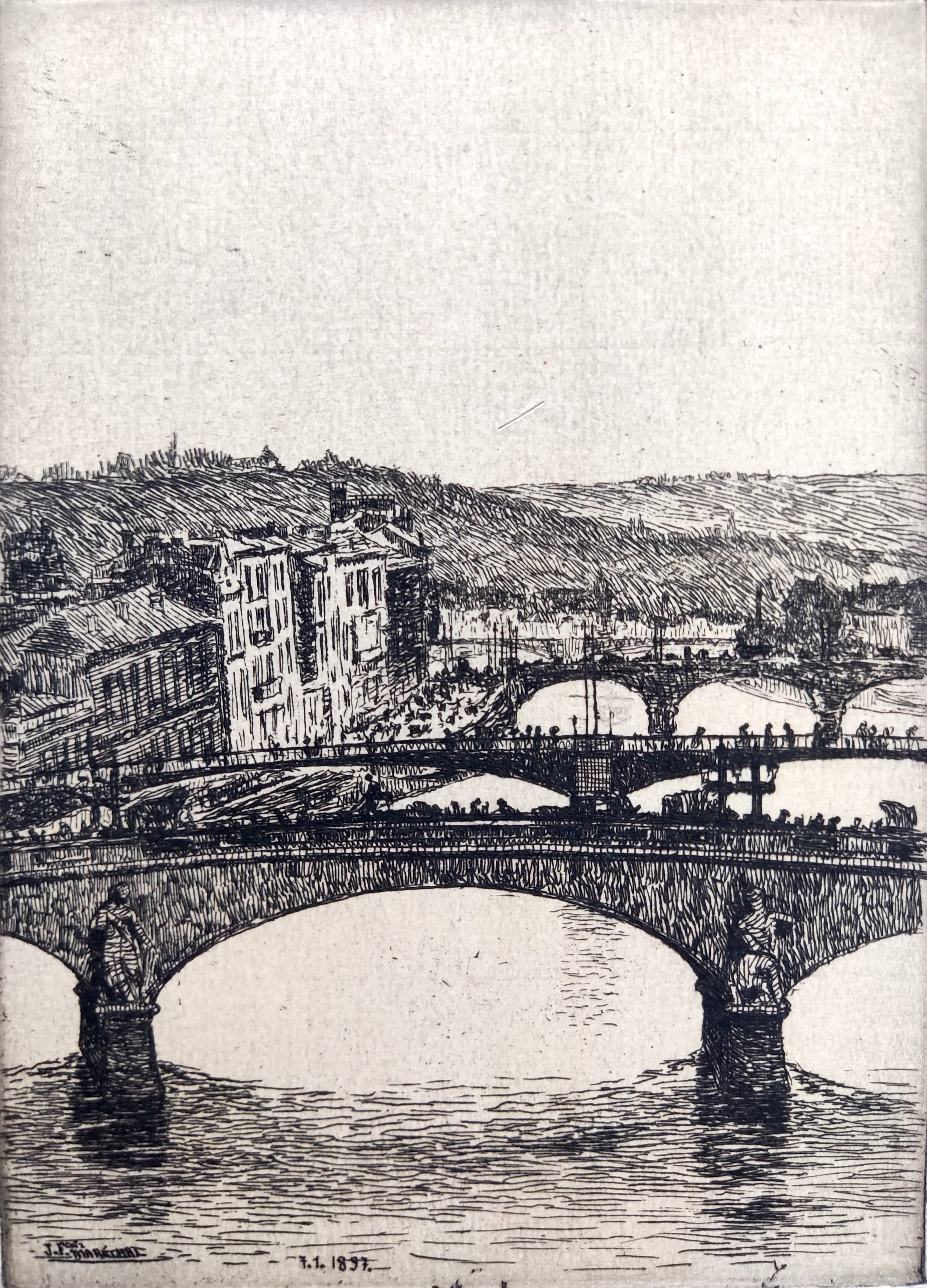
Le Quai de l'université, 7 janvier 1897, eau-forte, 17 × 12 cm, Inv. Kunel no 220, collection privée.
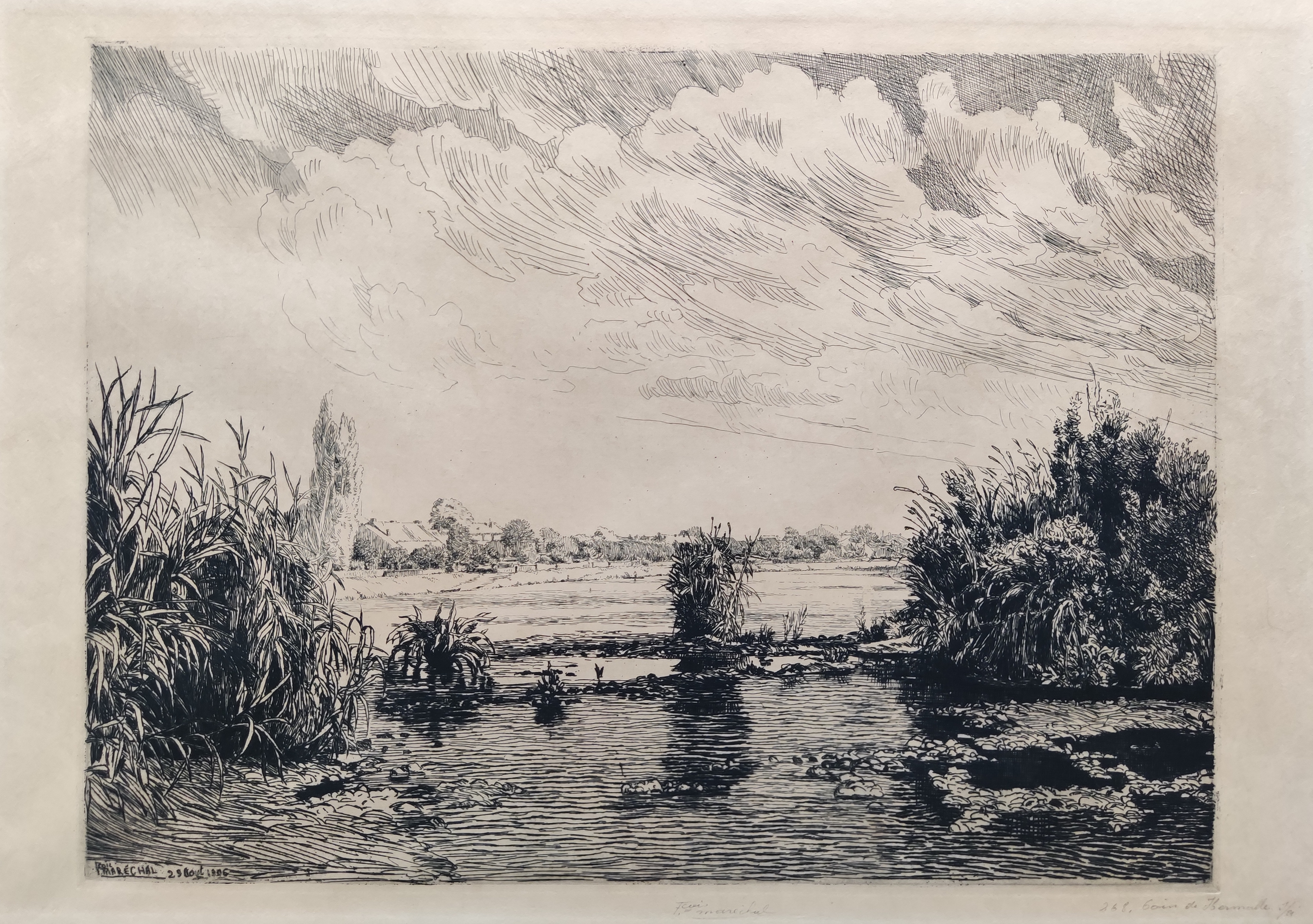
Coin d'Hermalle-sous-Argenteau, 29 août 1906, eau-forte, 29,8 × 40 cm, Inv. Kunel no 268, collection privée.
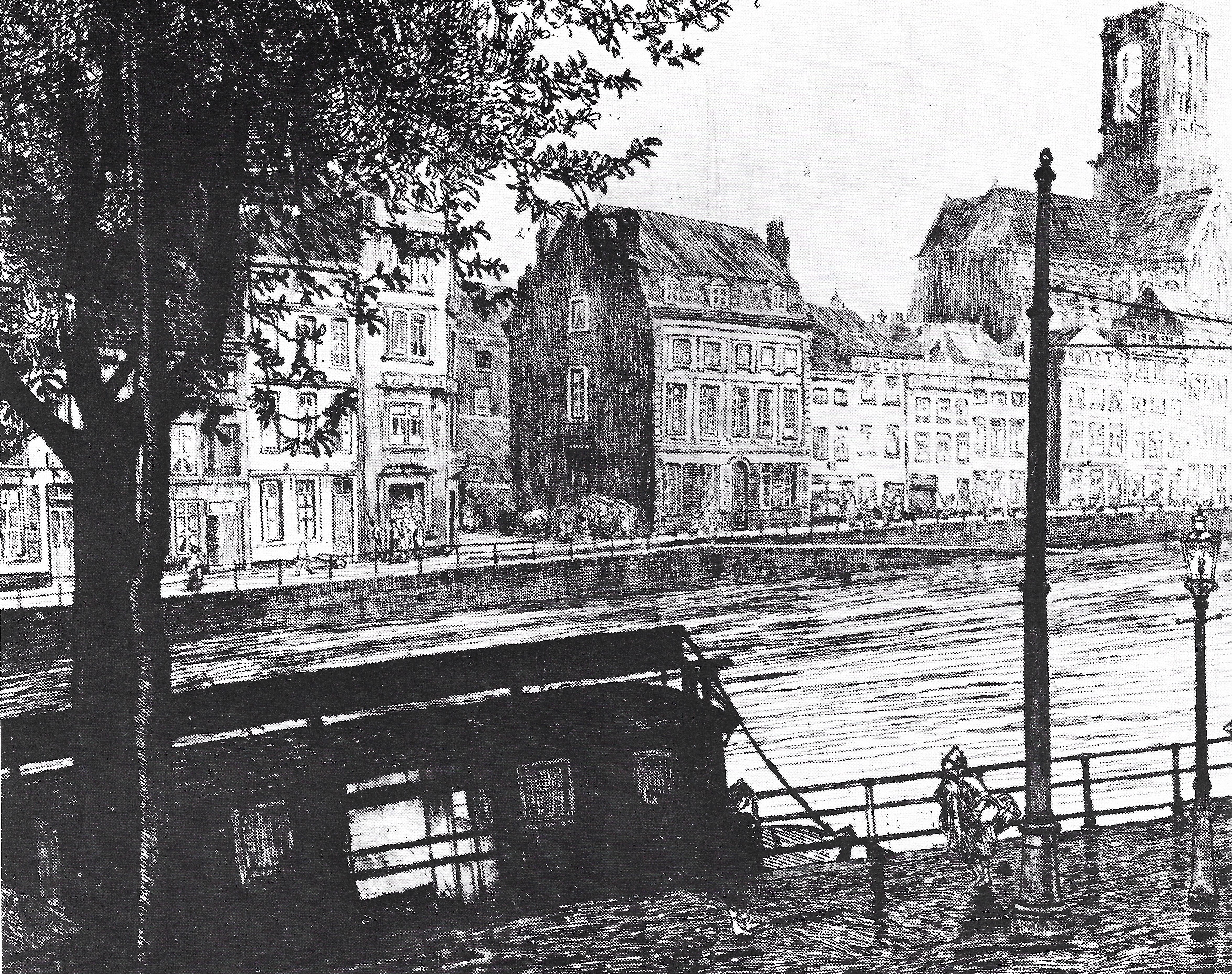
Église Saint-Pholien, 29 février 1908, eau-forte, 29,5 × 36 cm, Inv. Kunel no 281, Liège, La Boverie.
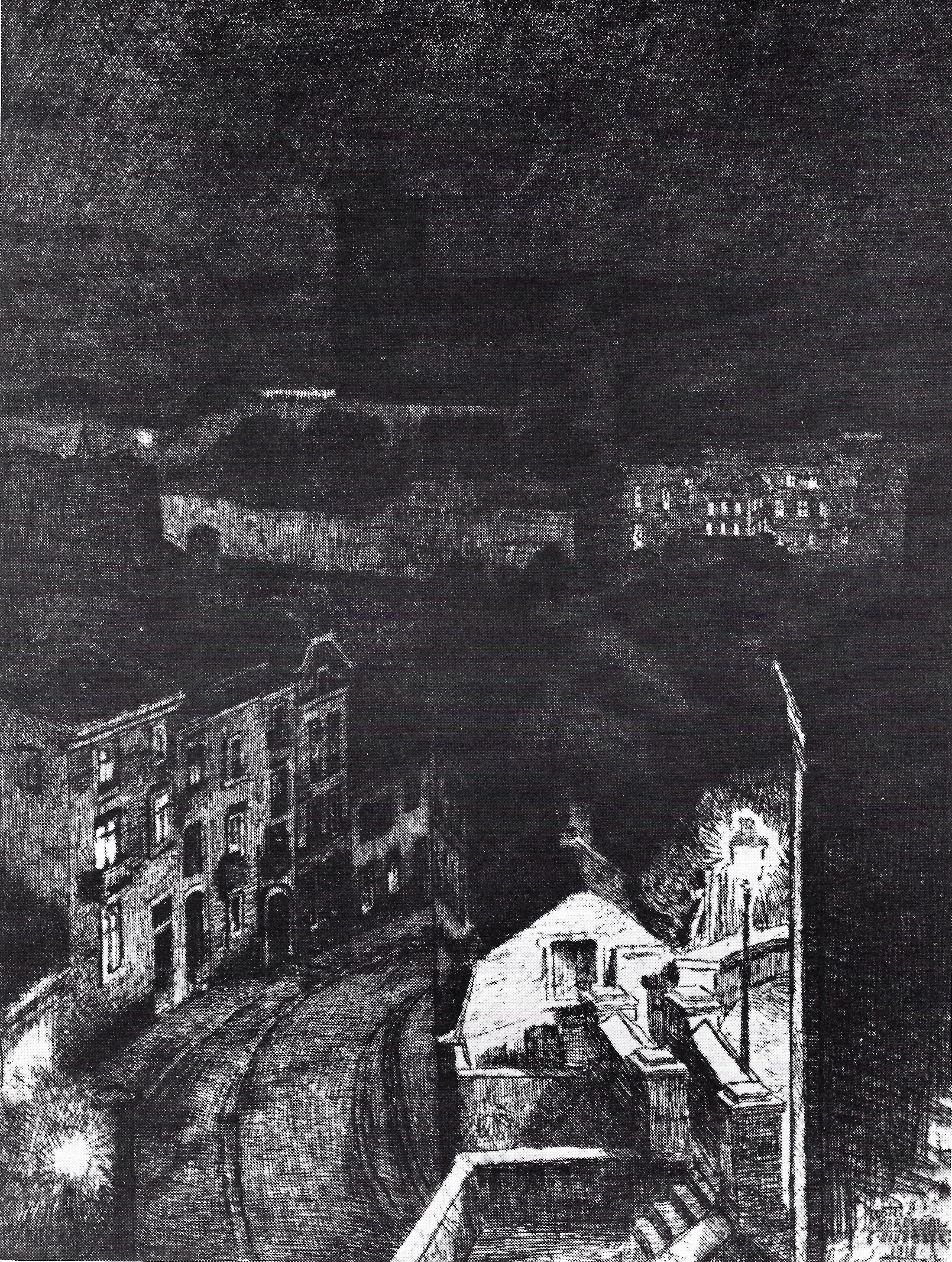
La Basilique (de nuit), 6 novembre 1910, eau-forte, 39,4 × 29,5 cm, Inv. Kunel no 295, Liège, La Boverie.
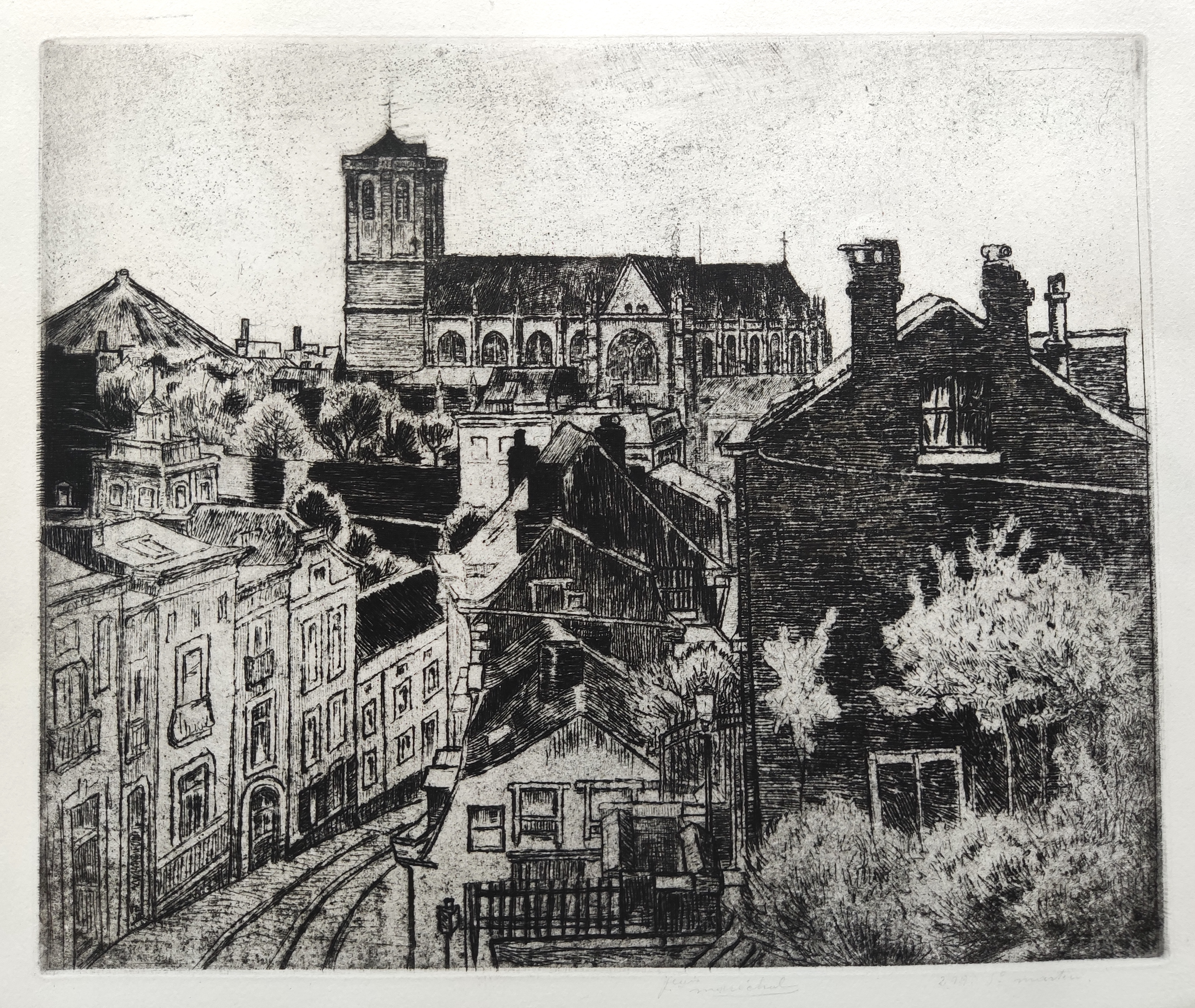
L'Église Saint-Martin, 24 avril 1911, eau-forte, 29,5 × 25 cm, Inv. Kunel no 299, collection privée.
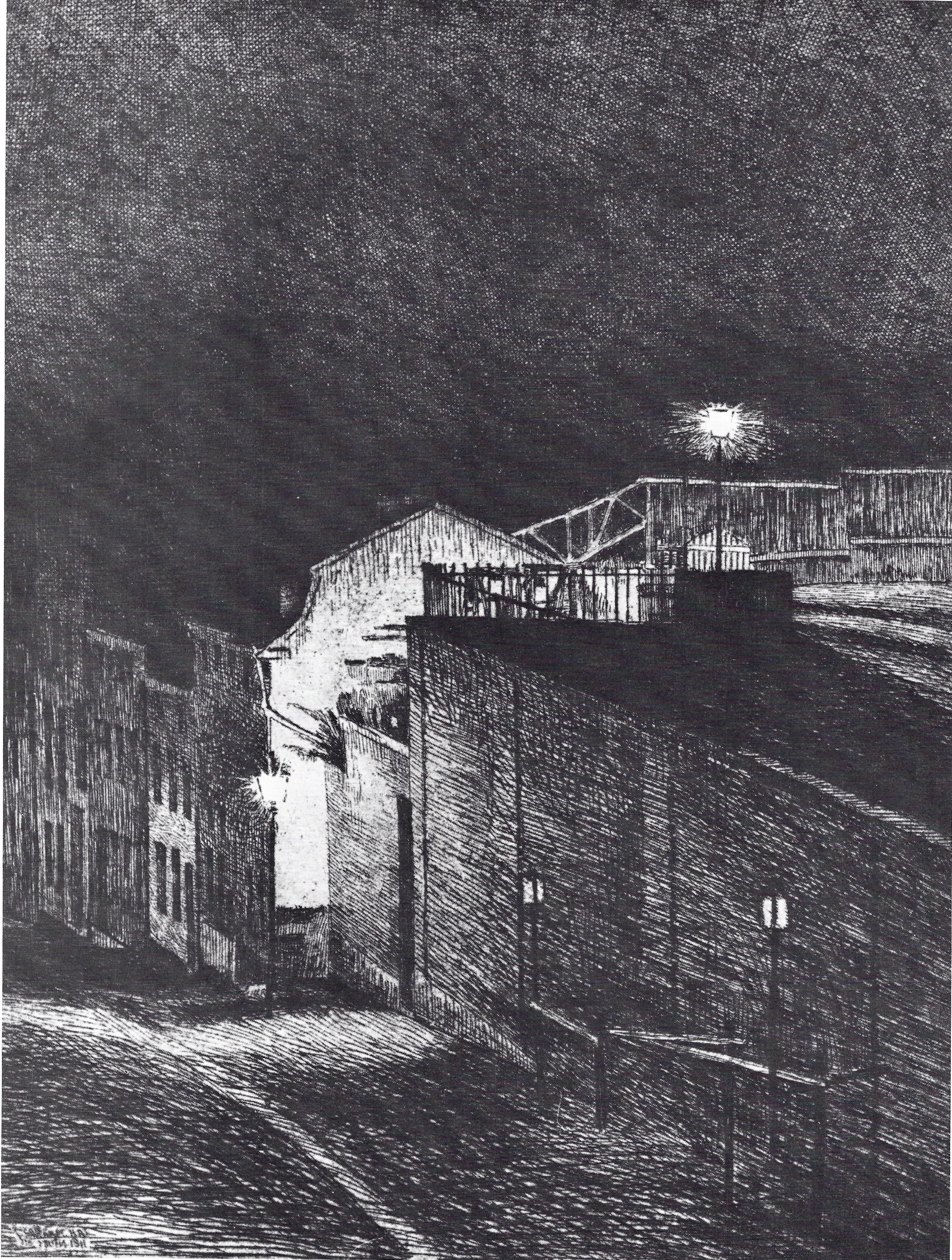
Coin de rue, le soir, 7 juin 1911, eau-forte, 38,5 × 29,5 cm, Inv. Kunel no 305, Liège, La Boverie.
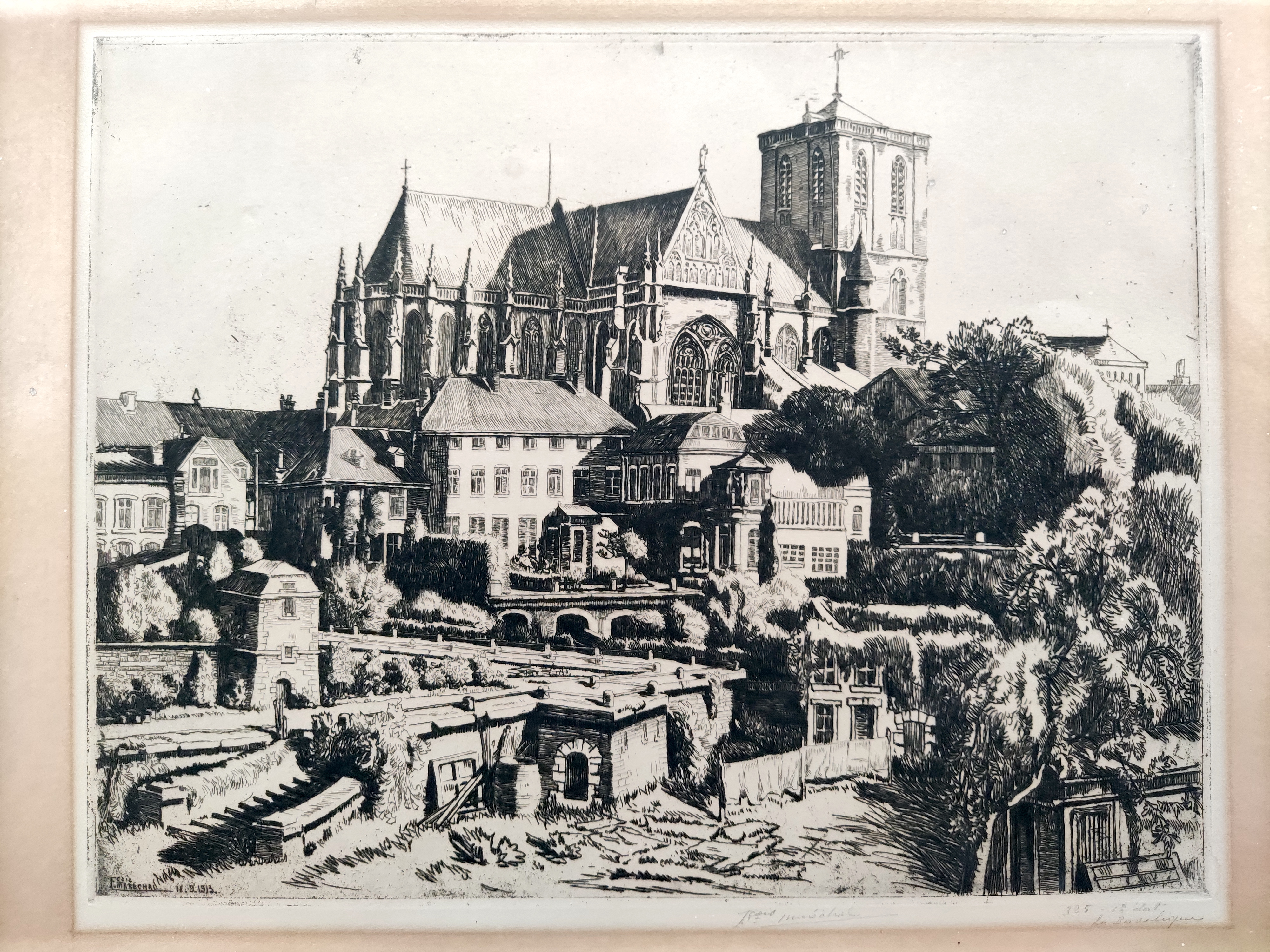
La Basilique, 18 septembre 1913, eau-forte, 45 × 35 cm, 1er état, Inv. Kunel no 325, collection privée.
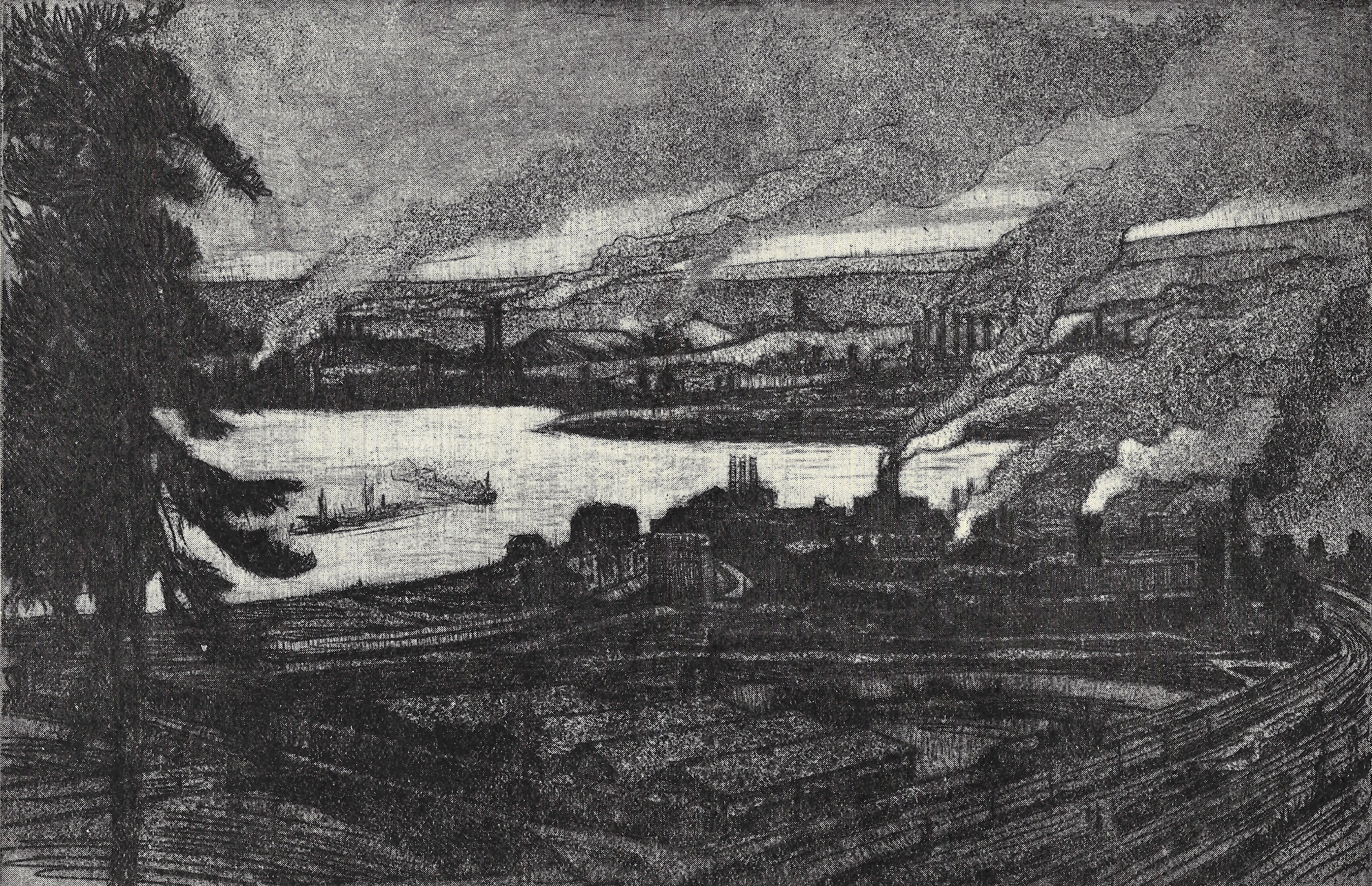
La Vallé de la Meuse, 7 avril 1914, aquatinte, 20 × 29,7 cm, Inv. Kunel no 332.
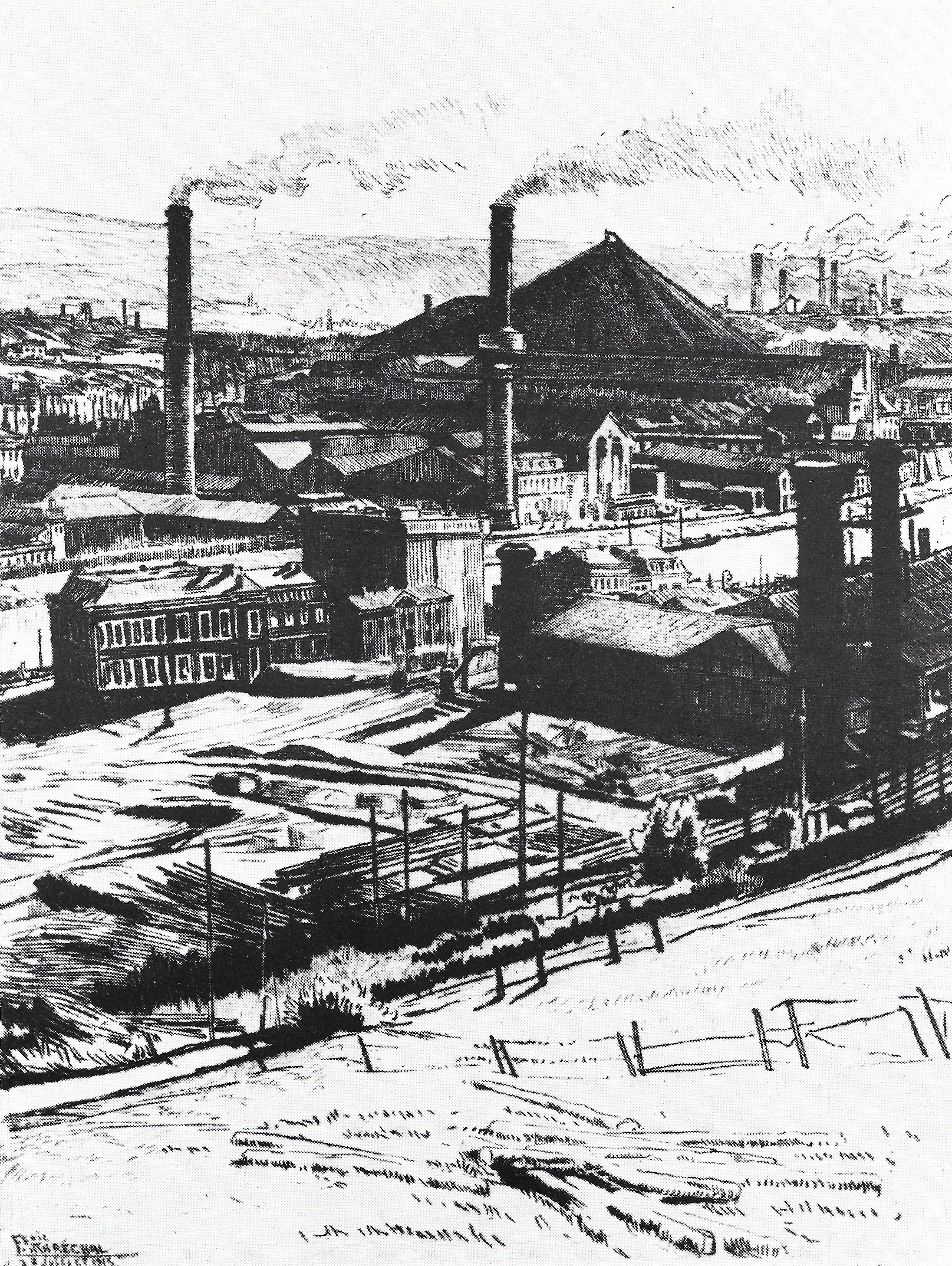
Vallée de la Meuse, 27 juillet 1915, eau-forte, 39,8 × 29,5 cm, Inv. Kunel no 339, Liège, La Boverie.
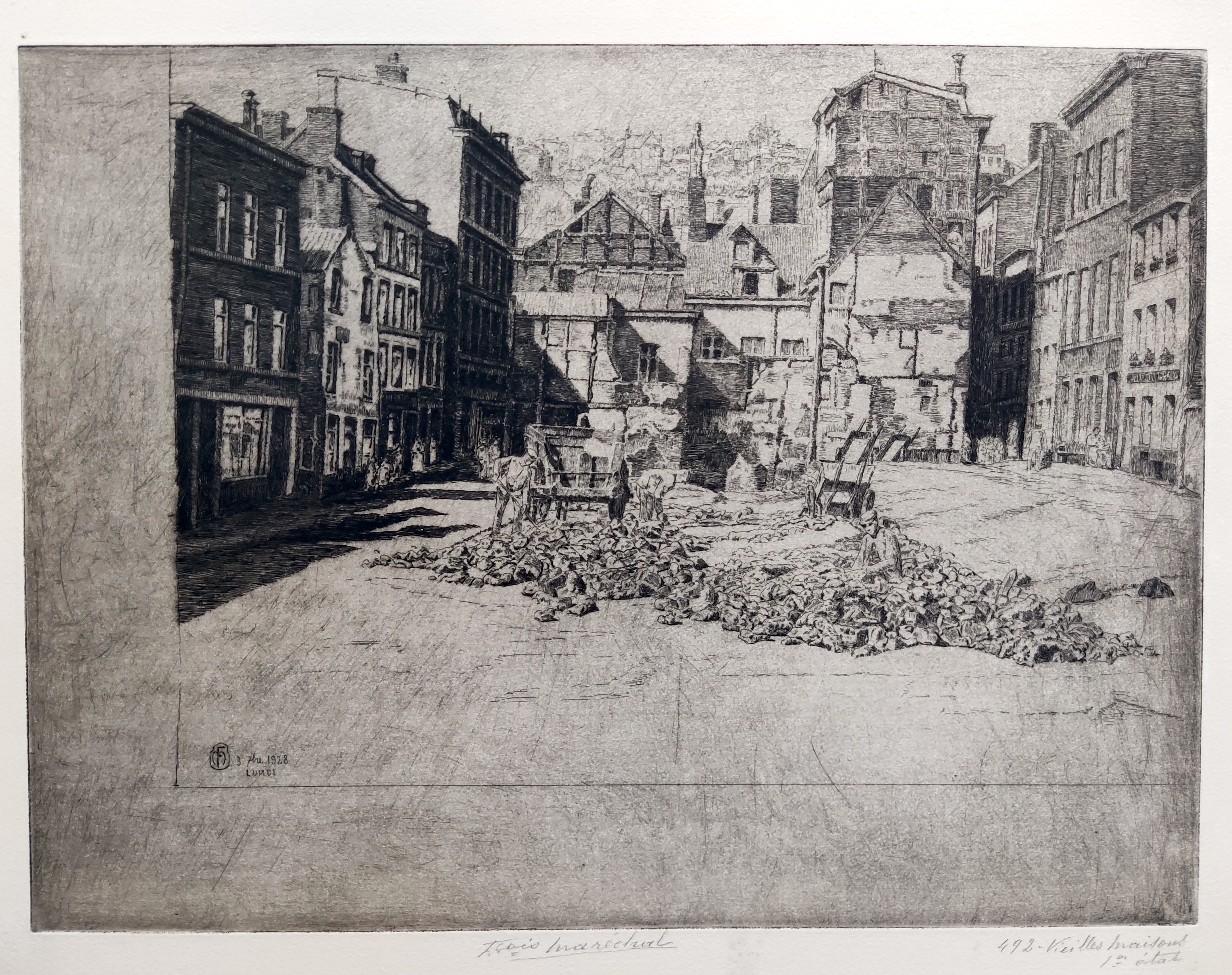
Vieilles maisons, 3 septembre 1928, eau-forte, 39,5 × 29,5 cm, 1er état, Inv. Kunel no 492, collection privée.

#### Les Quais, le soir(1906)

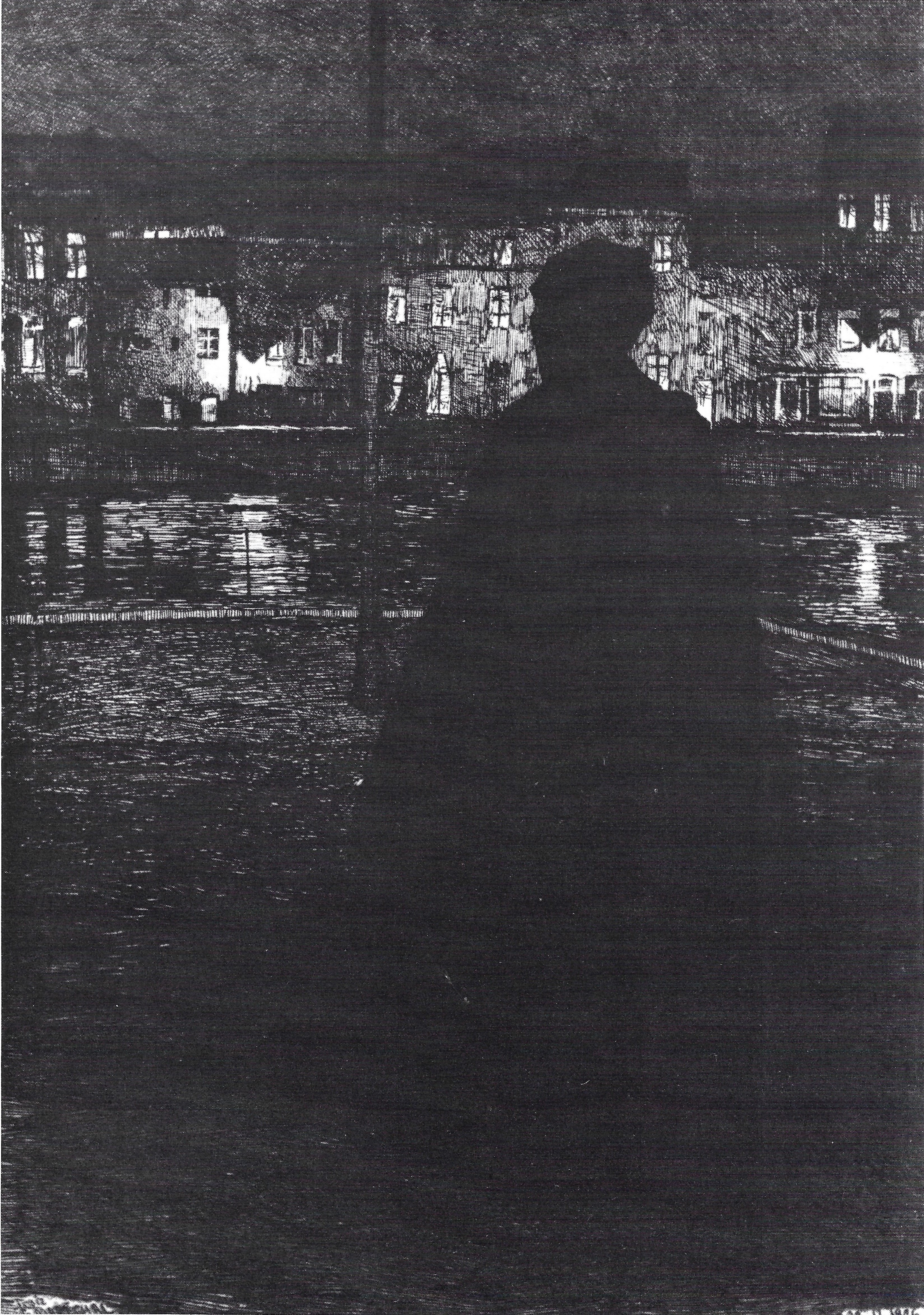
Les quais, le soir, 22 novembre 1906, eau-forte,, Inv. Kunel no 272, Liège, La Boverie.

Les Quais, le soir de 1906 est une des gravures de Liège qui illustre le contrôle du clair-obscur dont François Maréchal est capable.
Sophie Decharneux le présente en ces termes : « Rehaussées ou non à la pointe sèche, les eaux-fortes de Maréchal manifestent une maîtrise de plus en plus experte du clair-obscur, plongeant les quais de la Meuse tantôt dans les ténèbres, tantôt dans l'étrange clarté d'un réverbère, illustrant la profondeur d'un tronc d'ébène en opposition avec le dépouillement et la légèreté du paysage environnant. Maréchal excelle dans le rendu des matières par la vigueur ou la discrétion de son trait, de même que sa main a progressivement acquis une grande dextérité pour jouer de l'ombre et de la lumière et établir ainsi d'habiles et délicats contrastes. Son séjour en Italie, de 1902 à 1905, sera déterminant dans son approche et sa manière de traiter la lumière. »

### Les portraits: un «art social» de misère et solitude
François Maréchal a mis en scène les gens dans leur quotidien, décrivant avec acuité la peine des hommes et des femmes au travail,,, comme indique Sander Pierron : « Et puis dans ce cadre multiple, souvent assombri par l'industrie, il situe des types populaires, résumant la classe de ces êtres qui travaillent aux besognes les plus fatigantes, les plus ingrates : il les dessine avec autant d'énergie que de sincérité. » Ses personnages sont souvent représentés seuls en gros plan, et transmettent une forte impression de solitude et d'abandon,. L'artiste a vécu les terribles grèves que Liège a connues en 1886 et témoigne avec sincérité de ces temps de crise.
Selon Sophie Decharneux, le réalisme sans concession de ses portraits se rapproche d'une forme d'« art social » : « S'il représente simplement ce qu'il voit, sans autre message que celui que le sujet délivre, Maréchal pratique presque un art social, amenant à une réflexion sur ses personnages qui incarnent tantôt la misère, tantôt la déchéance, l'abandon, la tristesse, l'épuisement, la solitude et deviennent ainsi symboles d'un peuple. » Cet « art social » qui émerge des portraits de François Maréchal est d'ailleurs décrit avec verve par Camille Lemonnier, cité par Alfred Micha, lors d'une conférence à l'Exposition universelle et internationale de Liège en 1905 : « Maréchal, lui, est le notateur précis et mordant d'une humanité de travail et de misère, dans cette grande forge turbulente qu'est Liège. C'est chez lui le pâtira des banlieues industrielles, le trimard guettant une aubaine, l'enfant famélique fouillant dans les détritus et les scories, la rencontre amoureuse au tournant des ponts, avec, derrière, tout le hasardeux paysage noir et rouge du fleuve, des rives hérissées de hautes carcasses éructant les flammes et les fumées. Un art social et humain, d'une technicité merveilleuse, étend sa gravité sur ces images authentiques et émouvantes où passe quelque chose de la grande pitié fraternelle d'un Charles de Groux et d'un Meunier. »
Enfin et toujours dans la même ligne, Vittorio Pica, également cité par Alfred Micha en 1908, commente à ce sujet : 

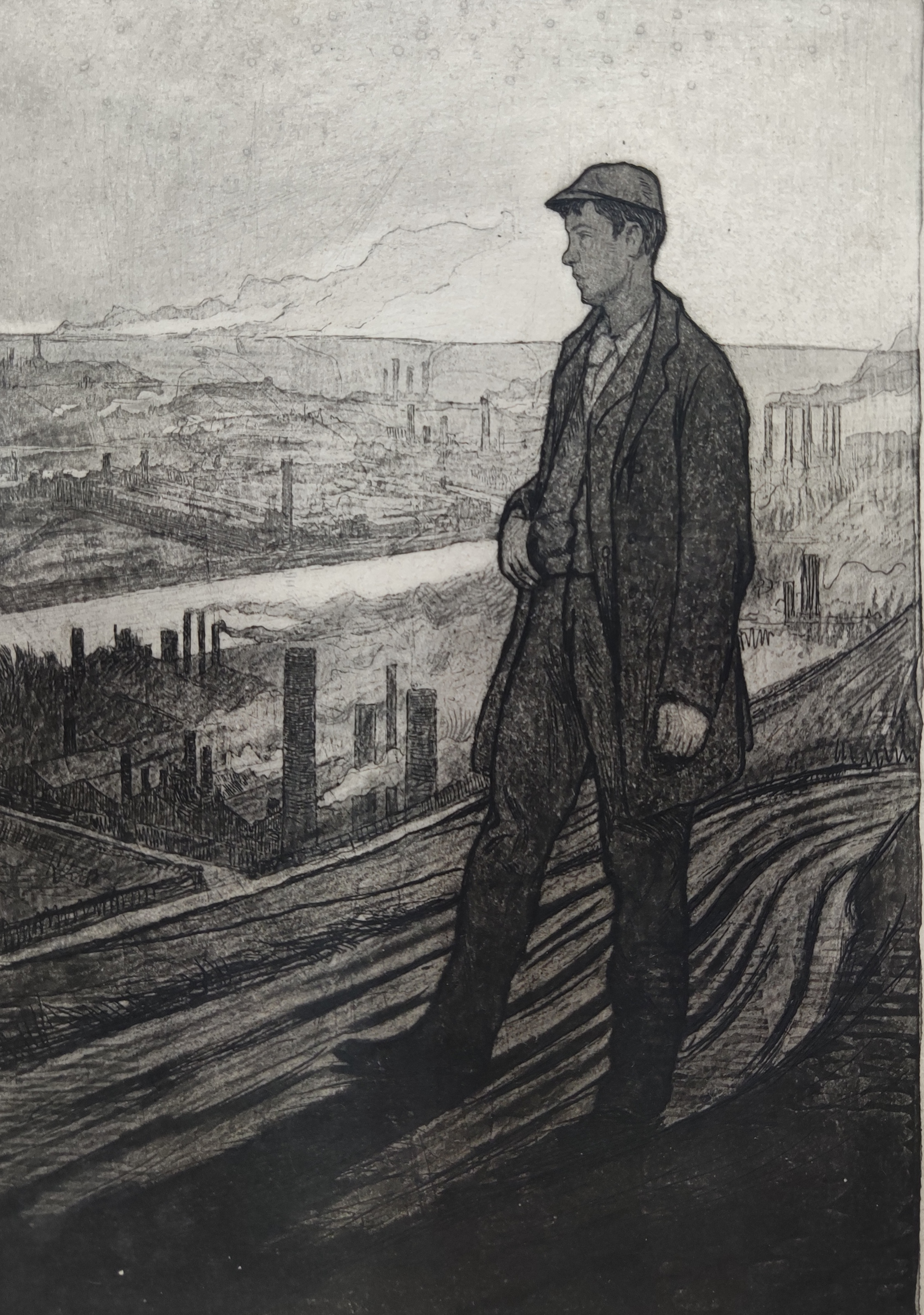
Après la grève, 6 janvier 1897, taille et aquatinte, 30 × 22 cm, Inv. Kunel no 219, collection privée.
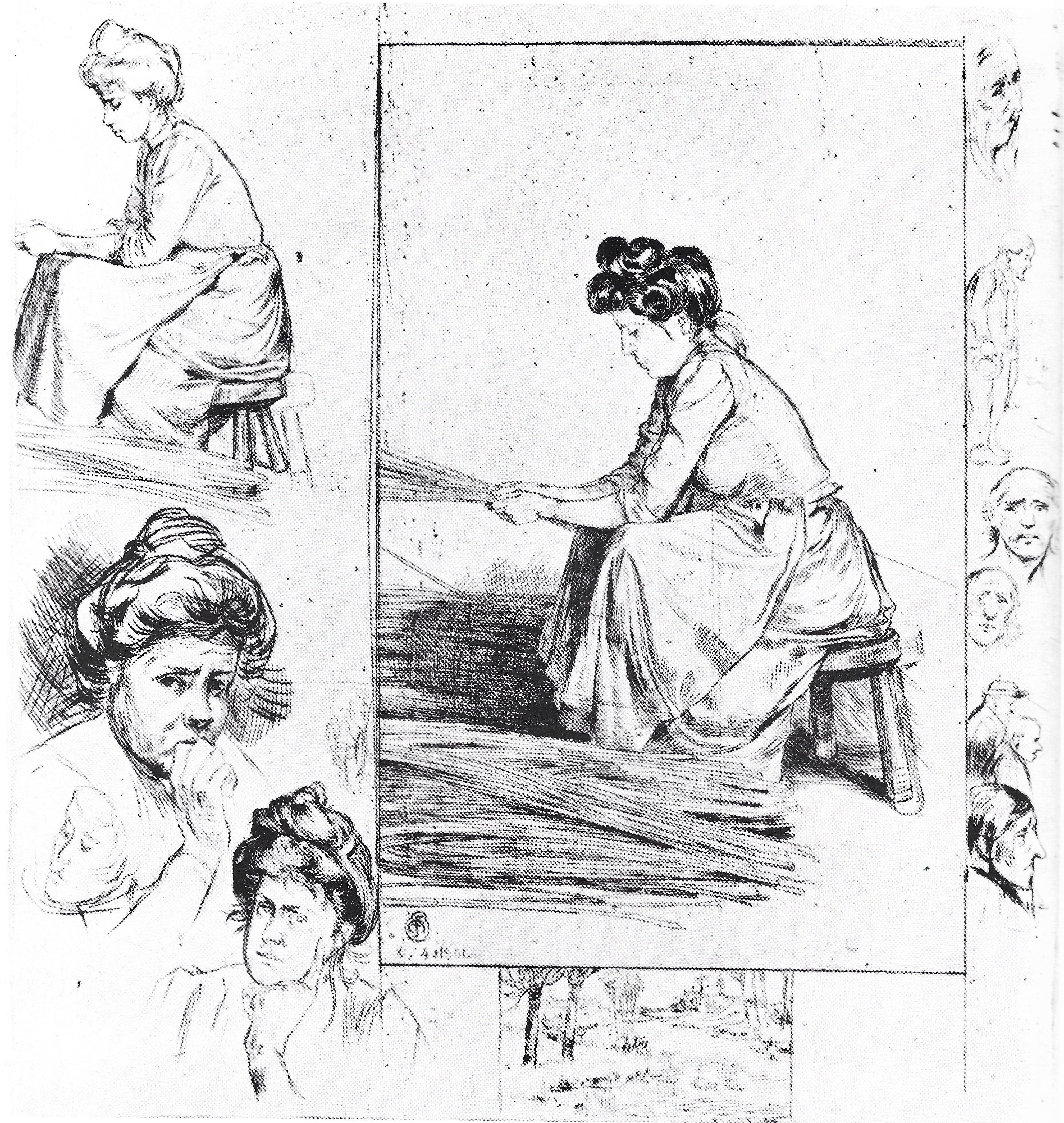
Le Tri des osiers, 4 avril 1901, pointe sèche, 32,8 × 27,5 cm, Inv. Kunel no 244, Liège, La Boverie.
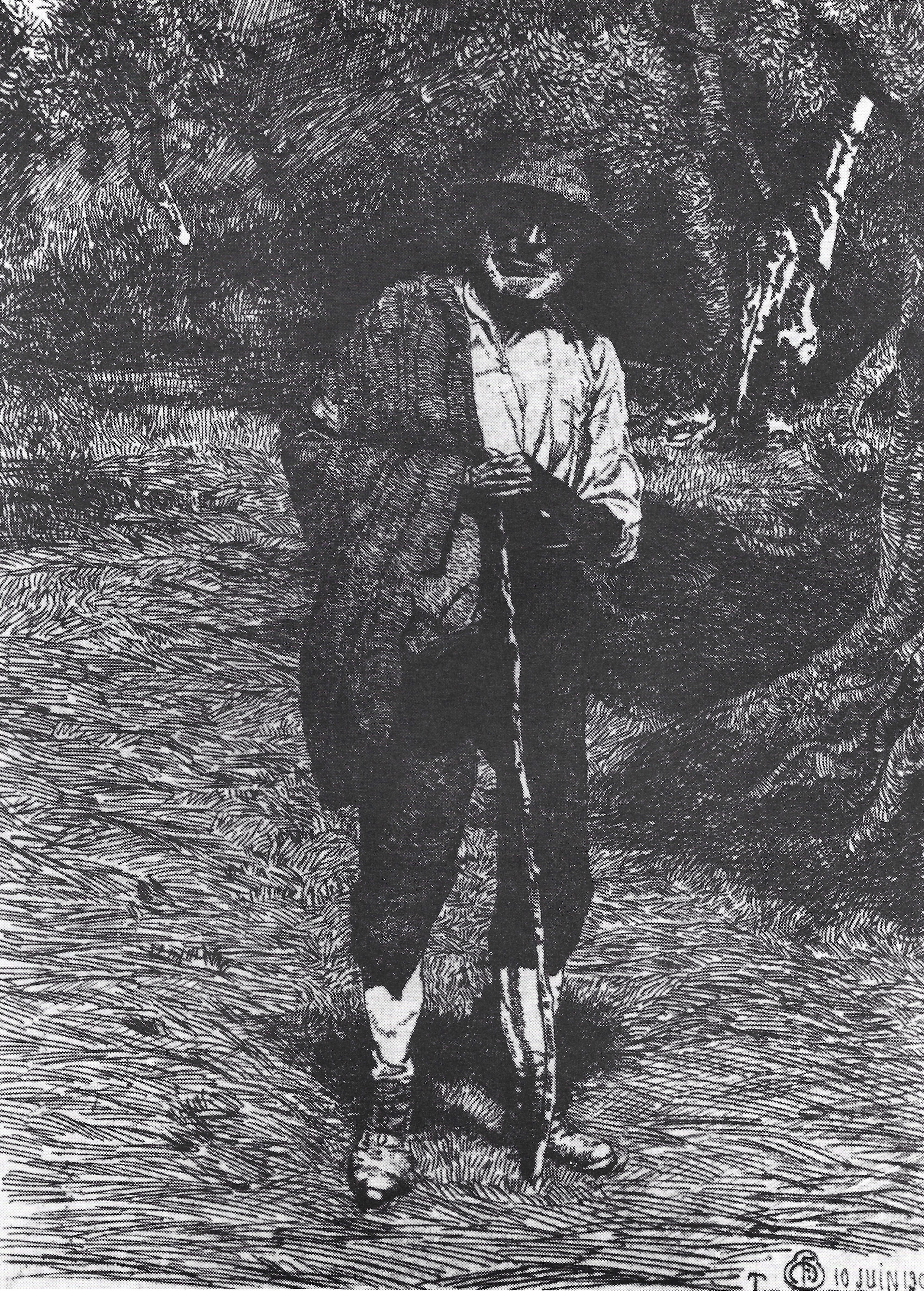
Il Pastore, 10 juin 1903, eau-forte, 18 × 13 cm, Inv. Kunel no 49 (Italie), Liège, La Boverie.
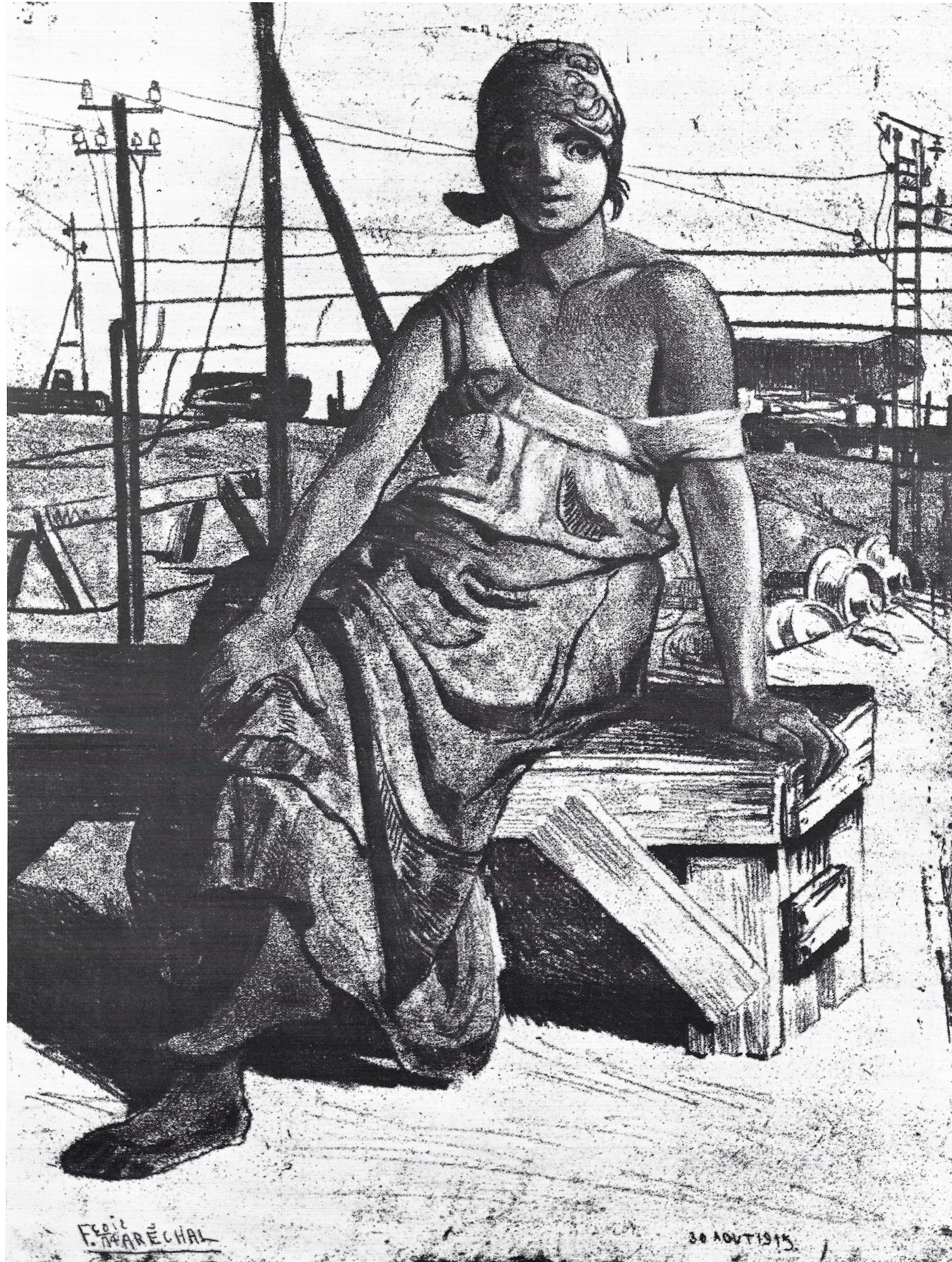
La Hiercheuse, 30 août 1915, vernis mou, 39 × 29,6 cm, Inv. Kunel no 343, Liège, La Boverie.
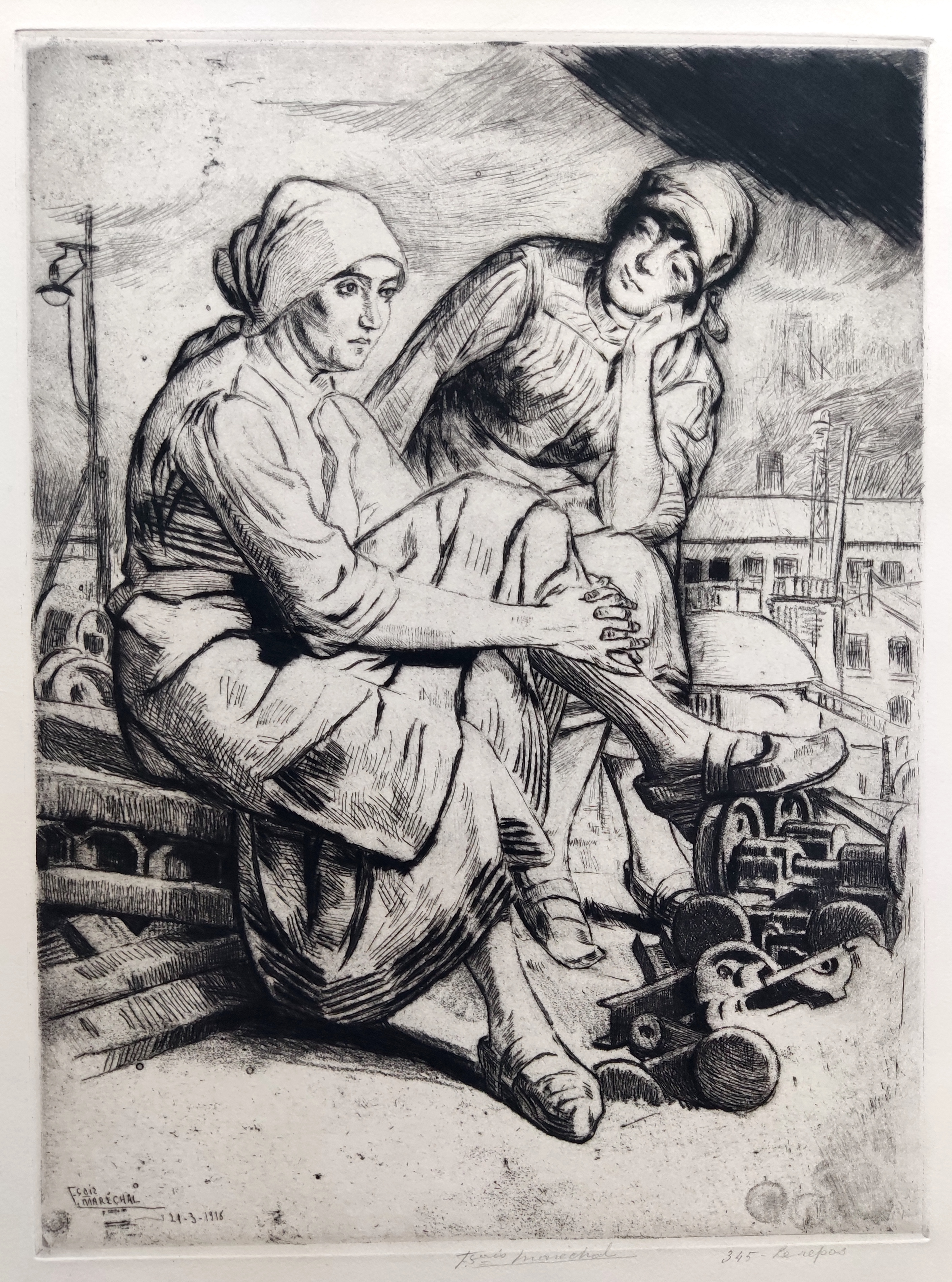
Le Repos, 21 mars 1916, vernis mou, 39 × 29 cm, Inv. Kunel no 345, collection privée.

#### L'Épave(1895)
Parmi les gravures de portraits les plus caractéristiques du style de François Maréchal, on peut distinguer celle de L'Épave de 1895.

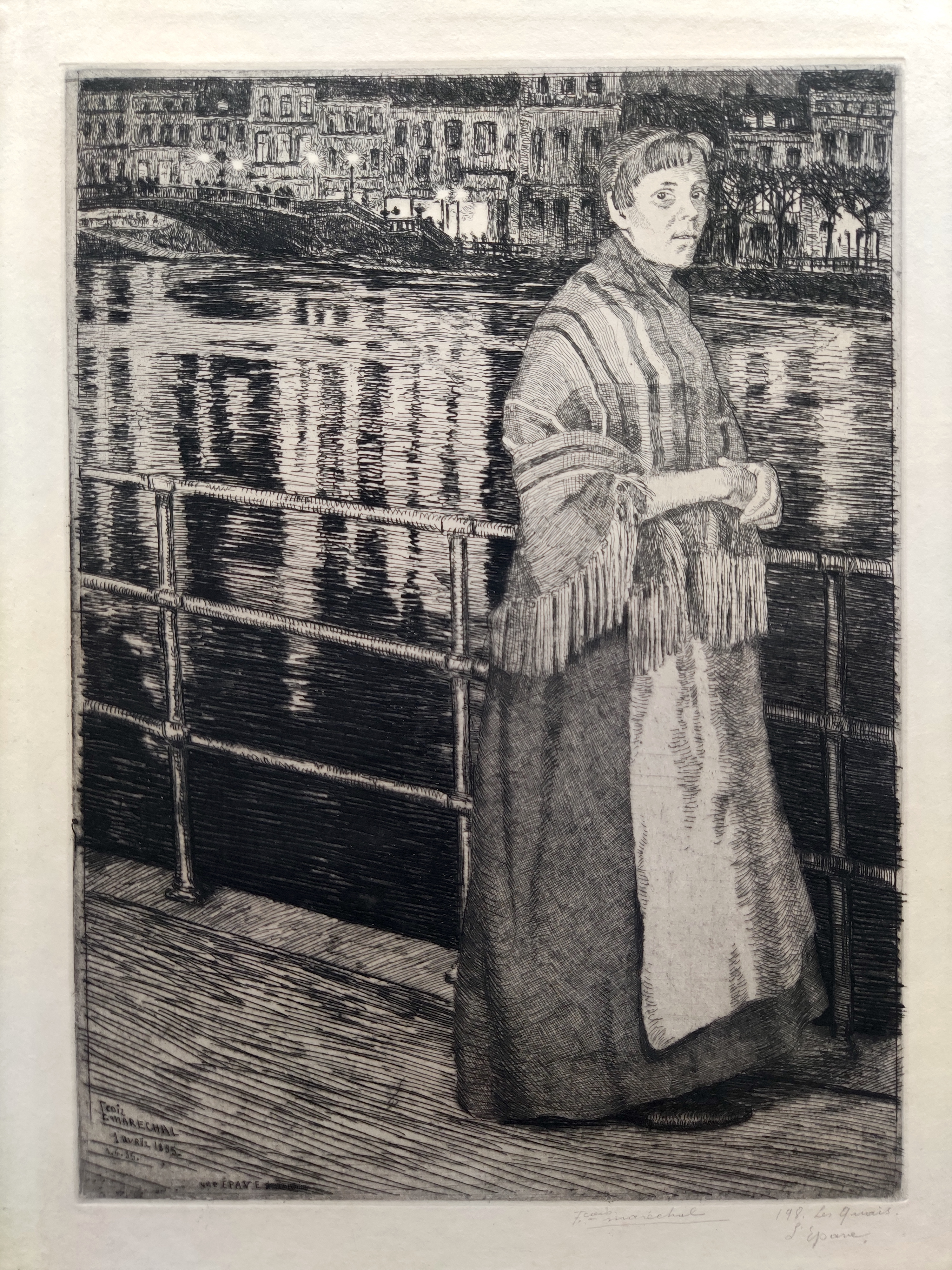
L'Épave, 1er avril 1895, eau-forte,, Inv. Kunel no 198, collection privée.

Dans cette estampe de 1895, Maréchal documente avec son âpreté habituelle un moment de l'existence d'une « malheureuse prostituée, épave de la vie, » et exemple typique des bas-fonds liégeois ou, selon les mots employés en 1923 par Sander Pierron : « […] il copie les pierreuses — oiseau de nuit ou épave —, les courtisanes de bas étage errant ou œilladant par les voies excentriques, à la tombée du soir, ou dans les ténèbres que trouent les lueurs des réverbères illuminant de leurs zigzags les effarantes et attirantes eaux fluviales… »
Maurice Kunel dépeint cette gravure en ces termes : « Sur le quai, longeant le parapet, une mégère. Elle porte le tablier des femmes du peuple. Un châle jeté sur ses épaules, à la mode wallonne, cache mal des appâts périmés. C'est une ruine. Dans ce visage s'ouvre une bouche malsaine et deux yeux veules, de leurs orbites tuméfiées, lancent aux passants des regards solliciteurs. Elle épie, s'offre et attend, journellement, invariablement… Et la Meuse clignote de tous ses reflets vers cette épave crépusculaire, et coule et coule et l'attend, journellement, invariablement… »
Le commentaire de l'œuvre qu'effectue Maurice des Ombiaux en 1907 abonde dans le même sens : « Voici la fille qui rôde le long du quai querens quem devoret, pauvre créature pitoyable, épave lamentable qui n'inspire aucun désir et dont le châle à lignes ne recouvre que des appâts depuis longtemps périmés, tandis que, par-delà le garde-fou, la Meuse s'incendie du reflet des feux de la nuit, des vitrines étincelantes, des lampes à arc qui illuminent le pont. »
En plus d'un portrait mordant et réaliste des bas-fonds liégeois, la gravure est une illustration précoce de la maîtrise des effets d'illumination nocturne que François Maréchal est capable d'atteindre.

#### La Chercheuse d'escarbilles(1901)

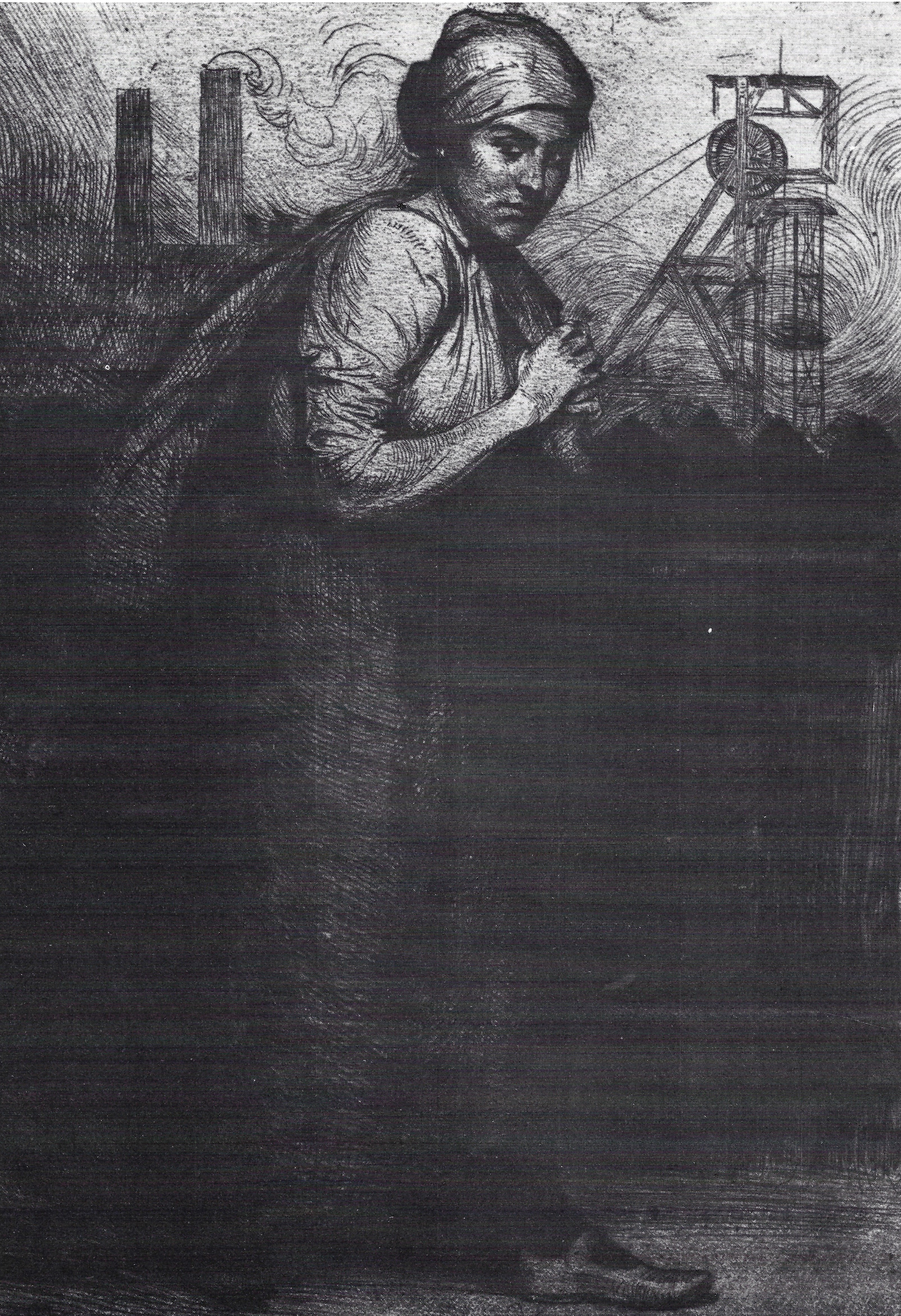
La Chercheuse d'escarbilles, 5 mars 1901, eau-forte et pointe sèche, Inv. Kunel no 241,, Liège, La Boverie.

La Chercheuse d'escarbilles de 1901 est également une gravure caractéristique du style de Maréchal.
Il offre dans cette œuvre une parfaite illustration de l'« art social » qu'il pratique dans ses portraits : une jeune femme, solidement bâtie et noire de suie, fixe le spectateur de son regard tout en avançant voûtée par le poids de sa charge sur fond de charbonnages et de cheminées fumantes.
En ligne avec le sujet traité, Maurice des Ombiaux commente : « Maréchal a vraiment dit, en toutes les gammes du blanc et du noir, le poème des vieux chemins, ceux où les enfants ont joué, où les amoureux se sont promenés en se tenant par la taille, ceux sur lesquels ont passé les gens, qui trimbalent de la misère, au loin des plaines de la terre, selon la forte expression du poète Émile Verhaeren. Il nous conduit dans les banlieues où les fumées au sommet des hautes cheminées déploient leur chevelure interminable ; il nous montre la contrée industrielle dans sa grandeur tragique et désolée. Les silhouettes des belle-fleur au sommet des terrils, sous sa pointe, sont synthétiques. Elles deviennent comme un des instruments de torture de cette formidable Géhenne dans laquelle hurlent les plèbes industrielles parmi le halètement des machines, le fracas des marteaux, le sifflement des locomotives et le crépitement du fer en fusion dans les hauts-fourneaux et les laminoirs sur quoi passe comme une haleine brûlante, empoisonnée ! »
Maurice Kunel effectue, quant à lui, une analyse de l'œuvre empreinte d'un brin d'optimisme : « La Chercheuse d'escarbilles qui rentre du terril, courbée sous le sac de gaillettes glanées, le long des barricades de billes, avec, dans le lointain, les belle-fleur des charbonnages et les cheminées d'usines, symbolise réellement l'effort de la Wallonie ouvrière. Il n'y a sur ce visage ni souffrance, ni résignation, ni fatalité, mais une acceptation sereine des joies et des douleurs de l'existence. Elle sait qu'après la tâche ardue et miséreuse de tout le jour, viendra l'heure du répit, l’Heure du berger, du Rendez-vous. Vesprée close, elle retrouvera son amoureux ; la petite fleur bleue s'ouvrira, et, abandonnant sa tête à l'épaule du fiancé, devant la Meuse qui coule, les hauts-fourneaux qui fument et la houillère qui ronfle, ensemble, ils goûteront les moments d'amour qui consolent et paient toute une vie de peine. »

### L'Italie: Rome et sa vaste campagne
Durant son séjour à Rome de 1902 à 1905, Maréchal se révèle un paysagiste de premier plan, célébrant la sereine beauté de la campagne romaine et suggérant la légèreté et la transparence de l'atmosphère. Vittorio Pica, cité par Alfred Micha, le décrit dans la revue Emporium en 1907 en ces termes : « Dans ces fort belles planches gravées durant ses trois années de séjour en Italie, il évoque, avec une rare puissance de dessin, les aspects grandioses et un peu tristes de la campagne romaine et réussit magistralement à en exprimer les solennelles poésies. » Il s'y est aussi lié d'amitié avec le naturaliste Lino Vaccari dont les poèmes lui inspireront des planches peuplées d'êtres fantastiques.

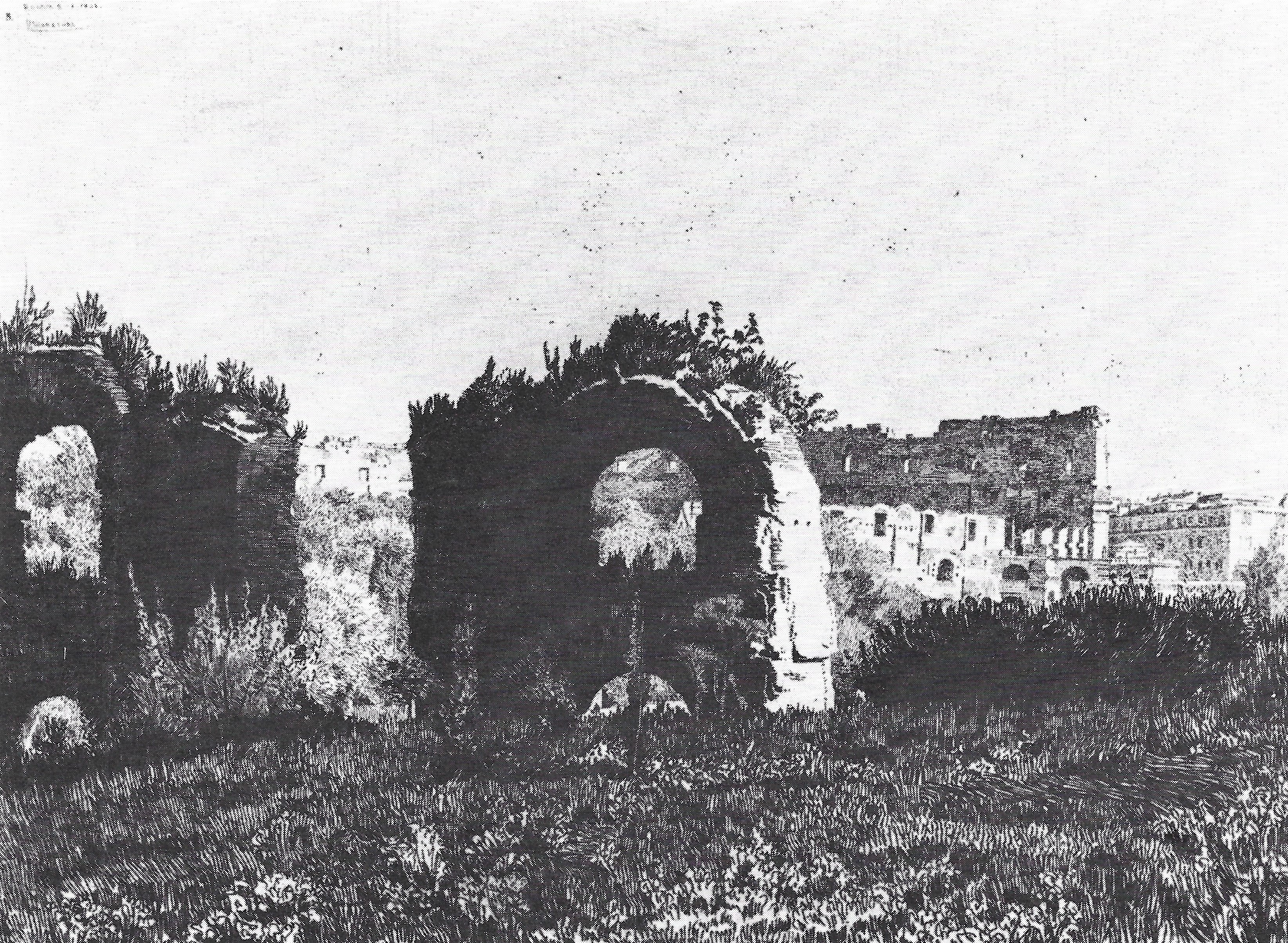
Arcades de l'Aqueduc de Claude, 9 juillet 1902, eau-forte, Inv. Kunel no 3 (Italie), 29,5 × 40 cm, Liège, La Boverie.
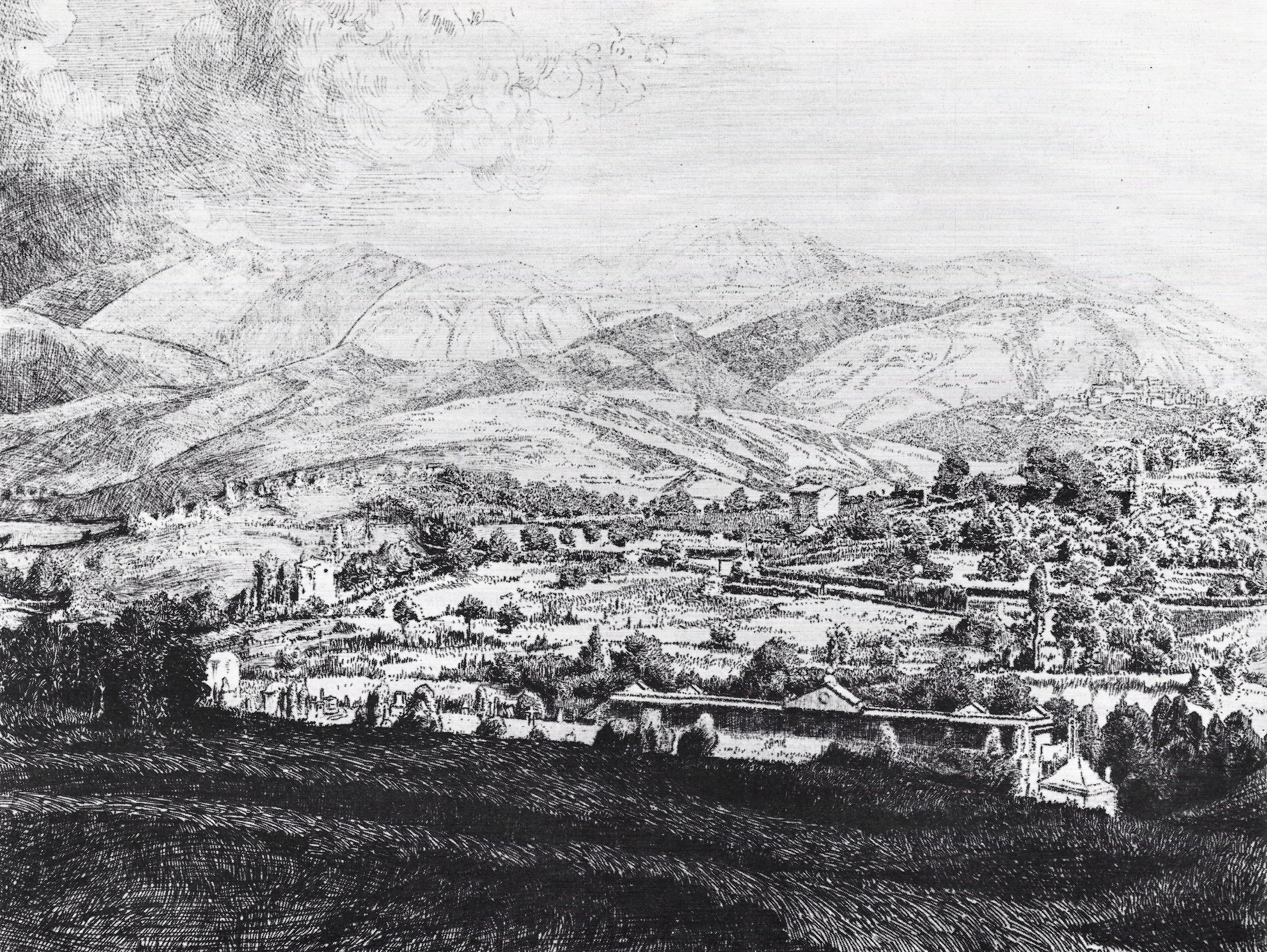
Les Montagnes de la Sabine (Via Valeria), 11 août 1903, eau-forte, Inv. Kunel no 54 (Italie), 30 × 39,7 cm, Liège, La Boverie.
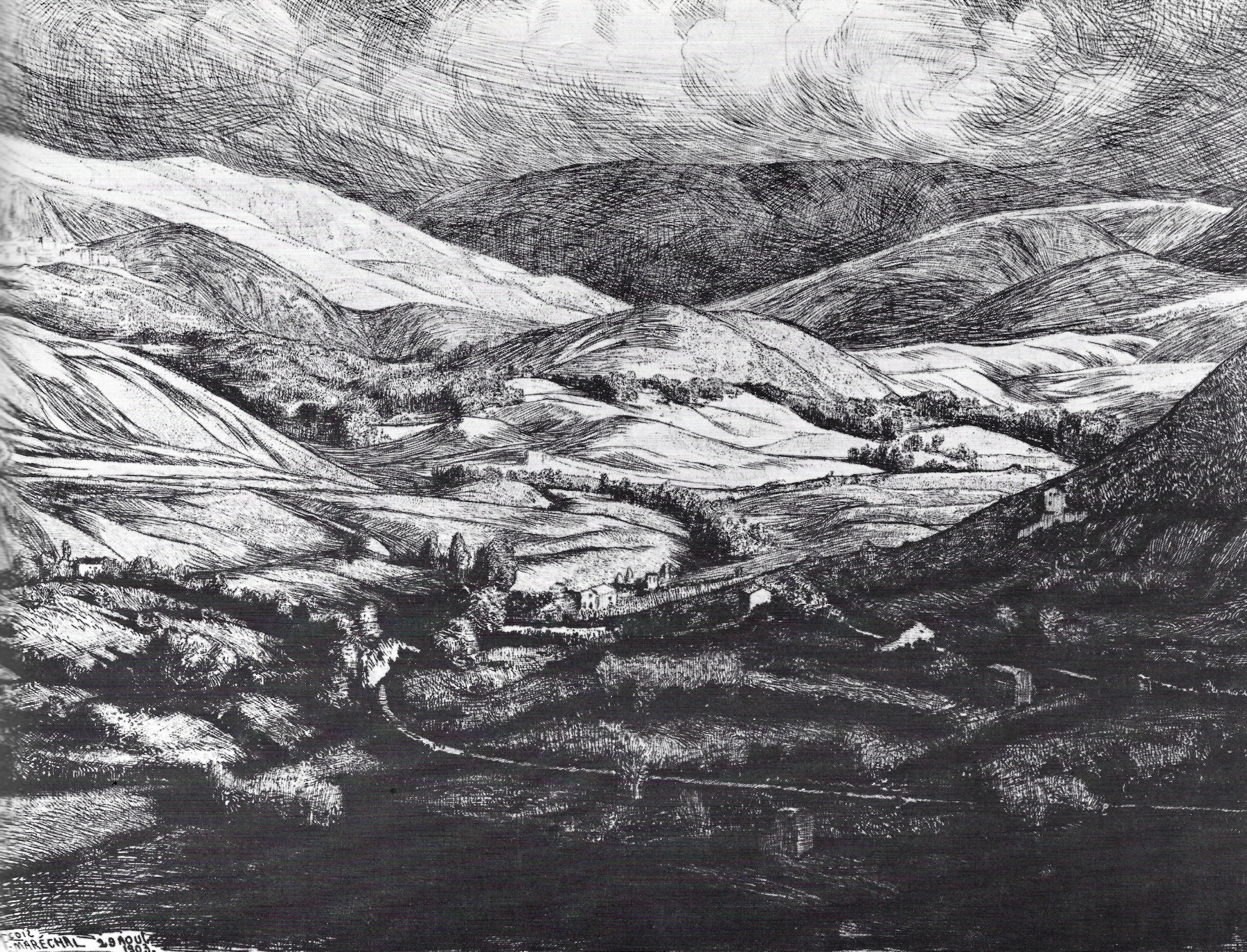
Les Montagnes de la Sabine, 29 août 1903, eau-forte et burin, Inv. Kunel no 56 (Italie), 29,5 × 39,5 cm, Liège, La Boverie.
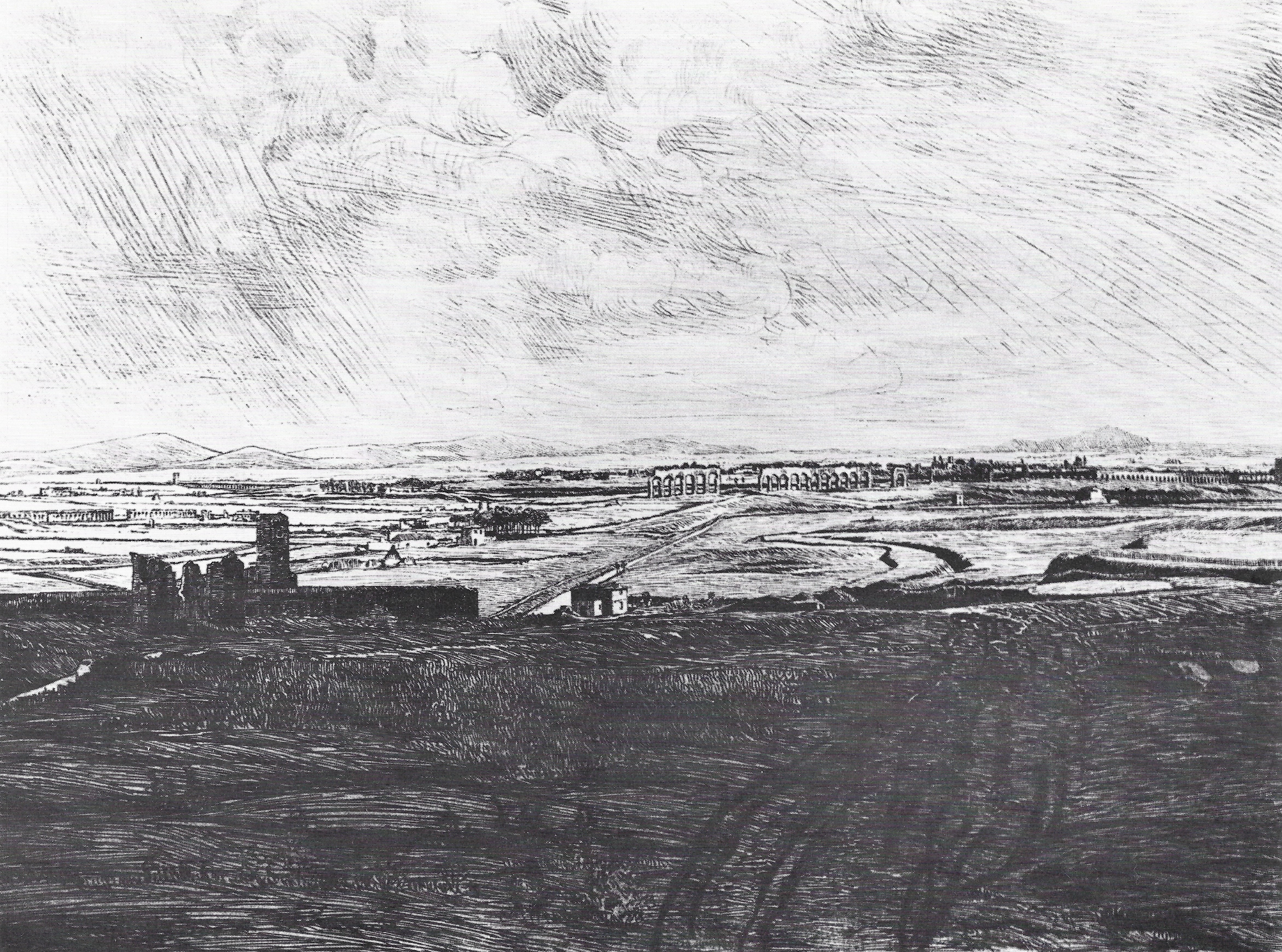
La Campagne romaine, 20 juin 1905, eau-forte, Inv. Kunel no 78 (Italie), 30,5 × 40,5 cm, Liège, La Boverie.
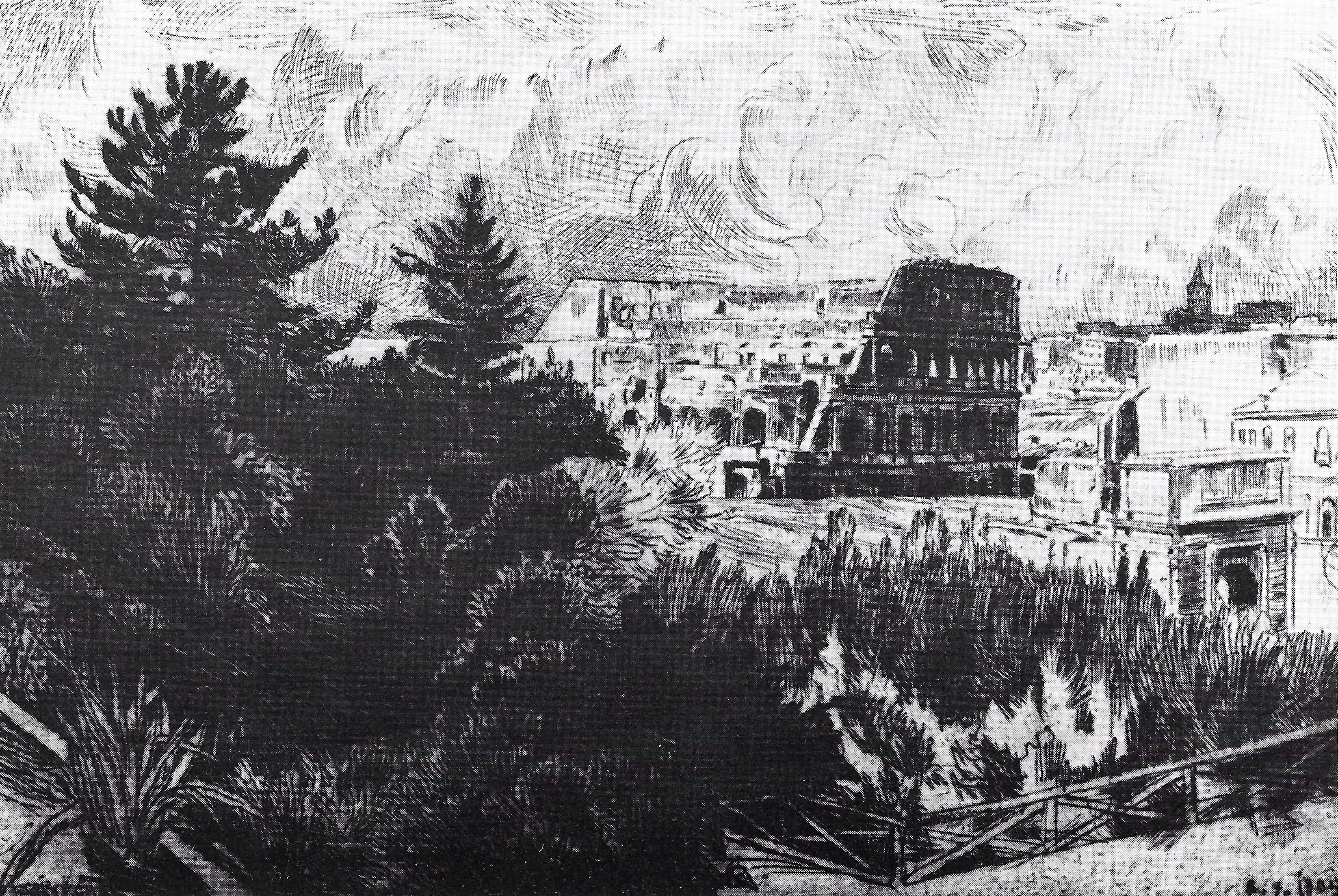
Le Colisée, 6 juillet 1905, eau-forte et pointe sèche, Inv. Kunel no 80 (Italie), 19,7 × 29,5 cm, Liège, La Boverie.
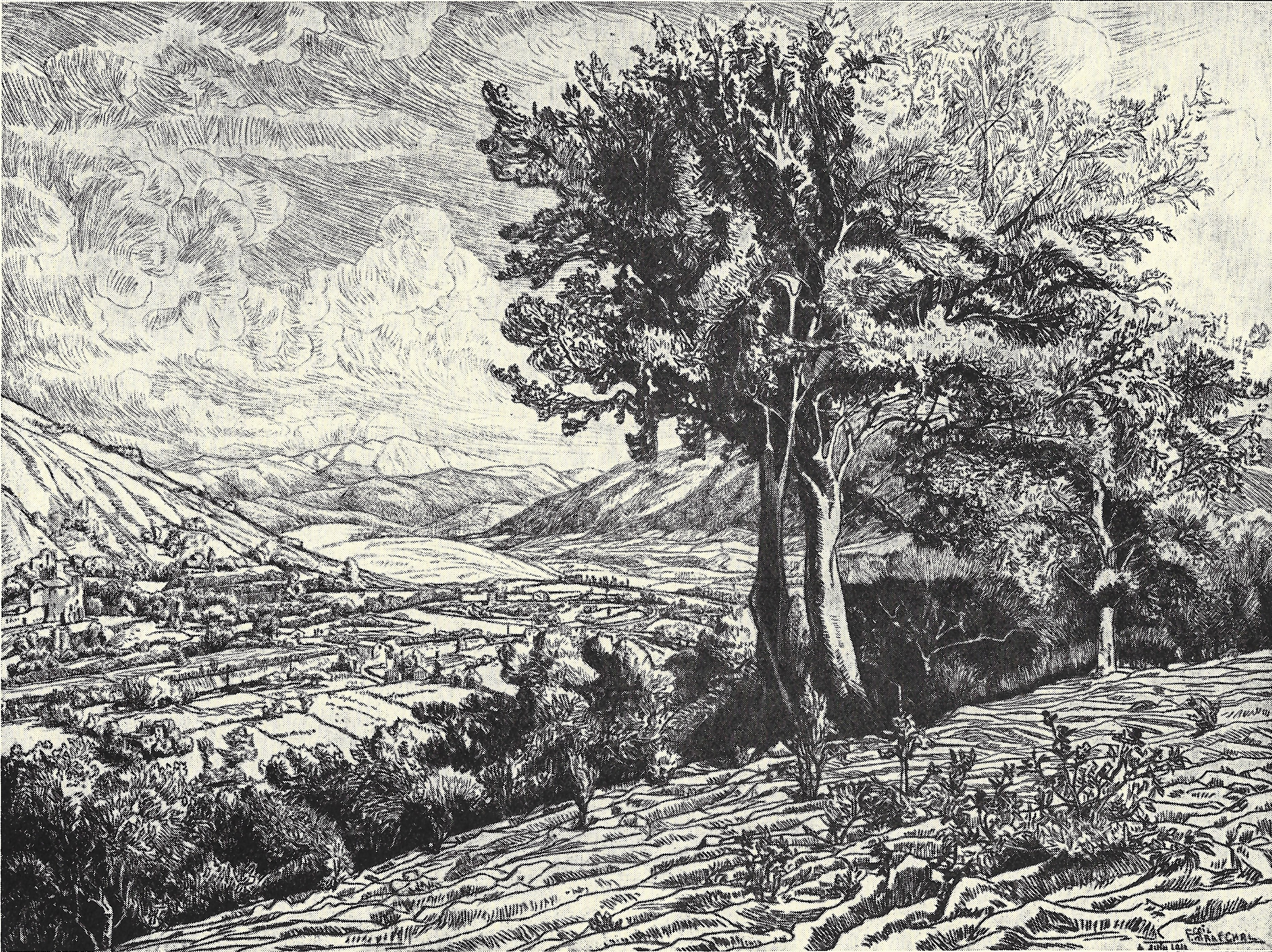
La Vallée de l'Aniene, 4 juin 1913, eau-forte, Inv. Kunel no 91 (Italie), 39 × 29,2 cm.

### L'arbre
L'artiste a toujours accordé une place importante à l'arbre dans son œuvre, sachant représenter avec exactitude les différentes espèces et leurs essences : les pommiers, peupliers ou frênes, arbres que l'on retrouve dans la région de Liège, ou encore les merveilleux oliviers d'Italie, dont Sander Pierron dira en 1923 : « Il est impossible, notamment, de ne pas être charmé par le vieil olivier aux ramures tortues, qui dresse au bord d'un plateau son corps rugueux, et qui domine, comme une vigie, ou comme un symbole de force tenace et persistante, la large vallée où palpite la vie de la terre et des pierres jusqu'aux pieds des lointaines montagnes baignées par l'éther. […] amplement, généreusement, le souffle de la nature traverse le paysage. »

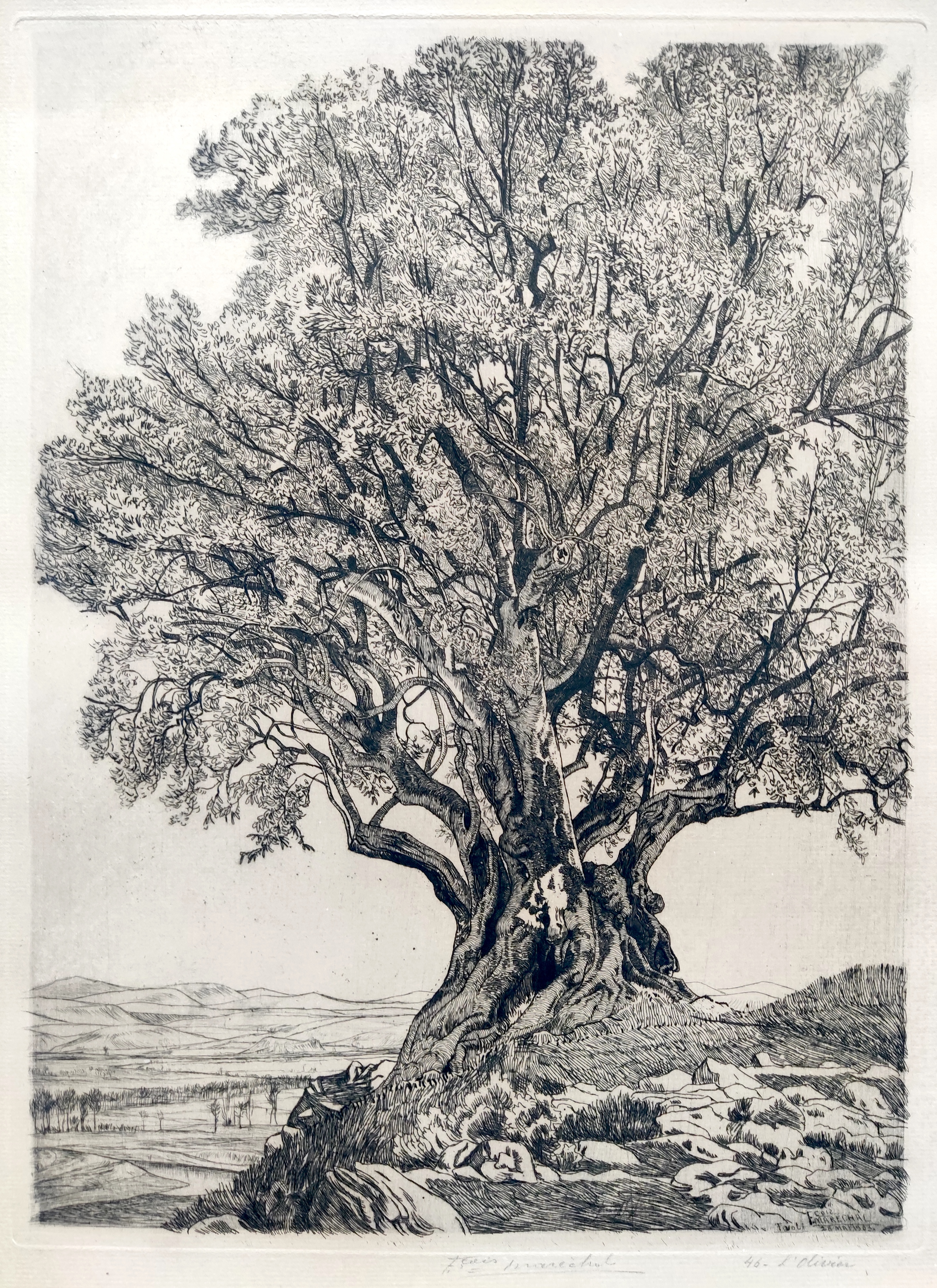
L'Olivier, 28 mai 1903, eau-forte, 39,7 × 29,5 cm, Inv. Kunel no 46 (Italie), collection privée.
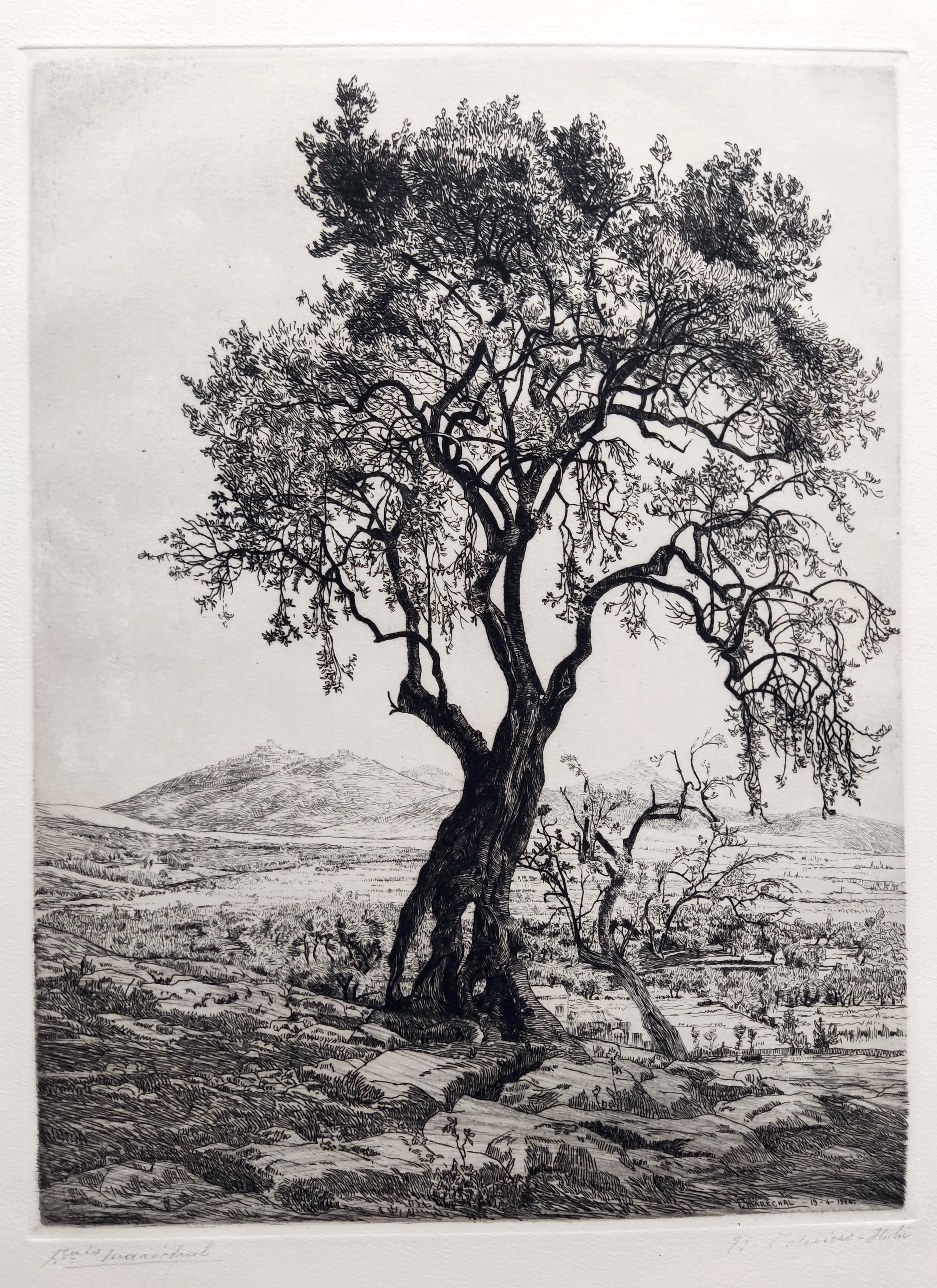
L'Olivier, 19 avril 1904, eau-forte, 39,7 × 29,5 cm, Inv. Kunel no 71 (Italie), collection privée.
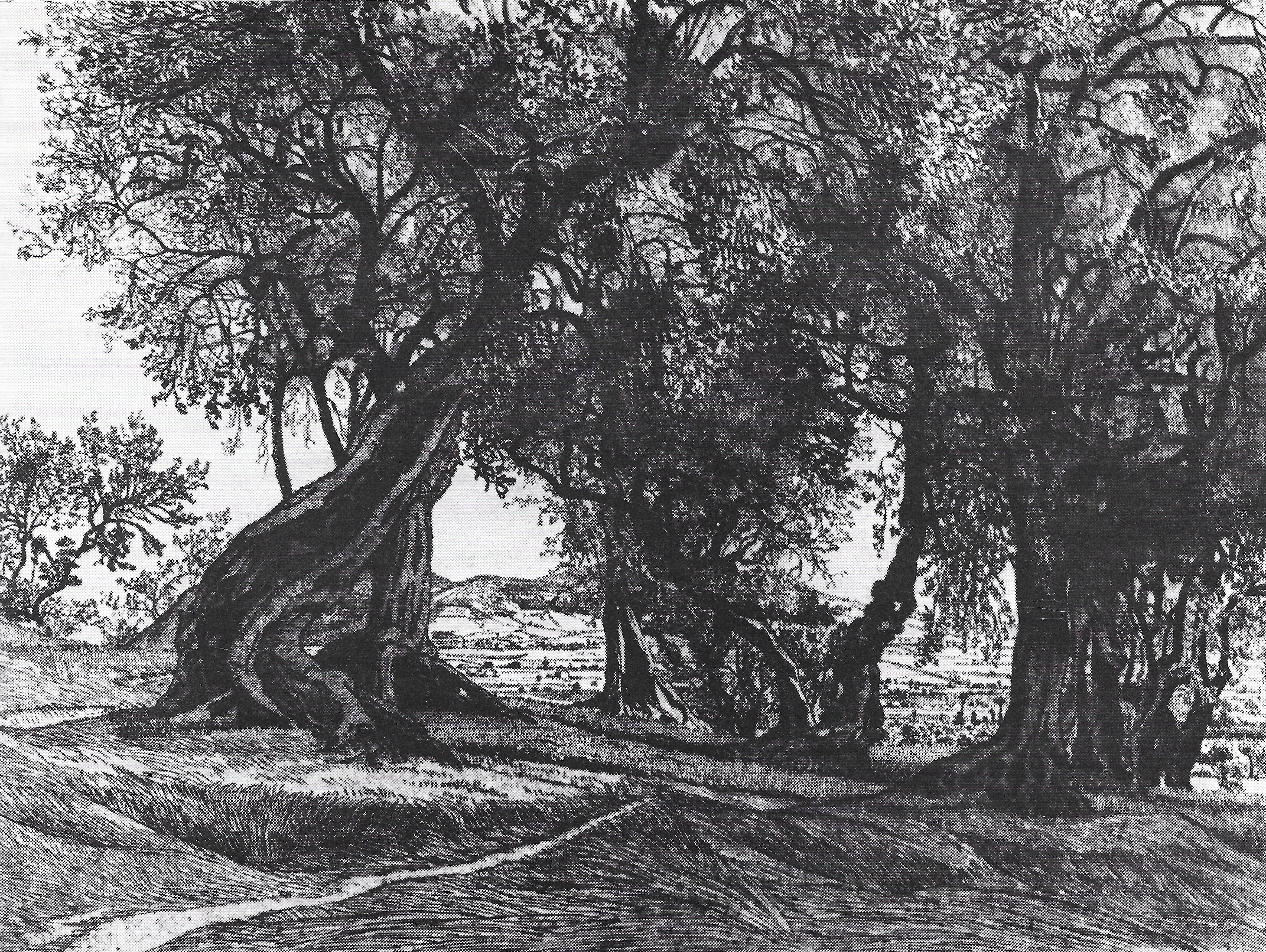
Regresso (les oliviers), 5 mai 1904, eau-forte, 29,5 × 39,7 cm, Inv. Kunel no 72 (Italie), Liège, La Boverie.
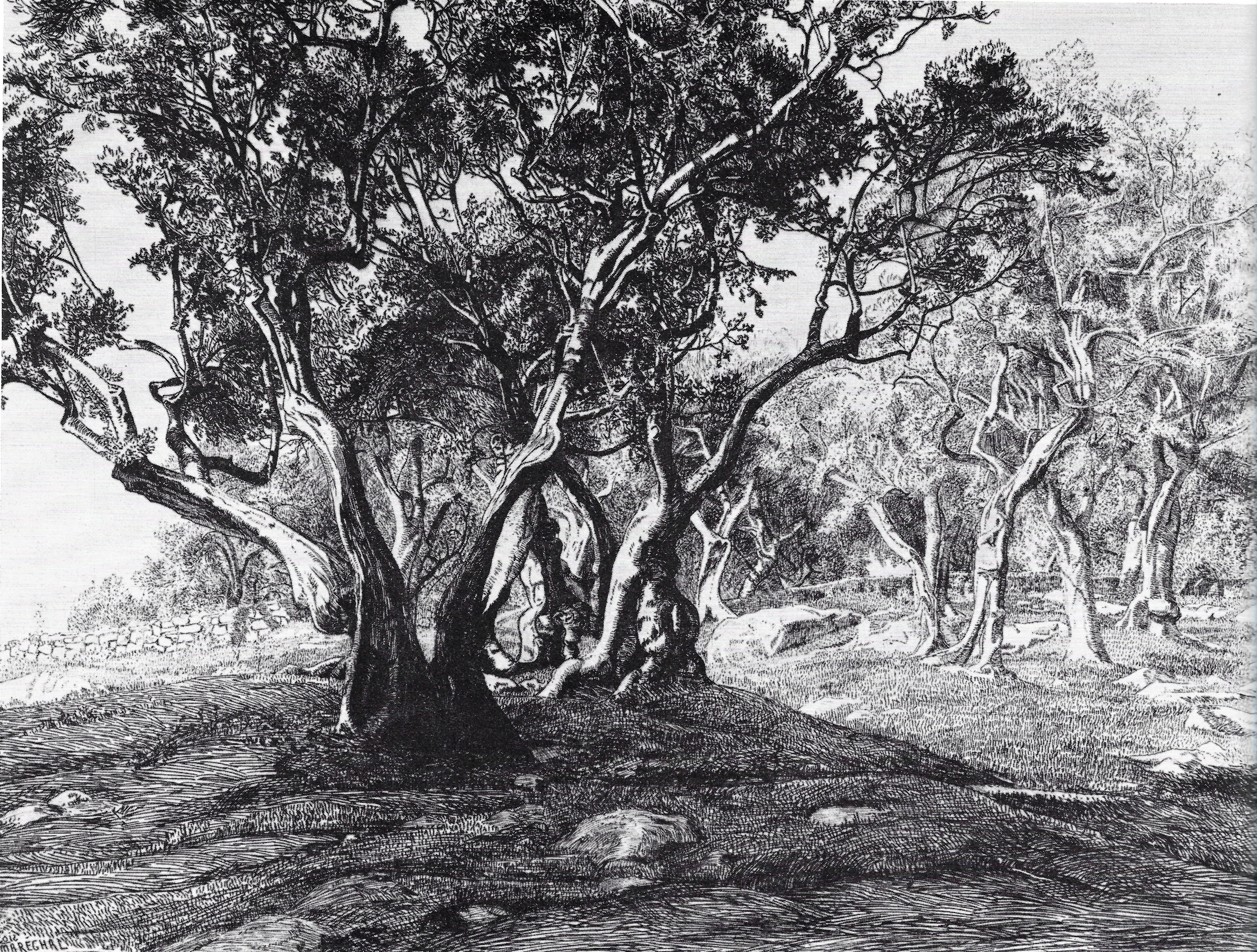
Il Prato, 20 mai 1904, eau-forte, 29,5 × 34,6 cm, Inv. Kunel no 73 (Italie), Liège, La Boverie.

#### Le Frêne(1918)

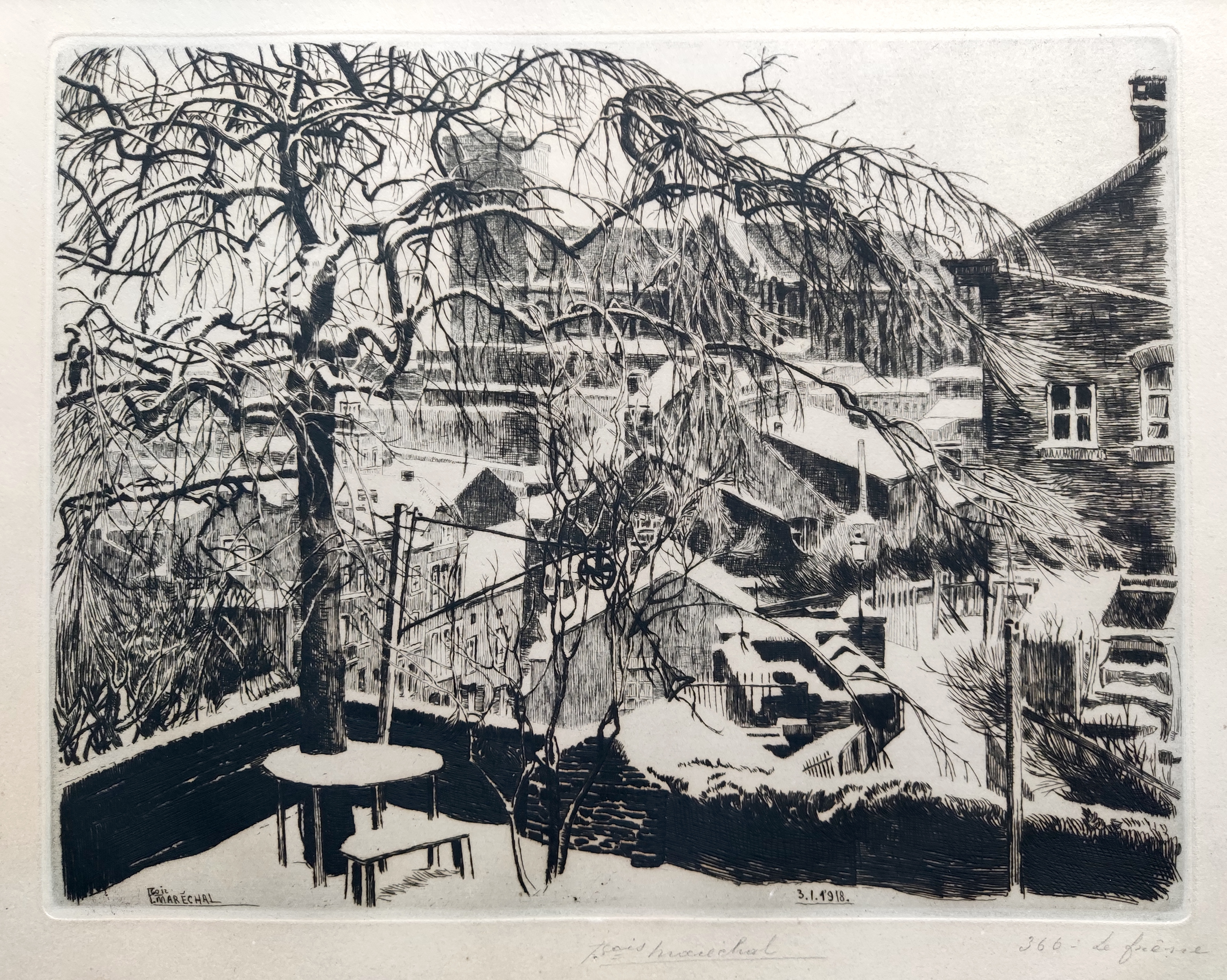
Le Frêne, 3 janvier 1918, eau-forte,, Inv. Kunel no 366, collection privée.

L'œuvre est décrite en 1980 par Françoise Clercx-Léonard-Étienne : « Artiste de plein air, il est doué d'une grande sensibilité à la lumière. Il maîtrise sa technique au point de suggérer dans ses estampes, les saisons et les heures du jour. Un exemple frappant : Le frêne, une de ses plus belles planches, est daté du 3 janvier 1918. L'eau-forte évoque à la perfection, en un subtil duo de blanc et de noir, une neige fraîche et épaisse dont on perçoit le silence et qui nous pénètre de son odeur crue et sa froideur. Le même sujet est repris un mois plus tard mais la neige a disparu et l'on sent venir le printemps. »
Plus récemment, Sophie Decharneux ajoute : « Paysages urbains ou ruraux, de la campagne où il fait bon vivre — qu'elle soit liégeoise ou romaine — au bassin sidérurgique de la Meuse avec des cheminées crachant leur fumée noire, Maréchal montre tantôt la triste réalité d'une région envahie par l'industrie, tantôt la beauté d'une campagne qu'il aime. Ainsi les rues, les boulevards, les quais de la Cité ardente mais aussi les vallées, les vergers, les villages et autres lieux chargés d'histoire latine se succèdent au fil des saisons et des heures du jour ou de la nuit. Le frêne, par exemple, de 1918, est gravé d'abord sous la neige, ensuite au début du printemps. Parfois très simples, parfois très élaborées, avec une infinité de détails où l'artiste travaille alors en miniaturiste, c'est à travers ses paysages — vastes panoramas ou études d'arbres — que Maréchal se pose en artiste de premier ordre. »

### L'étude documentaire de plantes et d'insectes
François Maréchal dessine ou grave avec minutie plantes et insectes, ou selon les mots de Vittorio Pica : « les variées et curieuses planches d'études d'animaux et de fleurs d'une facture minutieuse et patiente, qui m'a fait repenser à quelques albums de Hokusai […] ». Ce faisant, il élève le « dessin scientifique » au niveau de l'œuvre d'art, comme le décrit avec justesse Sophie Decharneux : « Son amour de la botanique et de la zoologie, son esprit curieux de scientifique participent grandement au charme et à l'originalité de son œuvre. C'est le naturaliste Vaccari qui lui communique sa passion pour les insectes et les fleurs. Et c'est ainsi que nombre de ses œuvres sont ornées d'éléments les plus étranges : araignées, coléoptères, grillons, papillons, insectes en tout genre, chardons, plantes et fleurs variées viennent envahir les bords de ses paysages et portraits, parfois concurrençant le sujet principal. Car la précision et le soin qu'il apporte à ce répertoire naturaliste, tel un précis de botanique, peut alors distraire le spectateur du sujet principal de l'œuvre. Le dessin scientifique est élevé au rang d'œuvre d'art, dans un contraste saisissant entre cette luxuriance de détails botaniques ou zoologiques et ses paysages : ceux-ci sont parfois brossés à traits hachurés sommaires, œuvres dépouillées de détails inutiles, afin de les rendre plus significatives et porteuses d'expression. »

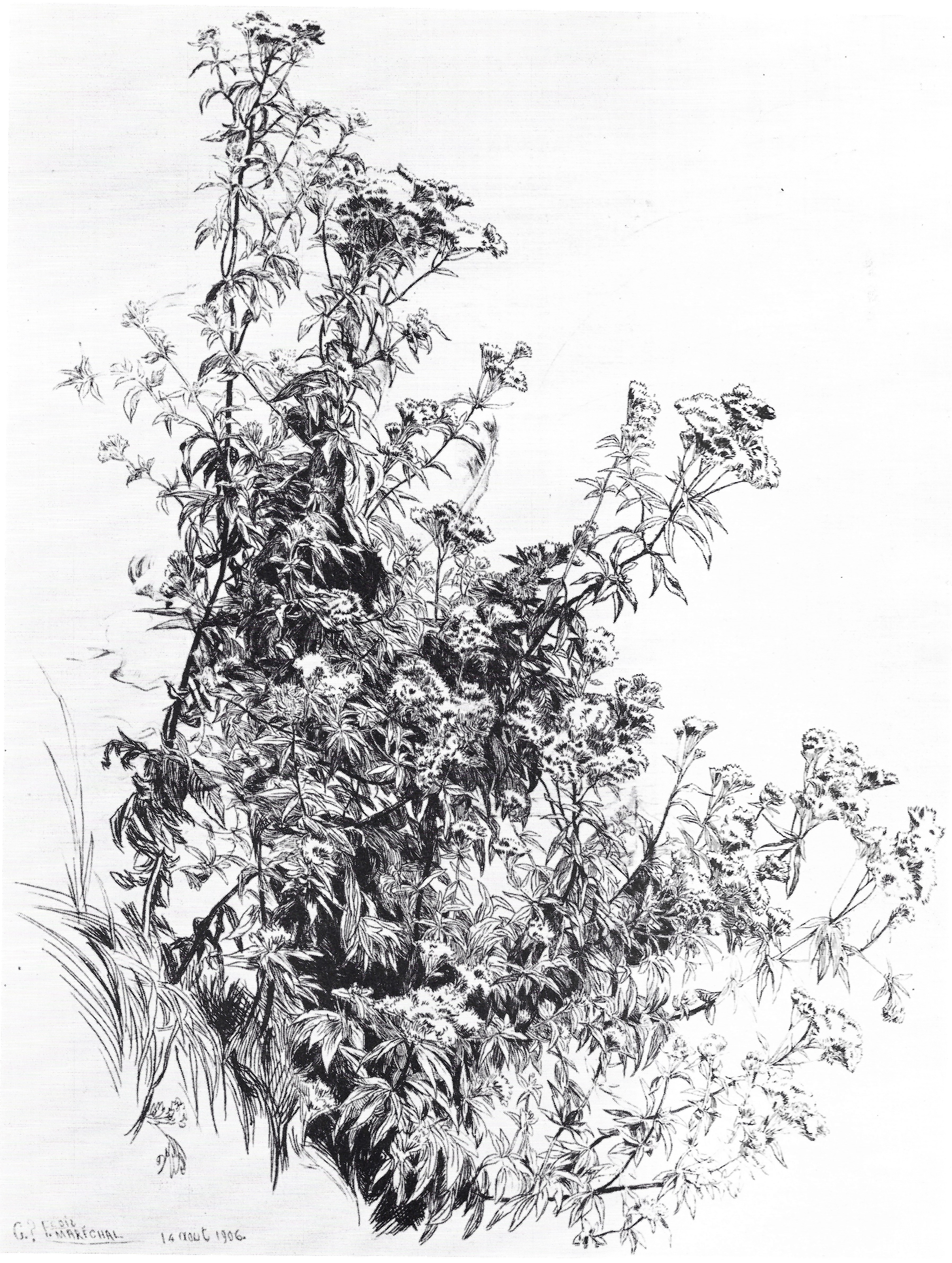
Les Eupatoires, 14 août 1906, eau-forte et pointe sèche, 39,8 × 29,8 cm, Inv. Kunel no 266, Liège, La Boverie.
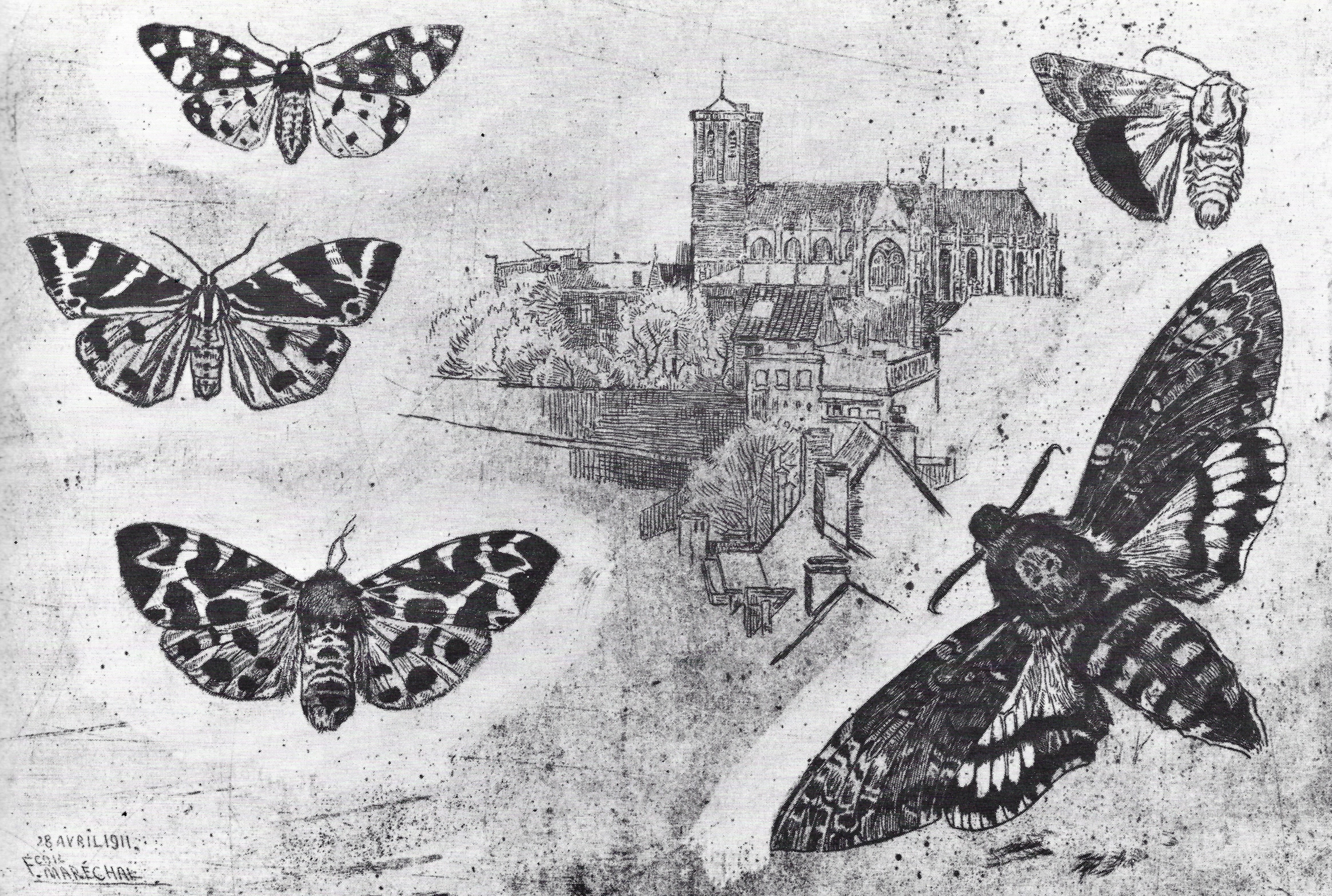
L'Église Saint-Martin, 28 avril 1911, eau-forte, Inv. Kunel no 301, 19,8 × 29,7 cm, Liège, La Boverie.
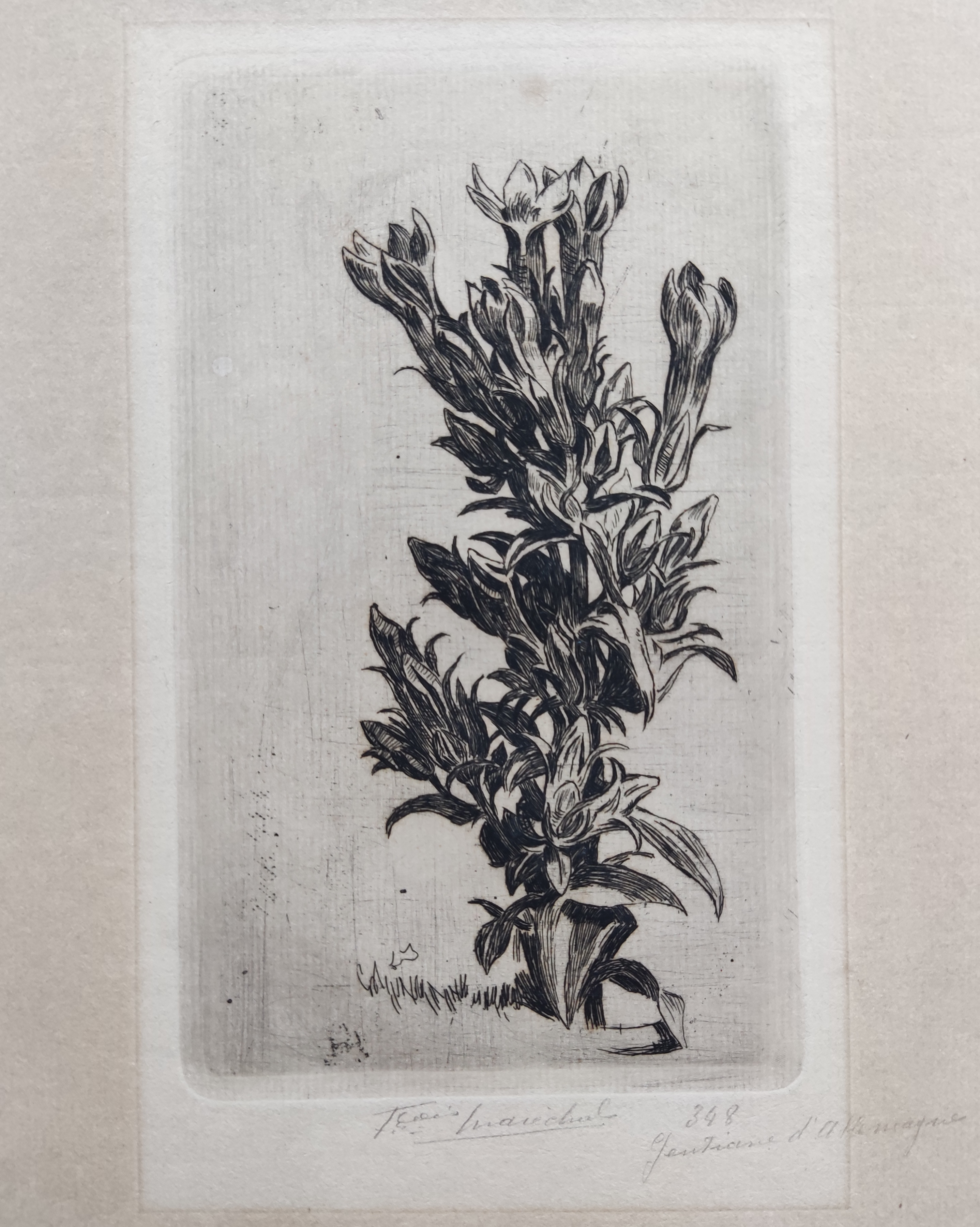
Gentiane d’Allemagne, septembre 1916, eau-forte, 17,5 × 11,5 cm, Inv. Kunel no 348, collection privée
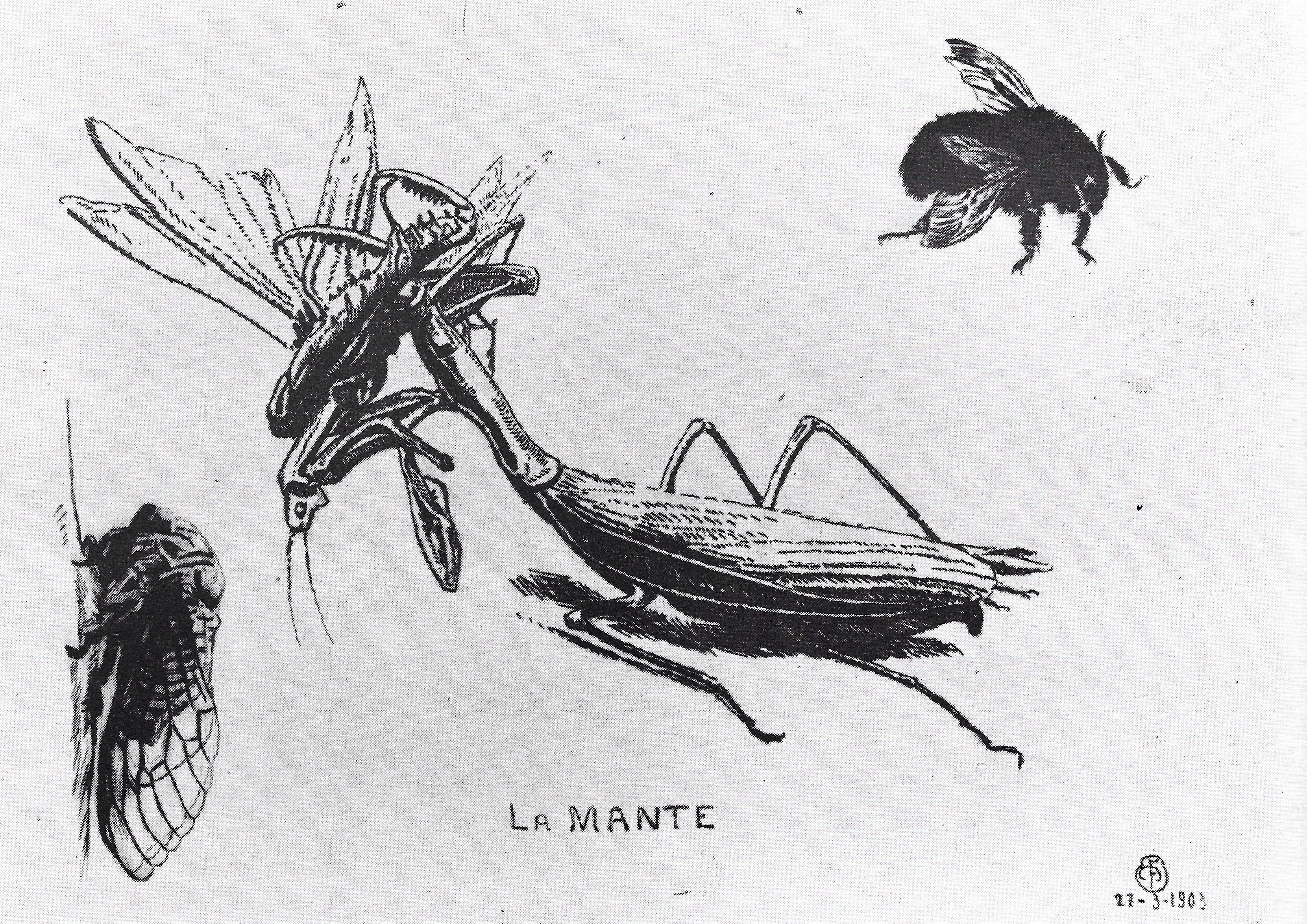
La Mante religieuse, 27 mars 1923, eau-forte, 15 × 19,7 cm, Inv. Kunel no 390, Liège, La Boverie.

### En bande dessinée
Sous le nom de plume Ewertuod, il signe des bandes dessinées symbolistes. Ses planches signées sont peu nombreuses (une dizaine) et pas toutes narratives. Il est possible de reconnaître son style, tant dans son trait que dans ses représentations féminines sur dix planches non signées.

## Le professeur et ses élèves

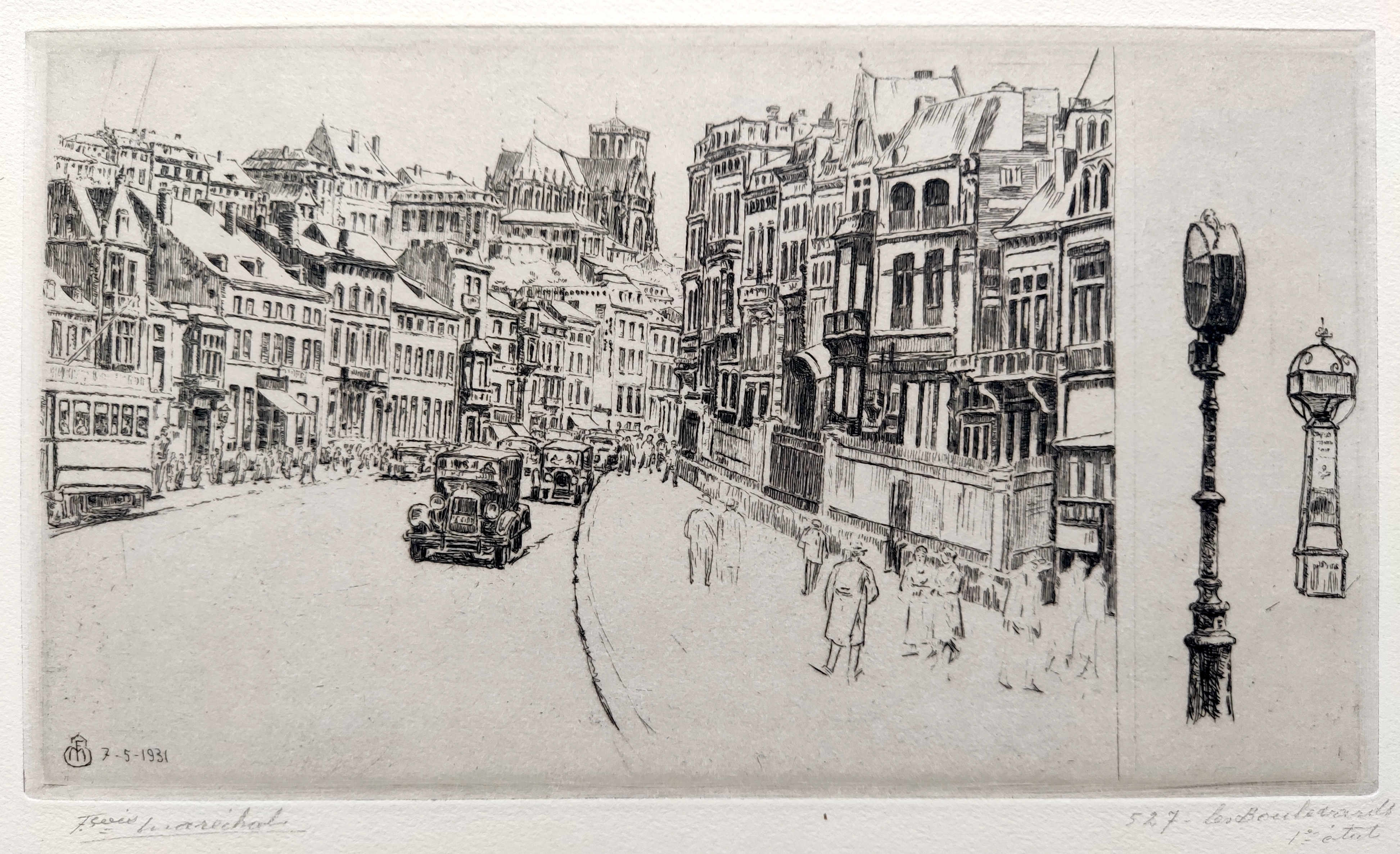
Les Boulevards, 7 mai 1931, eau-forte,, 1er état, Inv. no 527, collection privée.

En 1908, Alfred Micha parle de François Maréchal, en tant qu'enseignant, en ces termes (il convient de rappeler qu'à l'époque la gravure ne s'enseigne pas à l'Académie) : « Les jeunes artistes […] qui, munis d'une éducation artistique théorique et intégrale, sont à même et ont le désir de s'initier à l'art du graveur, veulent essayer d'y faire pratiquement l'application de leurs connaissances et de leurs idées, trouvent aujourd'hui en François Maréchal un maître facilement accessible, accueillant, tout disposé à leur enseigner les éléments du métier, la pratique professionnelle, aussi bien que la mise en œuvre des divers procédés usités en gravure.
Sans doute, il est de ceux qui pensent qu'une fois ces notions acquises, il ne reste plus aux novices en son art, qu'à essayer souvent, chercher sans cesse, travailler toujours sans vouloir prendre le genre, la manière d'un autre, en ayant soin, au contraire, de s'efforcer de ne pas perdre ce que l'on peut avoir le bonheur de posséder en fait de talent personnel. […] Aussi avons-nous été heureux de voir, récemment, M. Maréchal aller rejoindre MM. de Witte, Berchmans et Donnay dans le très distingué corps professoral de notre Académie des Beaux-Arts, parce que nous sommes convaincus que le professeur, en lui, homme de grand travail, n'étouffera point l'artiste. »

### Élèves notables
- Joseph Bonvoisin (1896-1960)
- Marcel Caron (1890-1961)
- Joseph Couture (1890-1965)
- Paul Daxhelet (1905-1993)
- Joseph Delfosse (1888-1970)
- Louise Désiron (1900-1983)
- Jean Donnay (1897-1992)
- Olivier Duchâteau (1876-1939)
- Lucien Hock (1899-1972)
- Charles Houssard (1884-1958)
- Ludovic Janssen (1888-1954)
- Luc Lafnet (1899-1939)
- Edgar Scauflaire (1893-1960)
- Joseph Verhaeghe (1900-1987)

## Catalogue et collections publiques
Son œuvre complet est composé de 728 gravures,. En général, les estampes sont rares et certaines de ses planches ne dépassent pas les dix exemplaires. François Maréchal numérotait ses gravures, ce qui permet de les situer de manière chronologique. Souvent, il les titrait, ce qui permet parfois d'avoir l'une ou l'autre indication sur le lieu que représentait la gravure. Dans le livre réalisé par Maurice Kunel, ouvrage le plus complet sur l'artiste, les œuvres de François Maréchal réalisées entre 1888 et 1931 sont référencées de manière précise (525 composées et gravées à Liège, et 91 composées et gravées en Italie). Ce livre a été réalisé du vivant de l'artiste et en collaboration avec celui-ci. Le fils de l'artiste, Jean-René Maréchal, a dressé une liste manuscrite de ses dernières planches (nos 526 à 637).
Le cabinet des Estampes et des Dessins de Liège et les collections artistiques de l'université de Liège (Musée Wittert) conservent de nombreuses gravures et dessins de François Maréchal (233 dessins, 170 plaques de zinc gravées, et 170 gravures accompagnées de 930 tirages),. Des œuvres de François Maréchal sont également présentes dans les collections du Minneapolis Institute of Art,, du musée d'Art wallon (La Boverie),,, du musée de la Vie wallonne, de la Province de Liège, et du musée des Beaux-Arts de Tournai.

## Expositions
- 1888 : Exposition des Beaux-Arts, du 29 avril au 17 juin, Conservatoire royal, Liège[30].
- 1889 : première exposition des Cinq (avec Louis Bauès, Jean Cambresier, Edgard Dhont et Alphonse Mataive), Société d'Émulation, Liège.
- 1890 : 2e exposition annuelle des Cinq (avec Louis Bauès, Jean Cambresier, Marie Molitor et Alphonse Mataive), Société d'Émulation, Liège.
- 1891 : 3e exposition annuelle des Cinq (avec Louis Bauès, Alfred Cahen, Marie Molitor et Alphonse Mataive), Société d'Émulation, Liège.
- 1893 : exposition collective de la Société des Aquafortistes belges, Bruxelles.
- 1896 : exposition collective au Salon des Cent, Paris.
- 1897 : exposition aux salons du journal Le Figaro, Paris ; Exposition aux locaux de la revue La Plume, Bruxelles.
- 1898 : exposition au Cercle artistique et littéraire, février, Bruxelles.
- 1899 : exposition collective au Cercle artistique, janvier, Gand.
- 1901 : exposition collective de la Société des Aquafortistes belges, Bruxelles.
- 1902 : Esposizione internazionale di "Bianco e nero", avril-mai, Rome[31],[32]
- 1905 : exposition au Cercle athlétique, du 15 au 31 décembre, Liège[33],[34].
- 1907 : exposition au Cercle artistique et littéraire, du 27 décembre 1906 au 6 janvier, Bruxelles ; L'Estampe (1er salon), du 15 au 20 janvier, Musée moderne, Bruxelles[35].
- 1908 : exposition au Palais des Beaux-Arts, Marseille ; 1er Mostra biennale Romagnola, Faenza (Italie).
- 1910 : exposition à l'Association pour l'encouragement des Beaux-Arts, du 7 mai au 26 juin, Liège.
- 1920 : exposition au Cercle Anglo-Belge, Liège.
- 1926 : exposition à la Public Art Galleries, Brighton (Angleterre).
- 1930 : exposition à la galerie du journal La Gazette de Liège, du 14 au 26 décembre, Liège.
- 1933 : exposition Le Visage de Liège, du 23 septembre au 23 octobre, Palais des Beaux-Arts, Liège.
- 1939 : Exposition de la gravure liegeoise, Musée des Beaux-Arts, Liège.
- 1941 : Les gravures italiennes de François Maréchal et les bois gravés de Maurice Brocas, du 5 au 30 juin, Musée des Beaux-Arts, Liège.
- 1952 : Salon 1952, du 4 octobre au 11 novembre, Musée des Beaux-Arts, Liège[36].
- 1962 : exposition commémorative à l'occasion du centenaire de la naissance de l'artiste, Banque de Bruxelles, Liège.
- 1964 : 125e anniversaire de l'Académie des Beaux-Arts de Liège, du 11 avril au 10 mai, Musée de l'Art Wallon, Liège.
- 1966 : Hommage à de Witte Adrien, Donnay Auguste, Heintz Richard, Mataive Alphonse, Maréchal François, Philippet Léon, Rassenfosse Armand, du 3 au 14 janvier, Cercle royal des Beaux-Arts, Liège[36].
- 1970 : Gravures au pays de Liège, Musée de l'ancienne abbaye de Stavelot, Stavelot (Liège)[36].
- 1971 : Gravures au pays de Liège, Maison de la culture Les Chiroux, Liège.
- 1977 : Gravures du 16e au 20e siècle, du 29 septembre au 2 décembre, Cabinet des Estampes et des Dessins, Liège[36].
- 1979 : François Maréchal 1861-1945, janvier, Maison belge, Cologne (Allemagne)[37].
- 1980 : François Maréchal 1861-1945, du 11 janvier au 24 février, Cabinet des Estampes, Liège[37]; Gérardy Paul et ses amis, du 20 mars au 20 avril, Cabinet des Estampes et des Dessins, Liège[36] ; Belgische Kunst - Belgian Art - L'Art Belge 1880–1914 - Paintings, Drawings, and Sculpture, avril-juin, Brooklyn Museum of Art, Brooklyn (New York)[38] ; François Maréchal 1861-1945, septembre-octobre, Musée Horta, Saint-Gilles (Bruxelles)[37] ; Art et Société en Belgique, du 11 octobre au 23 novembre, Palais des Beaux-Arts, Charleroi[36].
- 1981 : Salon noir et blanc, Galerie Gustave Drisket, Liège[36].
- 1987 : Le Symbolisme - Le Réalisme, du 16 octobre au 10 janvier 1988, Centre Wallonie-Bruxelles, Paris[36].
- 1992 : Le Cercle royal des Beaux-Arts de Liège 1892-1992, du 18 septembre au 20 avril 1993, Cercle royal des Beaux-Arts, Liège[7].
- 1996 : Gravures et dessins de François Maréchal, du 16 novembre au 11 janvier 1997, Rosanne Danubio, Liège[39]; 125 ans d'art liégeois - peinture, sculpture, gravure en province de Liège 1870‑1995, du 27 novembre au 31 janvier 1997, ING Espace Culturel, Liège[36].
- 1997 : Talents d’hier et d’aujourd’hui, du 3 octobre au 15 novembre, Générale de Banque, Liège[36].
- 2008 : Coups de cœur estampés, du 26 juin au 14 septembre, Cabinet des Estampes, Liège[36].
- 2013 : François Maréchal, maître de la gravure liégeoise, du 30 mars au 19 mai, Musée régional d'archéologie et d'histoire, Visé (Liège)[40],[41].
- 2014 : Chefs-d'œuvre de "Petits Maîtres", du 1er février au 2 mars, Rue Henri Vieuxtemps 13, Liège[42].
- 2016 : École Liégeoise du Paysage, du 4 juin au 3 juillet, Rue des Prémontrés 38, Liège[43].
- 2021 : La nature en gravures, chapelle des Sépulcrines, Visé (Liège)[9],[44].

## Récompenses et distinctions
- 1902 : boursier de la Fondation Darchis[1],[3],[5],[6],[7],[8],[9].
- 1906 : médaille d'or dans la section Blanc et Noir de l'Exposition universelle de Milan[45].
- 1933 : nommé officier de l'ordre de Léopold[1],[6],[7].
- 1939 : lauréat du prix artistique décerné par la province de Liège[1],[6],[7].

## Réception critique
« François Maréchal est resté lui-même, guidé par un instinct très sûr, vrai sans être vulgaire, profond sans être compliqué, original à force d'être simple et ne permettant jamais rien de hâtif ou de négligé. »

— Albert Neuville

« M. Maréchal, dessinateur et aquafortiste, appartient à cette école de Liège où la correction, l'élégance, voire la minutie, n'excluent pas l'accent, la fermeté et l'émotion. En les œuvres de M. Maréchal, on respire une vive et sincère sympathie pour les humbles et leurs travaux. Il est le poète de la région industrielle autour de Liège, poète toujours attendri et parfois dramatique. […] Le tout est admirablement dessiné et composé. Ce ne sont pas de simples études, ce sont bel et bien des œuvres d'art achevées consciencieusement, mises au point avec cette probité et cette pudeur qui manquent à tant des artistes de ce moment, confondant trop souvent le débraillé, l'ignorance et la négligence avec l'impressionnisme. »,

— Georges Eeckoud dans le Mercure de France au sujet de l'Exposition au Cercle artistique et littéraire de Bruxelles organisée en février 1898

« J'ai souvenance de m'être arrêté un jour devant une modeste vitrine d'encadreur qui étalait une eau-forte de François Maréchal. Ce n'était pourtant qu'une lanterne accrochant sa misérable lumière au mur d'une ruelle. Et pourtant, seule à guetter dans la nuit noire, elle me fascinait. Elle exprimait quelque chose de si triste, de si tragique, que j'en avais le cœur poigné. Elle me disait les confuses angoisses que font naître ces veilleuses, muets témoins des banlieues perdues et des quartiers sordides. Mais celle-ci, plus que toute autre, avait une flamme immobile et terne ; elle apparaissait comme le symbolique fanal d'une humanité famélique, évoquant les existences minables, les pauvretés, l'abandon, la détresse sans secours. J'avais été conquis, à mon insu, tant par la haute science du maître graveur que par l'expression du sujet : l'humble regard d'une lanterne de campagne m'avait souvent ému, mais jamais je n'avais ressenti sa signification douloureuse comme devant cette estampe. »

— Maurice Kunel

« Depuis la mort de Félicien Rops, je peux le proclamer sans hésitation, Maréchal est, sans contredit, le graveur wallon le plus complet et le plus fort de notre pays, comprenant, on ne pourrait mieux, que l'apparence extérieure des choses cache une vérité morale et sentimentale, que les grands artistes de toutes les époques essayeront de pénétrer et de rendre. »

— Pol de Mont, cité par Alfred Micha

« En 1893, j'ai vu dans l'album de la Société bruxelloise des aquafortistes un certain nombre de vues panoramiques de Liège, signées "F. Maréchal". J'ai été frappé à l'époque par leur composition habile, leur touche un peu rude mais solide, et par leur air de vérité et de sincérité. Depuis je n'avais rien retrouvé portant la même signature, jusqu'à ce que dans l'atelier de M. Rassenfosse je la revoie sur une série d'eaux-fortes extraordinairement variées, représentant des "morceaux" et des types de la grande banlieue, et de nombreuses scènes nocturnes sur les quais, avec les lumières tremblantes qui se reflètent dans les eaux de la Meuse. À un sentiment d'admiration pour les œuvres elles-mêmes s'ajoutait un fort désir de voir leur auteur. »,

— Fernand Khnopff dans un article de la revue The Studio

« Auguste Donnay fut avec Rassenfosse, Émile Berchmans et Maréchal parmi les premiers peintres, graveurs et dessinateurs wallons qui firent preuve d'une belle originalité. »

— Jeanne de la Ruwière

#### Articles de presse
- Olympe Gilbart, « Un grand artiste liégeois : François Maréchal », La Meuse, vol. 50e année, no 590,‎ 16-17 décembre 1905, p. 1 (lire en ligne).
- Teddy (rédaction de l'article), Julien Flament (rédacteur en chef) et Alfred Lance (directeur), « Les artistes de chez nous : Fr. Maréchal, Maurice des Ombiaux et Isi Collin », Le Cri de Liège : tribune d'art, libre et indépendant, Liège, no 52 (deuxième année),‎ 27 décembre 1913, p. 1 (lire en ligne).

#### Études
- Frédéric Paques, Avant Hergé : Étude des premières apparitions de bande dessinée en Belgique francophone (1830-1914), t. 1 : Texte (Thèse présentée en vue de l’obtention du titre de Docteur en Histoire de l’art sous la direction de Jean-Patrick Duchesne. Année académique 2011-2012), Liège, Université de Liège, 2012, 337 p., PDF (lire en ligne), p. 138-139.

#### Livres
- Jules Bosmant, La peinture et la sculpture au pays de Liège de 1793 à nos jours, Liège, Mawet éditeur, 1930, 316 p. (OCLC 458651068, BNF 31848054, SUDOC 020550065).
- Françoise Clercx-Léonard-Etienne, François Maréchal 1861-1945, Communauté Française de Belgique, Collection du Cabinet des Estampes de la Ville de Liège, 1980, 63 p. (OCLC 212334589).
- Dictionnaire des peintres belges du XIVe siècle à nos jours depuis les premiers maîtres des anciens Pays-Bas méridionaux et de la Principauté de Liège jusqu'aux artistes contemporains, vol. 2 : L-Z, Bruxelles, La Renaissance du Livre, 1995, 620 p. (ISBN 2-8041-2012-0, OCLC 301497369, SUDOC 278483518), p. 590-1210. 
  - Régine Rémon (rédaction de l'article), « Maréchal, François », Dictionnaire des Peintres belges, op. cit.,‎ 1995 (lire en ligne).
- Jules du Jardin, L'Art Flamand Tome VI Les Artistes Contemporains, Bruxelles, Arthur Boitte Éditeur, 1900, 208 p. (OCLC 1204598943, lire en ligne).
- Jacques Goijen, Dictionnaire des peintres de l'École liégeoise du paysage, Liège, École liégeoise du paysage Éditions, 2014, 657 p. (ISBN 9782960045901 et 2-9600459-04, OCLC 980910178).
- Maurice Kunel, François Maréchal Aquafortiste, Liège, Éditions de l'œuvre des artistes, 1931, 141 p. (OCLC 247395390).
- Rita Lejeune (direction) et Jacques Stiennon (direction), La Wallonie. Le Pays et les Hommes. Lettres-arts-culture, t. II : du XVIe siècle au lendemain de la Première Guerre mondiale, Bruxelles, La Renaissance du livre, 1978, 600 p. (OCLC 70306409, lire en ligne). 
  - Georges Comhaire (rédaction de l'article) et Francis Vanelderen (rédaction de l'article), « Livre second. De 1815 au lendemain de la première guerre mondiale ; Deuxième partie : Les arts : II Dessin, gravure et lithographie en Wallonie au XIXe siècle », La Wallonie. Le Pays et les Hommes, op. cit.,‎ 1978, p. 551-564 (lire en ligne).
- Alfred Micha, Les graveurs liégeois, Liège, Imprimerie Bénard, 10 mars 1908, 141 p. (OCLC 889846599, lire en ligne).
- Maurice des Ombiaux, Quatre artistes liégeois : A. Rassenfosse - Fr. Maréchal - A. Donnay - Em. Berchmans, Bruxelles, Librairie Nationale d'Art et d'Histoire G. Van Oest & Cie, 1907, 109 p. (OCLC 894210857, lire en ligne).
- Jacques Parisse, Actuel XX : la peinture à Liège au XXe siècle, Liège, Éditions Pierre Mardaga, 1975, 264 p. (ISBN 978-2-8021-0006-5 et 2-8021-0006-8, OCLC 419624811).
- Sander Pierron, L'École de Gravure de Liège, Bruxelles, Édition de "Savoir et Beauté" Revue d'Art et d'Enseignement, 1923, 102 p. (OCLC 65411706).
- Paul Piron, Dictionnaire des artistes plasticiens de Belgique des XIXe et XXe siècles, vol. 2 : L-Z, Ohain - Lasne, Éditions Art in Belgium, 2003-2006, 829 p. (ISBN 2-930338-11-3, OCLC 493737398, SUDOC 122800958).
- Jean Puraye, La Fondation Lambert Darchis à Rome, Rome-Liège, Fondation Lambert Darchis, 1993, 424 p. (OCLC 315768224).
- Régine Rémon (direction) et Alain Delaunois (conseil éditorial), Catalogue du Musée des beaux-arts de Liège, vol. 2, Gand, Éditions Snoeck, 2018, 296 p. (ISBN 978-94-6161-532-9, OCLC 972161089). 
  - Sophie Decharneux (rédaction de l'article), « François Maréchal : Fond graphique », Catalogue du Musée des beaux-arts de Liège, op. cit.,‎ 2018.
- Jeanne de la Ruwière, La Peinture moderne en Belgique de Navez à Anne Bonnet, Bruxelles, Éditions Artis, 1959 (OCLC 490997008).
- Liliane Sabatini, Le Musée de l'Art wallon, Bruxelles, Ministère de la Communauté française de Belgique et Crédit Communal de Belgique, 1988, 128 p. (OCLC 231872025)
- Pierre Somville, Marie-Christine Depouhon et Gilbert Depouhon, Le Cercle royal des Beaux Arts de Liège 1892-1992, Bruxelles, Crédit Communal, 1992, 128 p. (OCLC 35121530).